# Chiến tranh Xô–Đức
Chiến tranh Xô–Đức 1941–1945 là một cuộc chiến giữa Liên Xô và Đức Quốc xã trong Thế chiến thứ hai, trải dài khắp Bắc, Nam và Đông Âu từ ngày 22 tháng 6 năm 1941 khi Quân đội Đức Quốc xã (Wehrmacht) theo lệnh Adolf Hitler xoá bỏ hiệp ước không xâm phạm lẫn nhau Liên Xô- Đức và bất ngờ tấn công Liên bang Xô Viết tới ngày 9 tháng 5 năm 1945 khi đại diện Đức Quốc xã ký kết biên bản đầu hàng không điều kiện Quân đội Xô Viết và các lực lượng của Liên minh chống Phát xít sau khi Quân đội Xô Viết đánh chiếm thủ đô Đức Berlin. Nó đã được biết đến bởi rất nhiều cái tên khác nhau tùy thuộc vào các quốc gia, phía Liên Xô gọi nó là Chiến tranh Vệ quốc Vĩ đại (tiếng Nga: Великая Отечественная Война) lấy theo tên trong lời hiệu triệu của Stalin trên radio gửi đến nhân dân Xô Viết vào ngày 3 tháng 7 năm 1941, hoặc cuộc Chiến tranh thần thánh (tiếng Nga: Священная война); trong khi người Đức (và các nước phương Tây) thường gọi nó đơn giản là Mặt trận phía đông (tiếng Đức: die Ostfront), Chiến dịch phía đông (tiếng Đức: der Ostfeldzug) hoặc Chiến dịch nước Nga (tiếng Đức: der Rußlandfeldzug) vì thực chất đây là giai đoạn quan trọng nhất của cuộc chiến ở mặt trận phía đông châu Âu trong Thế chiến thứ hai.
Tuy có tên là Chiến tranh Xô–Đức nhưng thực ra Đức không tấn công Liên Xô một mình mà còn có sự giúp sức của 8 nước đồng minh phe Trục ở châu Âu là Romania, Hungary, Bulgaria, Phát xít Ý, Slovakia, Croatia, Phần Lan, Vichy Pháp. Về phía Liên Xô, trên đà chiến thắng kể từ năm 1943, họ đã cho thành lập quân đội các nước Ba Lan, Tiệp Khắc bên phía mình để chiến đấu trên lãnh thổ các quốc gia này và làm nòng cốt xây dựng quân đội các quốc gia này sau chiến thắng. Vào cuối năm 1944 và đầu năm 1945, khi quân đội Xô Viết tiến vào Romania, Hungary, các nước này đã quay sang chống lại Đức Quốc xã và gia nhập Liên minh chống Phát xít. Cuộc chiến tranh tiếp diễn giữa Liên Xô và Phần Lan có thể coi là sườn phía bắc của mặt trận này. Ngoài ra, các hoạt động phối hợp của Đức-Phần Lan qua biên giới phía bắc Phần Lan-Liên Xô và tại khu vực Murmansk cũng được coi là một phần của Chiến tranh Xô–Đức.
Mặt trận này đã được đặc trưng bởi quy mô và sự ác liệt chưa từng thấy, sự hủy diệt quy mô lớn, và những tổn thất nhân mạng to lớn do chiến tranh, nạn đói, bệnh tật và cả những cuộc thảm sát. Đây cũng là nơi tập trung phần lớn các trại tập trung, các cuộc hành quân chết, các khu Do Thái, và những cuộc tàn sát, là trung tâm của cuộc Đại đồ sát người Do Thái. Trong tổng số người chết ước tính khoảng 70 triệu của Thế chiến thứ hai thì trên 30 triệu người đã chết tại mặt trận này, trong đó có nhiều dân thường. Cuộc chiến này có ý nghĩa quyết định đối với kết quả của Thế chiến thứ hai và là nguyên nhân chính cho sự thất bại của Đức và việc tiêu diệt nước Đức quốc xã. Sau chiến tranh, Liên bang Xô viết trỗi dậy trở thành một siêu cường quân sự và công nghiệp, các đảng Cộng sản thiết lập chính phủ trên phần lớn các nước Đông Âu, còn nước Đức bị khối Đồng Minh phân đôi thành Cộng hoà Dân chủ Đức và Cộng hoà Liên bang Đức.
Hai cường quốc tham chiến chủ yếu là phát xít Đức và Liên Xô. Mặc dù không tham chiến tại đây, nhưng Vương quốc Anh và Hoa Kỳ đã viện trợ về tài chính và vật chất hỗ trợ cho Liên Xô trong các giai đoạn sau của cuộc chiến (khoảng 4% lượng vũ khí mà Liên Xô sử dụng là do Mỹ - Anh viện trợ). Trong khi đó, phía Đức Quốc xã thì nhận được sự hỗ trợ từ 9 nước đồng minh (phát xít Ý, Romania, Bulgaria, Hungary, Phần Lan, Slovakia, Croatia, Vichy Pháp và Tây Ban Nha), 9 nước này đã cung cấp cho Đức khoảng 20% quân số, 1/3 số lao động và hơn một nửa lượng nguyên vật liệu để sản xuất vũ khí. Đức Quốc xã đã huy động nguồn nhân lực, toàn bộ các kho vũ khí, dự trữ kim loại, các nguyên liệu chiến lược, huy động gần như toàn bộ nền công nghiệp quân sự của toàn Tây Âu và Trung Âu vào cuộc chiến chống Liên Xô, ngoài ra Đức còn tuyển mộ hàng trăm ngàn lính đánh thuê từ các nước vùng Baltic, Nam Tư, Đan Mạch, người Cozak. Trên thực tế, quân đội Liên Xô phải cùng lúc đương đầu với quân đội của 9 nước châu Âu chứ không chỉ riêng Đức Quốc xã. Nếu không có sự trợ giúp của 9 nước này, Đức Quốc xã sẽ không thể có đủ nhân lực và tài nguyên để tiến hành chiến tranh tổng lực lâu dài với Liên Xô (ví dụ, sau khi Romania bị Liên Xô đánh bại vào tháng 8 năm 1944 thì Đức cũng bị mất một nửa nguồn cung dầu mỏ, điều này khiến sản lượng vũ khí của Đức sụt giảm nhanh chóng kể từ cuối năm 1944 và quân đội Đức cũng thua chung cuộc chỉ nửa năm sau đó).

## Tư tưởng

### Tư tưởng của Đức
Adolf Hitler đã lập luận trong cuốn tự truyện Mein Kampf cho sự cần thiết của "không gian sinh tồn", theo đó Đức cần phải đánh chiếm các nước ở Đông Âu để mở rộng lãnh thổ cho "chủng tộc Arian thượng đẳng", tức là người Đức. Ông dự kiến giải quyết việc đó như là một cuộc chạy đua tổng thể, bằng cách tiêu diệt hoặc trục xuất hầu hết các cư dân Liên Xô tới Siberia và sử dụng phần còn lại như là lao động nô lệ. Đối với một số nhà lãnh đạo Đức Quốc xã khác (như Himmler) thì cuộc chiến với Liên Xô là một cuộc đấu tranh của xã hội quốc gia chống chủ nghĩa cộng sản và của chủng tộc Aryan chống lại tộc Slav hạ đẳng.
Hitler gọi nó trong một điều kiện duy nhất, gọi đó là một "cuộc chiến tranh hủy diệt". Trong Kế hoạch tổng thể phương Đông (Generalplan Ost) được Hitler phê duyệt ngày 25 tháng 5 năm 1940, dân số của Đông Âu và Liên Xô bị chiếm đóng sẽ một phần bị trục xuất sang Tây Siberia, một phần làm nô lệ và cuối cùng là bị tiêu diệt; vùng lãnh thổ chinh phục được sẽ là thuộc địa của Đức hoặc khu định cư của người Đức. Ngoài ra, Đức quốc xã cũng tìm cách để quét sạch lượng lớn dân số người Do Thái của Đông Âu như là một phần của chương trình phát xít nhằm tiêu diệt tất cả người Do Thái ở châu Âu.
Sau thành công ban đầu của Đức ở trận Kiev, Adolf Hitler đã nhìn thấy Liên Xô có nền quân sự yếu kém và chín muồi cho cuộc chinh phục ngay lập tức. Ngày 3 tháng 10 năm 1941, ông tuyên bố: "Chúng ta chỉ cần đá vào cửa và toàn bộ cái cấu trúc mục nát đó sẽ sụp đổ". Như vậy, Đức đã mong đợi một cuộc tấn công kiểu Blitzkrieg sẽ sớm kết liễu Liên Xô và đã không chuẩn bị nghiêm túc cho cuộc chiến tranh kéo dài. Tuy nhiên, sau chiến thắng quyết định của Liên Xô tại trận Moskva, trận Stalingrad và kết quả tình hình quân sự thảm khốc của Đức, Hitler và bộ máy tuyên truyền của Đức Quốc xã đã tuyên bố cuộc chiến tranh là cuộc phòng thủ nước Đức thuộc văn minh phương Tây chống lại "sự phá hoại của đám người Bolshevik" đông đảo đang tiến vào châu Âu.

### Ý thức hệ Xô Viết
Nhà nước Xô viết, đứng đầu là Iosif Stalin, lập kế hoạch mở rộng hệ tư tưởng của họ (Chủ nghĩa Marx–Lenin) và thúc đẩy sự tiến bộ của cách mạng Cộng sản trên thế giới. Trong thực tế, Stalin không tôn trọng toàn bộ giáo lý chủ nghĩa xã hội của Lenin khi ông xóa bỏ chính sách kinh tế mới, đưa nền kinh tế chuyển sang chính sách kế hoạch hóa tập trung và sử dụng nó để biện minh cho sự lớn mạnh về công nghiệp của Liên Xô trong thập niên 1930. Phát xít Đức thì định vị mình như là một hệ thống chống Cộng sản thống nhất, và chính thức hóa vị trí này bằng cách ký vào Hiệp ước chống Quốc tế Cộng sản với Đế quốc Nhật Bản và Italy  là một tư tưởng tương phản tuyệt đối trực tiếp với học thuyết Xô Viết. Những căng thẳng về ý thức hệ này đã chuyển đổi thành cuộc chiến ủy quyền giữa Đức Quốc xã và Liên Xô , khi vào năm 1936, Đức và Phát xít Ý can thiệp vào cuộc Nội chiến Tây Ban Nha, hỗ trợ phe Quốc gia Tây Ban Nha của Franco, trong khi Liên Xô hỗ trợ những người cộng sản và xã hội chủ nghĩa, được dẫn đầu  bởi Đệ Nhị Cộng hòa Tây Ban Nha .
Việc Anh - Pháp làm ngơ cho Đức sáp nhập Áo và thôn tính Tiệp Khắc đã chứng minh không thể nào để thiết lập hệ thống an ninh tập thể ở châu Âu  theo chủ trương của Bộ trưởng Bộ Ngoại giao Liên Xô Maxim Litvinov . Điều này, cũng như sự thất bại của Xô viết trong việc thuyết phục Anh - Pháp ký một liên minh chính trị và quân sự chống Đức  đã dẫn đến ký kết Hiệp ước Xô-Đức vào cuối tháng 8, năm 1939 . Hiệp ước này dẫn đến một sự biến đổi mạnh mẽ về tuyên truyền của Liên Xô. Đức Quốc xã không được mô tả như là kẻ thù không đội trời chung nữa, và các phương tiện truyền thông của Liên bang Xô viết đổ lỗi cho Ba Lan, Anh và Pháp cho sự bắt đầu của cuộc chiến. Tuy nhiên đó là về mặt tuyên truyền công chúng, còn trong giới lãnh đạo Liên Xô, họ biết rằng chiến tranh với Đức sẽ sớm xảy ra và cần phải nhanh chóng tăng cường vũ trang cho Liên Xô. Sau khi Đức tấn công thì chính phủ Xô viết đã chuyển hoàn toàn sang khuyến khích việc tiêu diệt chủ nghĩa phát xít.

## Hiệp ước Molotov – Ribbentrop
Năm 1938, trước nguy cơ Thế chiến thứ hai nổ ra, Liên Xô đã đề nghị lập liên minh chống phát xít với Anh-Pháp và sẵn sàng chuyển 120 sư đoàn bộ binh (mỗi sư đoàn có 10.000 quân), 16 sư đoàn pháo binh, 5.000 pháo hạng nặng, 9.500 xe tăng và khoảng 5.500 máy bay đến biên giới Đức để kiềm chế Hitler; nhưng phái đoàn Anh và Pháp đã không đáp lại đề nghị này.

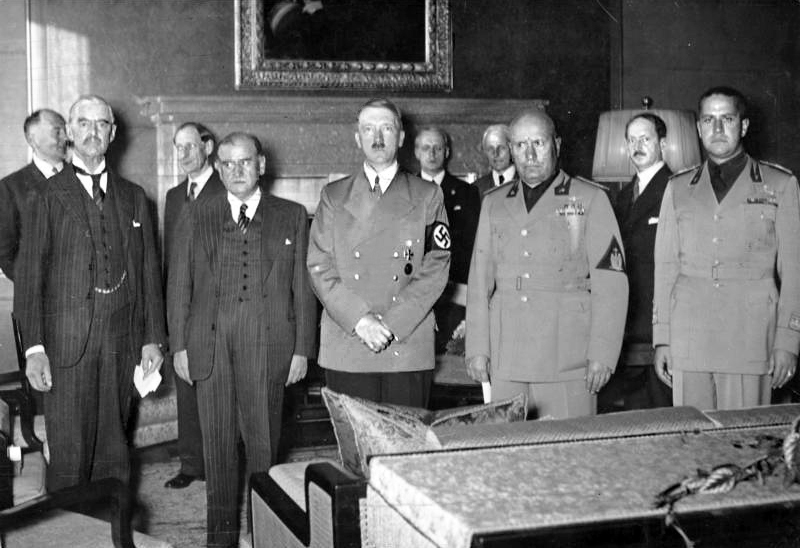
Lễ ký Hiệp ước Munich giữa Anh, Pháp, Ý và Đức. Hai nước Anh-Pháp công nhận việc Đức sáp nhập Áo, đồng thời gây sức ép buộc Tiệp Khắc phải cắt lãnh thổ cho Đức. Đứng giữa là quốc trưởng Đức - Adolf Hitler

Ngược lại, Anh - Pháp lại nhận lời mời của Ngoại trưởng Đức Joachim von Ribbentrop và tham gia ký Hiệp ước Munich trong ngày 29, 30 tháng 9 năm 1938 giữa tứ cường Anh, Đức, Pháp, Ý. Kết quả của hội nghị này là một hiệp ước không xâm lược lẫn nhau được ký giữa bốn nước này ngày 30 tháng 9, trong đó Anh-Pháp buộc Tiệp Khắc phải cắt cho Đức một phần lãnh thổ để thỏa mãn yêu cầu của Đức mà không hề đếm xỉa đến Hiệp ước tương trợ mà chính Anh-Pháp đã ký với chính phủ Tiệp Khắc. Ngày 6 tháng 12 năm 1938, Pháp tuyên bố từ bỏ Hiệp ước tương trợ Pháp-Liên Xô để ký với Đức bản tuyên bố thừa nhận hiệu lực hoàn toàn của Hiệp định Munich 1938. Bằng Hiệp ước Munich, Anh và Pháp đã thừa nhận việc Đức Quốc xã thôn tính nước Áo là việc đã rồi, cho phép Hitler đánh chiếm xứ Bohemia và Moravia, chia cắt Tiệp Khắc; đặt Ba Lan và cả Liên Xô trước nguy cơ xâm lược của nước Đức Quốc xã
Tháng 4 năm 1939, trong một nỗ lực cuối cùng để cứu vãn nền an ninh tập thể của châu Âu, Liên Xô mở lại các cuộc thương lượng với Anh và Pháp nhằm tìm kiếm một hiệp định tương trợ thật sự với các nước Tây Âu và Đông Âu. Mặc dù người Nga thực lòng muốn ký một hiệp ước phòng thủ chung càng sớm càng tốt với Anh và Pháp nhưng họ đã vấp phải sự lạnh nhạt của các chính phủ này hiệp định tương trợ mà Liên Xô muốn xây dựng với các nước Tây Âu để ngăn chặn Đức Quốc xã đã không thể được thực hiện.
Ngày 7 tháng 6 năm 1939, hiệp ước không xâm lược lẫn nhau cũng được Đức Quốc xã tiếp tục ký với ba nước Baltic (Estonia, Latvia, Lithuania) và Đan Mạch, những nước có biên giới nằm khá gần Liên Xô. Điều này càng khiến Liên Xô trở nên lo ngại hơn.
Việc Anh, Pháp từ chối lập liên minh với Liên Xô và còn ký với Đức "Hiệp ước không xâm phạm lẫn nhau", đồng thời bỏ mặc đồng minh Tiệp Khắc cho Đức tiêu diệt, tất cả khiến Liên Xô thấy rằng phương Tây không hề thực tâm trong việc ngăn chặn Hitler, mà thực ra họ đang tìm cách lợi dụng cỗ máy chiến tranh Đức để tiêu diệt Liên Xô. Lập trường của các cường quốc phương Tây đưa Liên Xô đứng trước 2 sự lựa chọn: hoặc sẽ bị cô lập và phải một mình chống đỡ với các cuộc tấn công của phát xít Đức; hoặc phải đàm phán với Đức để ký một hiệp ước không xâm lược nhằm tranh thủ thời gian củng cố quân đội. Tình hình cho thấy sự lựa chọn thứ hai là không thể tránh khỏi, và Liên Xô phải tìm cách hòa hoãn với Đức.
Trong vòng 1 năm, tới tháng 8 năm 1939, mối quan hệ Liên Xô – Đức đã có sự thay đổi lớn: từ quan hệ thù địch về tư tưởng và quyền lợi, hai nước liên tiếp ký kết các hiệp ước thương mại, hiệp ước hữu nghị và giúp đỡ lẫn nhau. Trong mối quan hệ an ninh quốc phòng hai nước ký hiệp ước không xâm phạm lẫn nhau và biên bản bí mật phân chia khu vực ảnh hưởng giữa Đức và Liên Xô trên lãnh thổ các quốc gia khác. Xa hơn nữa, hai bên đang tiến hành tham khảo để Liên Xô gia nhập khối liên minh Đức – Ý – Nhật
Mối quan hệ hữu hảo toàn diện Liên Xô – Đức không phải là mối quan hệ của các quốc gia đồng minh có chung quyền lợi chiến lược lâu dài mà chỉ là sự lợi dụng lẫn nhau nhất thời giữa các kẻ thù. Đức muốn rảnh tay ở phía đông để dồn quân tấn công Pháp-Anh, tránh phải chiến đấu trên hai mặt trận. Còn Liên Xô muốn tranh thủ hòa hoãn để có thêm thời gian củng cố quân đội và công nghiệp quốc phòng.
Hiệp ước hòa bình giữa Đức – Liên Xô đảm bảo cho Đức không phải chiến đấu trên hai mặt trận trong chiến tranh thế giới mà Hitler đang trù tính và sẽ sắp xảy ra, đồng thời phía Đức sẽ có nguồn nhập khẩu các nguyên liệu chiến lược từ phía Liên Xô mà không sợ vòng vây trên biển của khối Anh – Pháp phong toả, ngoài ra hạm đội tàu ngầm Đức còn được phép đi ngang qua các căn cứ hải quân Xô viết gần Biển Bắc trong chiến tranh Đại Tây Dương phong toả nước Anh. Các cơ quan mật vụ an ninh của hai nước cũng hợp tác trong việc cung cấp thông tin, dẫn độ các những người Đức chống phát xít và các phần tử kháng chiến Ba Lan giao cho mật vụ Sicherheitsdienst (SD) của Đức: đến tháng 6 năm 1941 phía Liên Xô đã giao cho Đức khoảng 4.000 người trong đó có cả những đảng viên Đảng Cộng sản Đức cùng thân nhân của họ, về phía mình mật vụ SD cũng giao cho phía Liên Xô những người mà NKVD tìm kiếm...
Phía Liên Xô bằng cách ký kết hiệp ước không xâm phạm lẫn nhau và biên bản bí mật đã không gặp trở ngại nào trong việc thu hồi các vùng lãnh thổ cũ của đế chế Nga đang bị Ba Lan chiếm đóng, các quốc gia Baltic, Phần Lan, Bessarabia. Nước này đồng thời muốn tránh mũi nhọn chiến tranh của Đức, hướng nó sang chống khối liên minh Anh – Pháp. Liên Xô cũng đặt hàng và được phía Đức cung cấp cả các hệ vũ khí và phương tiện kỹ thuật hiện đại để hiện đại hoá hải, lục, không quân của mình.

Sĩ quan Hồng quân và Đức trò chuyện trên đất Ba Lan

Theo đúng tinh thần của biên bản bí mật, ngay sau khi Đức tấn công Ba Lan gây chiến tranh thế giới (1 tháng 9 năm 1939), Quân đội Xô Viết tiến quân chiếm lại Tây Belarus, Tây Ukraina từ tay Ba Lan (vùng lãnh thổ mà Ba Lan đã chiếm của họ sau cuộc chiến năm 1921), đòi lại vùng Bessarabia (vùng lãnh thổ mà Romania chiếm của Nga từ năm 1922) để lập nên nước Cộng hòa Xã hội chủ nghĩa Moldavia (ngày nay là Moldova). Năm 1940, Liên Xô sát nhập ba quốc gia vùng Biển Baltic: Estonia, Latvia, Litva lập nên ba nước Cộng hòa Xã hội chủ nghĩa vùng Baltic và gây chiến tranh chống Phần Lan để đòi lại dải đất Karelia (vùng lãnh thổ mà Phần Lan chiếm của Nga từ năm 1922) để lập nên nước Cộng hòa Xã hội chủ nghĩa Karelia... Bằng việc thu hồi các lãnh thổ của đế chế Nga cũ, Liên Xô đã đẩy biên giới của mình về phía tây được hàng trăm km, Hitler đã bị tước đi các bàn đạp chiến lược rất thuận lợi để tấn công Liên Xô
Thực chất của cuộc chơi chính trị – ngoại giao này được thể hiện rõ qua Adolf Hitler: Hitler không bao giờ từ bỏ lập trường nguyên tắc của mình và luôn coi việc "giải quyết vấn đề người Slav" là mục đích số một của đời mình (sách Mein Kampf). Khi ký kết hiệp ước với Stalin, Hitler đã đạt được hai mục đích: một mặt đã phân hoá được các địch thủ Anh, Pháp, Liên Xô để tránh được việc phải chiến đấu trên hai mặt trận và đã đảm bảo thắng lợi trên chiến trường Ba Lan và châu Âu trong hai năm 1939 và 1940. Mặt khác những hiệp định này đã giúp cho Stalin rằng sẽ tránh được nguy cơ chiến tranh nổ ra sớm với Đức, và sau này yếu tố bất ngờ đã có vai trò rất lớn trong giai đoạn đầu thắng lợi của quân đội Đức trong chiến tranh Xô – Đức. Tất cả những nhượng bộ và giúp đỡ của phía Đức cho Liên Xô theo tính toán của Hitler chỉ là tạm thời và sẽ bị vô hiệu hoá khi chiến tranh chống Liên Xô bắt đầu và các toan tính này của Hitler đã thành công.
Về phía Stalin và ban lãnh đạo Liên Xô, họ không bao giờ tin tưởng vào sự thành thật của Hitler nhưng đã bị đánh lạc hướng về thời điểm cuộc chiến sẽ nổ ra. Họ biết chiến tranh với Đức sẽ nổ ra nhưng cho rằng không thể sớm hơn năm 1942. Thủ tướng Anh Winston Churchill từng cảnh báo trước cho Stalin biết về việc Đức sẽ tấn công Liên Xô, Stalin chỉ nói ngắn gọn: "Tôi không cần lời cảnh báo nào cả. Tôi biết chiến tranh sẽ nổ ra, nhưng tôi tin sẽ có thể làm nó chậm lại nửa năm nữa" Tại cuộc họp Bộ Chính trị ngày 18/11/1940, Stalin đã nói: "Cần phải hiểu tính hai mặt và trò chơi chính trị của Hitler. Hitler là một kẻ tráo trở. Ông ta đã ký hiệp ước hòa bình với Ba Lan, Áo, Tiệp, Bỉ và Hà Lan nhưng đã ngay lập tức xé bỏ chúng. Chắc chắn chúng ta không thể coi hiệp ước này là cơ sở an ninh của chúng ta...".
Sau những yếu kém rất rõ rệt của Hồng quân Liên Xô trong Chiến tranh Liên Xô-Phần Lan và sự thể hiện sức mạnh ghê gớm của quân đội Đức trong các chiến thắng tại chiến trường châu Âu, Stalin không muốn Liên Xô phải đương đầu với cuộc tấn công của Đức khi chưa có đủ thời gian chuẩn bị. Stalin coi những thông tin tình báo về khả năng Đức tấn công chỉ là những đòn hỏa mù để khiêu khích Liên Xô gây chiến trước, ông tránh mọi hành động để có thể bị coi là khiêu khích Đức, không cho phép quân đội áp dụng các biện pháp dự phòng và sẵn sàng chiến đấu... Ban lãnh đạo Liên Xô cho rằng sau khi đánh bại nước Anh thì Đức mới có thể tấn công Liên Xô, đó là tính toán hợp lý nhất đối với Đức để tránh phải giao chiến trên cả hai mặt trận, nhưng tính cách bốc đồng, ưa phiêu lưu của Hitler đã làm đảo lộn tính toán này (Đức đã tấn công sang phía đông dù Anh chưa bị đánh bại). Sự thất bại và thiệt hại to lớn, nguy cơ thất bại của Liên Xô trong giai đoạn thất trận năm 1941 có nguyên nhân rất lớn từ việc Liên Xô đã bị bất ngờ, quân đội đã không chuẩn bị sẵn sàng chiến đấu do không nhận được bất kỳ mệnh lệnh báo động chiến đấu nào.
Nhưng ở một khía cạnh khác, việc dự đoán thời điểm Đức tấn công là không dễ, nếu đổ lỗi cho Stalin và ban lãnh đạo của ông cũng là không công bằng. Trong cuộc đấu này, Đức là bên chủ động, còn Liên Xô là bên bị động. Trước chiến tranh, Đức liên tiếp tung ra những tin tình báo giả, vô số những thời hạn tấn công đã được "hoạch định" rồi cố tình để lộ ra, làm nhiễu loạn tình báo Liên Xô. Mặt khác, tình báo Anh cũng tung ra những tin tức tương tự nhằm mong Liên Xô sẽ khai chiến với Đức. Nếu Stalin tin theo những dự đoán đó mà manh động thì không chỉ lãng phí thời gian chuẩn bị chiến tranh và huấn luyện quân đội, mà còn có thể khiến chiến tranh nổ ra sớm hơn. Trong Thế chiến thứ nhất, khi Nga hoàng ra lệnh tổng động viên, Đức đã ngay lập tức tuyên chiến với Nga, và Stalin không muốn điều đó lặp lại.
Quan trọng hơn, trong giai đoạn 2 năm hòa hoãn có được, Stalin và ban lãnh đạo Liên Xô cũng đã làm được nhiều việc, gây dựng nền móng to lớn cho quân đội Xô viết. Công nghiệp quốc phòng của Liên Xô có bước phát triển lớn. Kể từ 1-1-1939 tới 22-6-1941, Hồng quân đã được trang bị hơn 7.000 xe tăng và nếu chỉ tính riêng năm 1941 thì đã được cung cấp gần 5.500 xe, 29.637 pháo dã chiến, 52.407 súng cối. Cuối năm 1940, sản xuất máy bay Liên Xô đã tăng 70%.. Quân số Hồng quân tăng 2,3 lần; pháo và súng cối tăng 2,1 lần; máy bay chiến đấu tăng 2,4 lần. Nhờ những bước tiến to lớn này, Hồng quân đã trụ vững được trước đòn tấn công mạnh mẽ nhất của Đức, thay vì sụp đổ hoàn toàn như Ba Lan hay Pháp trước đó.

## Diễn biến

### Các giai đoạn chính
Trong khi các nhà sử học Đức không áp dụng bất kỳ sự chỉ định cụ thể cho các diễn biến tại Mặt trận phía đông, tất cả các sử gia Liên Xô (trước đây) và Nga (hiện tại) chia cuộc chiến tranh chống Đức của họ thành ba giai đoạn:
- Giai đoạn đầu của Chiến tranh vệ quốc vĩ đại (Первый период Великой Отечественной войны): Giai đoạn phòng ngự (từ ngày 22 tháng 6 năm 1941 đến ngày 18 tháng 11 năm 1942), bao gồm:
  - Chiến dịch Hè-Thu 1941 (Летне-осенняя кампания 1941 г.): 22 tháng 6 - 4 tháng 12 năm 1941.
  - Chiến dịch Mùa đông 1941-1942 (Зимняя кампания 1941-1942 г.): 5 tháng 12 năm 1941 - 30 tháng 4 năm 1942.
  - Chiến dịch Hè-Thu 1942 (Летне-осенняя кампания 1942 г.): 1 tháng 5 - 18 tháng 11 năm 1942.
- Giai đoạn hai của Chiến tranh vệ quốc vĩ đại (Второй период Великой Отечественной войны): Giai đoạn hai bên cầm cự (từ ngày 19 tháng 11 năm 1942 đến ngày 31 tháng 12 năm 1943, bắt đầu từ cuộc phản công ở Stalingrad), bao gồm:
  - Chiến dịch Mùa đông 1942-1943 (Зимняя кампания гг 1942-1943.): 19 tháng 11 năm 1942 - 3 tháng 3 năm 1943.
  - Chiến dịch Hè-Thu 1943 (Летне-осенняя кампания 1943 г.): 1 tháng 7 - 31 tháng 12 năm 1943.
- Giai đoạn ba của Chiến tranh vệ quốc vĩ đại: (Третий период Великой Отечественной войны): Giai đoạn tấn công (từ ngày 1 tháng 1 năm 1944 đến ngày 9 tháng 5 năm 1945), bao gồm:
  - Chiến dịch Đông-Xuân 1944 (Зимне-весенняя кампания 1944 г.): 1 tháng 1 - 31 tháng 5 năm 1944.
  - Chiến dịch Hè-Thu 1944 (Летне-осенняя кампания 1944 г.): 1 tháng 6 - 31 tháng 12 năm 1944.
  - Chiến dịch tại châu Âu năm 1945 (Кампания в Европе 1945 г.): 1 tháng 1 - 9 tháng 5 năm 1945.

### Kế hoạch BarbarossacủaĐức Quốc xã

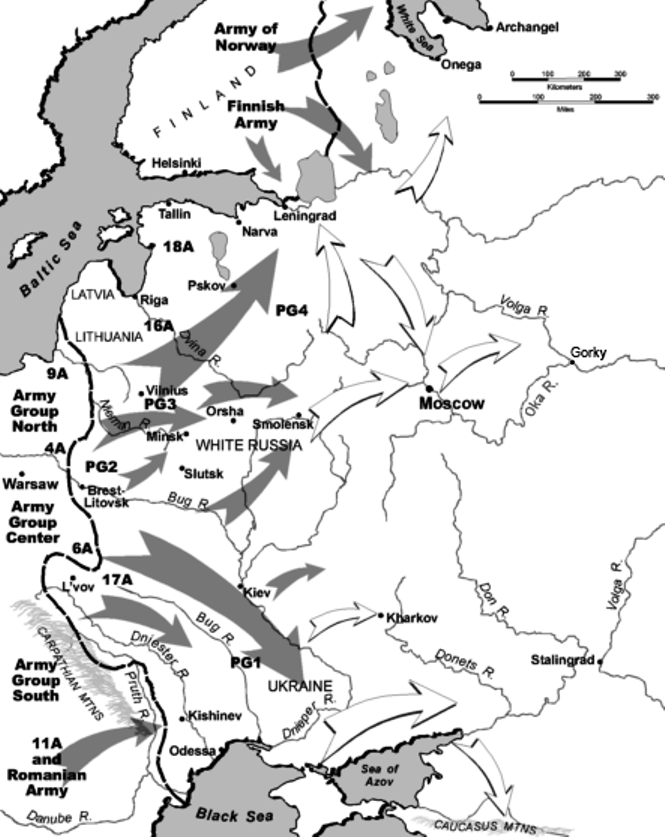
Bản đồ ý đồ chiến lược của kế hoạch Barbarossa

Trong tháng 5 năm 1941 quân đội Đức đã triển khai xong đội hình tấn công với 2/3 trên tổng số 7,2 triệu quân nhân đang tại ngũ theo đúng kế hoạch Barbarossa do Hitler phê duyệt từ 18 tháng 12 năm 1940. Để thực hiện kế hoạch Barbarossa, nước Đức đã huy động 3/4 quân đội Đức cùng với quân đội nhiều nước đồng minh với Đức tại châu Âu, chỉ để lại 1/4 quân số và phương tiện tại Tây Âu và Bắc Phi
Tính đến ngày 21 tháng 6 năm 1941, Quân đội phát xít Đức và đồng minh phe Trục (gồm Phần Lan, Ý, Hungary, România, Croatia, Slovakia và quân Tây Ban Nha của Franco) bao gồm 190 sư đoàn trong đó có 152 sư đoàn Đức, 38 sư đoàn các nước đồng minh với tổng quân số 5,3 triệu người, tập trung dọc theo hơn 2.900 km biên giới (1800 dặm) từ bờ biển Baltic phía bắc đến bờ biển Đen phía nam. Lực lượng Đức và đồng minh bố trí từ phía bắc xuống phía nam theo 4 cụm lực lượng như sau:
- Cụm quân Phần Lan – Na Uy: bố trí tại Phần Lan bao gồm Tập đoàn quân Na Uy của Đức, phối thuộc thêm 7 quân đoàn của Phần Lan (sau lập thành Tập đoàn quân Karelia của Phần Lan). Tổng cộng cánh quân này có 21 sư đoàn và 3 lữ đoàn Đức và Phần Lan được yểm trợ bằng Không hạm đội số 5 của Đức (Luftflotte 5) và không quân Phần Lan. Đối đầu với cụm Phần Lan – Na Uy là Quân khu Leningrad của Liên Xô, sau đổi thành Phương diện quân Bắc (về sau tách thành Phương diện quân Karelia và Phương diện quân Leningrad). Nhiệm vụ của cụm quân Phần Lan – Na Uy này là phòng thủ Phần Lan và Na Uy, phối hợp cùng Cụm tập đoàn quân Bắc tấn công thành phố Leningrad từ hướng bắc, tấn công vào vùng cực chiếm Murmansk căn cứ chính của Hạm đội Biển Bắc của Liên Xô và sau đó chiếm thành phố lớn nhất vùng cực là Arkhangelsk.
- Cụm tập đoàn quân Bắc: Tư lệnh là Thống chế Wilhelm von Leeb bố trí tại Đông Phổ gồm 2 tập đoàn quân là tập đoàn quân số 16, số 18 và Binh đoàn thiết giáp số 4, tổng cộng 29 sư đoàn, với sự yểm trợ của Không hạm đội số 1 (Luftflotte 1), có nhiệm vụ tấn công chiếm các nước cộng hoà Xô Viết vùng Baltic, chiếm các cảng tại vùng biển Baltic tiêu diệt các căn cứ của hạm đội Baltic của Liên Xô, chiếm các thành phố Pskov, Novgorod và cuối cùng mục tiêu quan trọng nhất là chiếm Leningrad, Kronstadt. Sau khi chiếm xong Leningrad, sẽ hợp quân cùng quân Phần Lan đánh xuống phía nam phối hợp cùng Cụm tập đoàn quân Trung tâm chiếm thủ đô Moskva. Đối chọi với Cụm tập đoàn quân Bắc là Quân khu đặc biệt Pribaltic của Liên Xô, sau đổi thành Phương diện quân Tây Bắc với lực lượng là 25 sư đoàn Xô viết trong đó có 4 sư đoàn xe tăng, 2 sư đoàn bộ binh cơ giới dưới sự chỉ huy của tư lệnh Thượng tướng Fyodor Kuznetsov.
- Cụm tập đoàn quân Trung tâm: Là cụm quân mạnh nhất của Đức, tư lệnh là Thống chế Fedor von Bock: bố trí tại miền trung Ba Lan bao gồm các tập đoàn quân số 4, số 9, 2 binh đoàn thiết giáp số 2 và số 3, tổng cộng 50 sư đoàn (trong đó có 15 sư đoàn xe tăng) và 2 lữ đoàn với sự yểm trợ của Không hạm đội số 2 (Luftflotte 2). Cụm tập đoàn quân này có vai trò quan trọng nhất trong chiến tranh chớp nhoáng theo kế hoạch Barbarossa: đánh chia cắt bao vây khối quân Xô Viết tại Belarus, chiếm Belarus, phát triển tấn công theo hướng Moskva, chiếm thủ đô Xô Viết. Đối đầu với cụm này là Quân khu đặc biệt Miền Tây, sau đổi thành Phương diện quân Tây của Liên Xô, tư lệnh: Đại tướng Dmitry Pavlov gồm 24 sư đoàn bộ binh, 12 sư đoàn xe tăng, 6 sư đoàn cơ giới và 2 sư đoàn kỵ binh.
- Cụm tập đoàn quân Nam: tư lệnh Thống chế Gerd von Rundstedt bố trí tại nam Ba Lan và România phát triển tấn công theo hướng Kiev chiếm Ukraina tiêu diệt khối chủ lực Xô viết tại bờ phải sông Dnepr và phối hợp với quân Romania phát triển tấn công theo bờ Biển Đen chiếm thành phố cảng lớn Odessa, chiếm bán đảo Krym và Sevastopol căn cứ chính của Hạm đội Biển Đen Xô Viết. Cụm Nam gồm 3 tập đoàn quân là tập đoàn quân số 6 (phối thuộc thêm 2 tập đoàn quân Romania số 3 và số 4), số 11 (phối thuộc thêm Quân đoàn viễn chinh Ý) và số 17 (phối thuộc thêm Binh đoàn viễn chinh Slovak, một phần Cụm quân Kárpát của Hungary), Binh đoàn thiết giáp số 1, tổng cộng 41 sư đoàn và 13 lữ đoàn (trong đó có 9 sư đoàn xe tăng)với sự yểm trợ của Không hạm đội số 4 của Đức (Luftflotte 4) và không quân Romania. Đối chọi với Cụm tập đoàn quân Nam là Quân khu đặc biệt Kiev của Liên Xô, sau đổi thành Phương diện quân Tây Nam (tư lệnh Thượng tướng Mikhail Kirponos) với 32 sư đoàn bộ binh, 16 sư đoàn xe tăng, 8 sư đoàn cơ giới, 2 sư đoàn kỵ binh, và Quân khu đặc biệt Odessa sau đổi thành Binh đoàn Duyên hải (tư lệnh Trung tướng Yakov Cherevichenko) với 13 sư đoàn bộ binh, 4 sư đoàn xe tăng, 2 sư đoàn cơ giới và 3 sư đoàn kỵ binh.

Nhiệm vụ đặt ra của quân Đức trong chiến tranh chớp nhoáng là trong năm 1941 bằng các đòn đánh mãnh liệt phải bao vây và tiêu diệt các khối quân chủ lực Xô Viết đang bố trí ở biên giới, không cho rút sâu vào nước Nga. Đến trước mùa đông năm 1941 quân đội Đức phải tiến đến được tuyến Arkhangensk – Volga – Astrakhan, và hoàn tất việc đánh bại Liên Xô sau 4 tháng.
Tổng cộng phía Đức và đồng minh có khoảng 5 triệu lính và sĩ quan, tính cả thê đội tấn công và dự bị có khoảng 190 sư đoàn, 5.000 xe tăng và pháo tự hành (trong đó có gần 3.000 chiếc xe hạng trung gồm 976 xe Panzer III, 439 xe Panzer T-IV, khoảng 400 xe StuG-3 và vài trăm xe tăng chiến lợi phẩm tịch thu của Ba Lan, Anh, Pháp, Tiệp Khắc...), 4.950 máy bay. Lực lượng này tập trung dọc theo hơn 2.900 km biên giới (1800 dặm) từ bờ biển Baltic phía bắc đến bờ biển Đen phía nam.
Khối tấn công mạnh nhất của Đức là Cụm tập đoàn quân Trung tâm, là cánh quân gần Moskva nhất (lúc gần nhất chỉ còn cách Moskva khoảng 25– 30 km), điều này thể hiện quan điểm "đánh nhanh thắng nhanh" của phía Đức. Bằng việc đánh phủ đầu bất ngờ với binh lực vượt trội, Đức dự tính sẽ nhanh chóng đánh bại Liên Xô chỉ trong khoảng 3-4 tháng.

#### Binh lực củaLiên Xôlúc khai chiến
Vào thời điểm này, Hồng quân có 230 sư đoàn, tổng cộng Hồng quân có 5.774.000 binh sĩ, 117.600 pháo và súng cối, 25.700 xe tăng, pháo tự hành và xe thiết giáp (95% là xe tăng, xe thiết giáp hạng nhẹ) và 18.700 máy bay các loại. Tuy nhiên, lực lượng này phải đóng quân rải khắp lãnh thổ bao la của Liên Xô, khoảng 2,5 triệu quân đóng ở những nơi rất xa xôi như Trung Á, Siberia, Viễn Đông, hải đảo... để canh gác biên giới và đề phòng Nhật Bản, không thể rút về để tham chiến. Do vậy, Liên Xô chỉ có khoảng một nửa quân đội đóng quân ở phía Tây để đối chọi với Đức. Khối các quân khu Xô Viết dọc biên giới phía tây có tất cả 170 sư đoàn (tại phần lãnh thổ châu Âu có 149 sư đoàn) và 2 lữ đoàn, với khoảng 3 triệu quân và 12.000 xe tăng, xe thiết giáp các loại.
Các sư đoàn bộ binh Liên Xô chưa được bổ sung đầy đủ về quân số và trang bị, công tác huấn luyện đang tiến hành dang dở. Các đơn vị thiết giáp có số lượng xe rất lớn (gấp 2,5 lần Đức), nhưng phần lớn đang trong giai đoạn xây dựng nên rất thiếu phụ tùng, đạn dược và tổ lái. Một tỷ lệ lớn lính tăng mới chỉ được huấn luyện chút ít, trình độ không thể sánh được với lính tăng Đức có dày dạn kinh nghiệm chiến đấu. Về chất lượng, chỉ có 1.861 xe tăng hạng nặng và hạng trung (trong đó có 967 xe tăng kiểu mới T-34 và 508 chiếc KV) là có thể đối chọi với các xe tăng hạng trung của Đức, số còn lại đều là xe tăng hạng nhẹ kiểu cũ có giáp mỏng và hỏa lực yếu như T-26, BT-2, BT-7... Các đơn vị xe tăng Liên Xô cũng bị thiếu phụ tùng sửa chữa, khiến cho hàng ngàn chiếc xe tăng đã không thể tác chiến khi chiến sự nổ ra (ví dụ như sư đoàn xe tăng hạng nặng số 10 bị mất 56 chiếc xe tăng KV thì có tới 34 chiếc bị mất không phải do quân Đức mà do trục trặc kỹ thuật).
Lực lượng pháo binh của các quân khu phía tây có 34.695 pháo và súng cối (không kể cối 50 mm), nhưng rất thiếu xe kéo pháo và xe chở đạn. Lực lượng không quân của các quân khu phía tây lúc này chỉ có 1.540 máy bay kiểu mới, còn lại đa số máy bay là những loại kiểu cũ chỉ còn lại số giờ bay rất ít. Kế hoạch xây dựng lại lực lượng không quân: trang bị máy bay mới, hoàn thiện mạng sân bay, cải tiến hệ thống hậu cần, đào tạo phi công,... vẫn đang trong quá trình tiến hành.
Bộ phận mạnh nhất của lực lượng Xô Viết ở khu vực biên giới phía tây là Quân khu đặc biệt Kiev đóng tại Ukraina, điều này thể hiện quan điểm của Liên Xô cho rằng nếu chiến tranh nổ ra đối phương trước tiên sẽ phải đánh chiếm những vùng quan trọng sống còn về kinh tế. Và kết quả là Phương diện quân Tây tương đối yếu của Xô Viết tại Belarus đã gặp phải lực lượng chủ lực tấn công mạnh nhất của Đức và đã thất bại nhanh chóng vì đã bị các mũi xe tăng Đức áp đảo, chia cắt, bao vây, tiêu diệt lớn, mở toang cửa ngõ cho quân Đức đi vào trung tâm nước Nga thẳng tiến đến thủ đô Moskva.
Trong hai năm đầu của cuộc chiến 1941-1942, do thiếu pháo chống tăng, Hồng quân còn huy động khoảng 60.000 con chó chống tăng phục vụ trong các đơn vị Hồng Quân để chống lại xe tăng Đức.
Về phía quân đội Đức Quốc xã, sau 5 năm chinh phạt khắp châu Âu, quân đội này được coi là có trình độ và kinh nghiệm chiến đấu dày dạn nhất thế giới ở thời điểm đó. Cộng thêm ưu thế về quân số, Chiến dịch Barbarossa được dự định sẽ đánh bại triệt để Liên Xô chỉ trong 3-4 tháng. Trong những ngày đầu của cuộc xâm lược, với ưu thế áp đảo của quân Đức, nhiều người cho rằng Liên Xô sẽ thất bại còn sớm hơn thế. Khi xe tăng và quân Đức tiến sâu lãnh thổ của Liên Xô trong một cuộc tấn công gồm ba mũi đột kích, hầu hết các nhà phân tích nước ngoài bắt đầu dự đoán rằng Liên Xô sẽ thất bại chỉ sau vài tuần hoặc thậm chí vài ngày

### Chiến sự năm 1941
Lúc 3 giờ 30 phút sáng ngày 22 tháng 6 năm 1941, không quân Đức đồng loạt tấn công các thành phố, doanh trại, căn cứ quân sự trong tầm từ biên giới Liên Xô đến sâu 300 km trong nội địa. Chiến tranh đánh nhanh thắng nhanh của Đức bắt đầu. Ngay trong các giờ đầu tiên của các đợt tấn công bất ngờ hơn 1.200 máy bay chiến đấu Liên Xô đã bị phá huỷ ngay trên sân bay mà chưa kịp cất cánh, không quân Liên Xô gần như tê liệt, phía Đức đã làm chủ tuyệt đối bầu trời. Sau các đợt tấn công bằng không quân và pháo binh, các mũi xe tăng Đức tấn công mãnh liệt chia cắt các đơn vị Liên Xô. Chiến sự diễn ra trên mặt trận rộng lớn từ Biển Bắc đến Biển Đen.

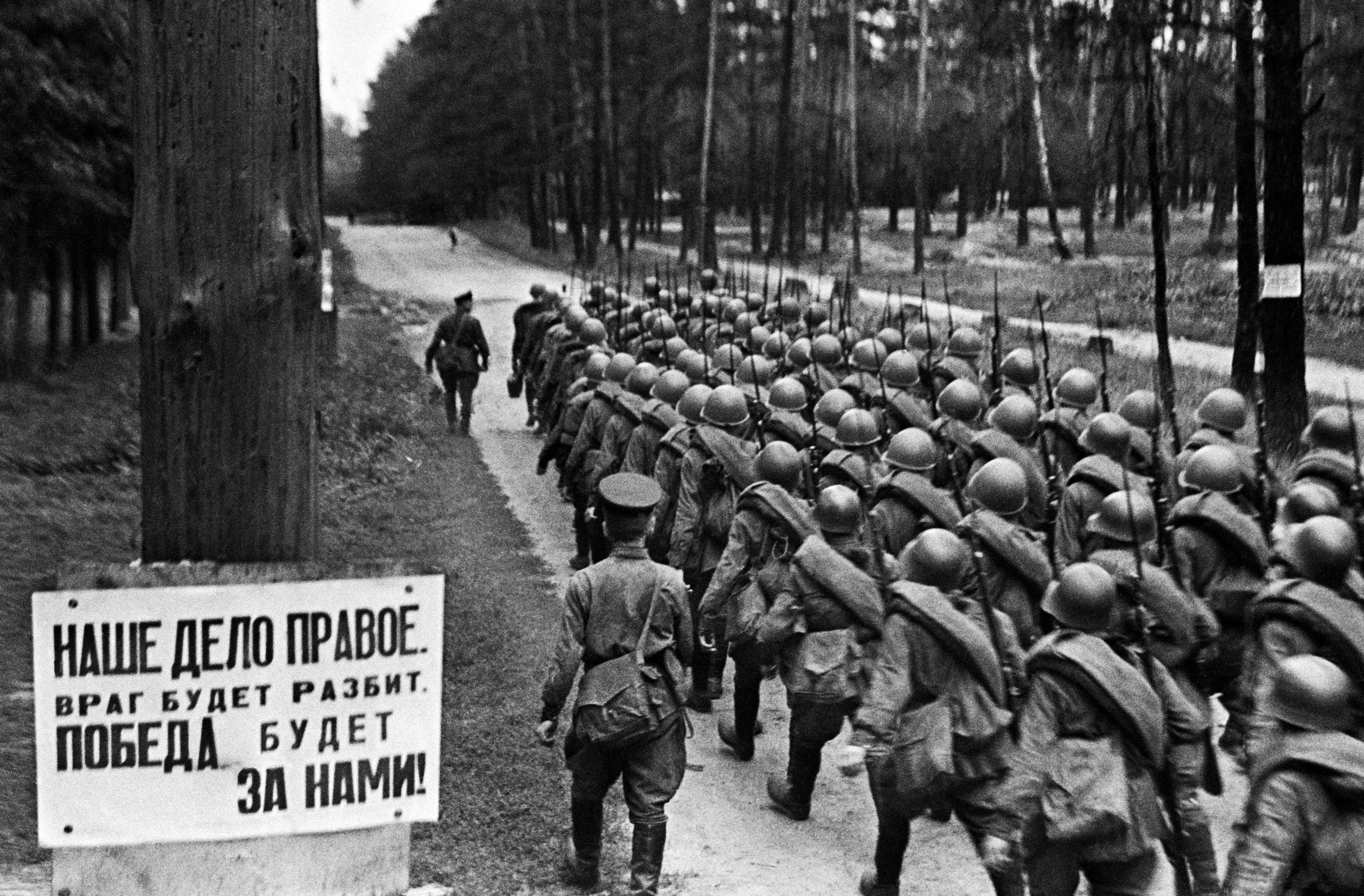
Quân dự bị động viên của Liên Xô tiến ra mặt trận, Moskva 23/6/1941. Bảng trên cây bên trái ảnh có gi dòng chữ: "Chính nghĩa thuộc về chúng ta. Kẻ thù sẽ bị tiêu diệt. Chiến thắng sẽ thuộc về chúng ta" (Ảnh của RIA NOVOSSTI)

Tại cánh bắc chiến trường Xô – Đức: khu vực biển Baltic, Cụm tập đoàn quân Bắc của Đức tấn công ồ ạt. Tại đây Phương diện quân Tây Bắc của Liên Xô, gồm 3 tập đoàn quân số 8, 11 và 27, bị rối loạn. Do Cụm tập đoàn quân Bắc chỉ có 1 tập đoàn quân xe tăng (số 4) cùng với 2 tập đoàn quân bộ binh (16 và 18), nên quân Đức không thể tổ chức bao vây tiêu diệt gọn các tập đoàn quân số 8 và 11 của Liên Xô. Tập đoàn quân số 8 Liên Xô dùng Quân đoàn xe tăng số 12 phản kích nhưng bị đánh tách khỏi khối lực lượng còn lại, bị dồn ép rút lui qua Litva, Latvia về phía biên giới Estonia và cuối cùng bị ép ra biển gần Tallinn thủ đô của Estonia. Thành phố Tallinn khi đó là căn cứ chính của hạm đội Baltic sắp mất. Hạm đội Baltic của Liên Xô phải vội vã di tản về Kronstadt thuộc Leningrad mang theo cả Tập đoàn quân 8 về phòng thủ thành phố này. Toàn bộ các nước Baltic đã rơi vào tay quân Đức. Phương diện quân Tây Bắc bị giải thể, Tập đoàn quân 11 Liên Xô may mắn không bị bao vây, bị đánh lui về phía Staraia Russa và cùng với Tập đoàn quân 27 đã rút lui từ trước cầm cự tại đây đồng thời kết hợp cùng Phương diện quân Tây phản kích để kìm hãm đà tiến công của địch và lùi dần về phía Leningrad. Và cuối cùng, Cụm tập đoàn quân Bắc của Đức chiếm đầu mối đường sắt Tikhvin, quân Đức tiến đến bờ nam hồ Ladoga cắt rời Leningrad khỏi miền đất còn lại. Hồng quân bị ép chặt về vành đai tử thủ cuối cùng sát thành phố.
Leningrad, trung tâm chính trị, kinh tế, văn hoá, công nghiệp, thành phố lớn thứ hai của Liên Xô đã bị cô lập hoàn toàn và tưởng như không thể giữ nổi: phía bắc là quân Phần Lan, phía nam là quân Đức, phía tây là biển Baltic, phía đông là hồ lớn Ladoga, nhưng với sự kháng cự kiên cường, anh dũng quyết tâm bảo vệ Leningrad của quân đội Xô Viết cùng Hạm đội Baltic, liên quân Đức – Phần Lan cuối cùng đã phải dừng bước tại đây, không đánh chiếm được Leningrad quân Đức và Phần Lan buộc phải bao vây phong toả thành phố. Đến cuối năm 1944 sau 871 ngày bị vây hãm, Leningrad mới được giải toả với 62 vạn dân thành phố đã bị chết đói, thành phố này sau đó được mang tên Thành phố Anh hùng.
Tại cánh nam của mặt trận Xô – Đức: Cụm tập đoàn quân Nam của Đức tấn công Phương diện quân Tây Nam của Liên Xô tại Ukraina. Cũng giống như Cụm tập đoàn quân Bắc, tại đây, quân Đức chỉ có 1 tập đoàn quân xe tăng (số 1) và 2 tập đoàn quân bộ binh (6 và 17) đã không thể tổ chức thành hai gọng kìm để bao vây và tiêu diệt các tập đoàn quân Liên Xô. Tại đây Hồng quân có lực lượng mạnh và có đội ngũ chỉ huy tốt gồm các tập đoàn quân 5, 6, 12 và 26. Trong những ngày đầu chiến tranh dưới áp lực quá lớn của quân Đức, Phương diện quân Tây Nam tuy đã bị tổn thất rất nặng nề nhưng đã không hoảng loạn, kháng cự có tổ chức, không cho đối phương đánh thọc sâu bọc sườn bắt buộc quân Đức tấn công chính diện một cách khó khăn. Phương diện quân này vừa chống đỡ vừa liên tục dùng các quân đoàn xe tăng số 8, 15, 22, 9, 19 phản kích và lùi dần về phía Kiev một cách có tổ chức, bảo vệ được lực lượng. Một bộ phận khác là Tập đoàn quân số 9 hay Tập đoàn quân Duyên hải bị đẩy về phía Biển Đen đã cùng Hạm đội Biển Đen cố thủ vững chắc thành phố cảng Odessa từ 5 tháng 8 đến 16 tháng 10 năm 1941. Vào tháng 10 năm 1941 khi quân Đức tràn vào bán đảo Krym đe dọa thành phố Sevastopol, lãnh đạo Liên Xô cho rút bỏ Odessa và rút lực lượng ở đây về bảo vệ Sevastopol căn cứ chính của Hạm đội Biển Đen Liên Xô. Trận đánh phòng thủ Sevastopol là một trận đánh phòng thủ rất nổi tiếng trong cuộc chiến tranh này: với lực lượng thua kém rất nhiều quân địch, lực lượng Liên Xô của Tập đoàn quân Duyên Hải dưới quyền chỉ huy của Thiếu tướng Ivan Petrov – người hùng phòng thủ Odessa và Sevastopol, kết hợp cùng hoả lực của Hạm đội Biển Đen đã phòng thủ kiên cường thành phố. Và mãi đến tận 4 tháng 7 năm 1942, trong cuộc tổng tấn công mùa hè của quân Đức tại cánh nam chiến trường Xô – Đức 1942 Sevastopol mới thất thủ. Sự chống trả kiên cường của Phương diện quân Tây Nam và các cuộc phòng thủ Odessa, Sevastopol và Kiev đã kìm hãm sức mạnh công phá ban đầu của quân Đức tạo thời gian cho Liên Xô huy động lực lượng dự bị để chiến đấu lâu dài và đã ngăn cản được quân Đức tràn vào vùng công nghiệp nặng Donbass và vùng Kavkaz trung tâm dầu mỏ của Liên Xô.
Nhưng những sự kiện quyết định nhất diễn ra chủ yếu tại mặt trận Belarus, nơi đối đầu giữa Cụm tập đoàn quân Trung tâm của Đức chống lại Phương diện quân Tây của Liên Xô.

#### Thất bại của Hồng quân tại Belarus
Tình hình tại Phương diện quân Tây của Liên Xô thực sự là một thảm họa. Tại đây Hồng quân có 4 tập đoàn quân 3, 4, 10, 13 được bố trí bất hợp lý, lại phải chống chọi với hai tập đoàn quân xe tăng số 2, số 3 và hai tập đoàn quân bộ binh số 4 và số 9 của Đức. Chỉ trong vòng một tuần lễ, Cụm tập đoàn quân Trung tâm của Đức trong chiến dịch Belostok-Minsk đã bao vây và tiêu diệt gần hết lực lượng của Phương diện quân Tây của Hồng quân. Ngay trong đêm 22 tháng 6 năm 1941 hai tập đoàn quân xe tăng Đức số 2 và số 3 từ hai phía nhắm vào Brest và Grodno đánh vào sườn của Phương diện quân Tây. Các mũi tấn công của xe tăng Đức có cường độ cực mạnh và tốc độ tiến công cực cao lên tới 80 km/ngày-đêm. Tập đoàn quân xe tăng số 2 Đức của đại tướng Heinz Guderian đánh tan các quân đoàn xe tăng số 14, 17 và các đơn vị bộ binh của tập đoàn quân số 4 của Liên Xô. Tập đoàn quân xe tăng Guderian cùng với tập đoàn quân xe tăng số 3 Đứccủa đại tướng Hermann Hoth đe dọa bao vây các tập đoàn quân số 3, số 10 của Liên Xô. Hồng quân tại Belarus rối loạn và hỗn loạn rút lui, nhưng tốc độ rút lui thậm chí không nhanh bằng đà tiến quân của địch.

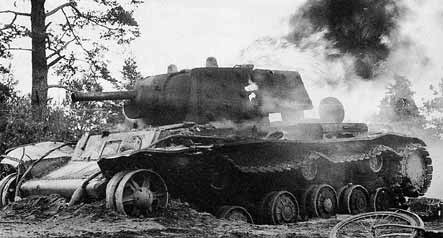
Xe tăng KV-I của Liên Xô bị phá hủy trong tháng 9 năm 1941

Trong ngày 24 tháng 6, Phương diện quân Tây gắng gượng tổ chức phản kích bằng hai quân đoàn cơ giới số 6 và 11 và quân đoàn kỵ binh số 6 nhằm vào tập đoàn quân bộ binh số 9 của Đức. Cuộc phản công được tổ chức kém và sai hướng nên bị tiêu diệt mà không có kết quả. Ngày 27 tháng 6, hai tập đoàn quân xe tăng Đức của Heinz Guderian và Hermann Hoth đã đánh tan sự kháng cự của tập đoàn quân số 13 Liên Xô và hợp vây hai tập đoàn quân số 3, số 10 Liên Xô tại phía tây thành phố Minsk. Ngày hôm sau hai tập đoàn quân Đức số 4 và 9 đã hợp vây được tại phía đông Belostok.
Tới lúc này, chỉ huy Phương diện quân Tây vội vã ra lệnh cho các đơn vị rút lui song phần lớn đã không thoát kịp khỏi vòng vây. Phương diện quân Tây đã rơi vào hai vòng vây lớn và mau chóng bị tiêu diệt. Ngày 29 tháng 6, thủ đô Minsk của Belarus thất thủ, ngày 30 tháng 6 phần lớn lực lượng Liên Xô bị bao vây đã bị tiêu diệt hoặc bị bắt làm tù binh. Trong tổng số 62,5 vạn binh lính và sĩ quan của Phương diện quân Tây, chỉ trong một tuần chiến tranh đầu tiên đã bị mất 42 vạn tại Belarus, chỉ còn hơn 20 vạn kịp thoát khỏi vòng vây để lập tuyến phòng thủ mới.
Tuy nhiên các đơn vị xe tăng của Đức không thể tiến nhanh về phía Smolensk như dự kiến, bởi phía sau Phương diện quân Tây là Phương diện quân Dự bị của Liên Xô vừa thành lập khá mạnh với các tập đoàn quân 19, 20, 21, 22 cùng với các tập đoàn quân vừa rút lui số 11 và 13. Sự chống cự của các đơn vị này đã kìm hãm sức tiến công của các tập đoàn quân xe tăng Đức trong nhiều ngày. Phương diện quân Dự bị bắt đầu dùng các đơn vị xe tăng phản công có tổ chức kiềm chế bước tiến của các đơn vị xe tăng Đức. Khoảng ngày 6-9 tháng 7, các quân đoàn xe tăng số 5 và số 7 cùng các quân đoàn bộ binh của Liên Xô đã mở cuộc phản kích rất mạnh tại Vitebsk và Orsha, chặn đứng tạm thời bước tiến các đơn vị xe tăng số 2, số 3 của Đức, bảo vệ thành công hai thành phố này. Các đơn vị Đức buộc phải dừng lại đợi tăng viện để tiếp tục tiến đánh Smolensk.

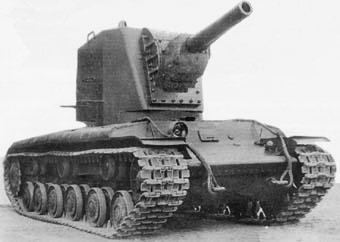
Tăng hạng nặng KV-II của Liên Xô

Thảm bại của quân đội Xô Viết tại Belarus trước hết là tại đây bộ chỉ huy Đức xác định là điểm đánh chính nên đã tập trung binh lực vào đây. Trên mặt trận này ưu thế về quân số và vũ khí của Đức đều hơn hẳn. Hai tập đoàn quân xe tăng Đức như hai gọng kìm thép đã tiến hành tiến công thọc sâu vũ bão, chia cắt và bao vây gây cho Liên Xô những tổn thất cực kỳ to lớn. Yếu tố bất ngờ của quân Đức cũng đóng vai trò lớn, ngoài các yếu tố trên Hồng quân còn bộc lộ các điểm yếu to lớn của trước kiểu chiến tranh đánh nhanh thắng nhanh hiện đại của đối phương:
- Trang bị và trình độ của Hồng quân quá ít và lạc hậu so với quân Đức: mức độ cơ giới hóa thấp hơn quân Đức dẫn đến tốc độ di chuyển, tập hợp, công kích và rút lui chậm chạp, không thể kịp với tốc độ tấn công bằng thiết giáp cơ giới của địch. Mạng thông tin lạc hậu, chậm trễ kém hiệu quả. Trong các đơn vị có rất ít các phương tiện thông tin vô tuyến. Vào thời điểm bắt đầu tấn công quân báo Đức tung các toán biệt kích giả dạng lính biên phòng và lính của Bộ nội vụ NKVD đi đánh phá các tuyến dây thông tin hữu tuyến tấn công các cơ cấu chỉ huy, liên lạc làm rối loạn rất trầm trọng công tác chỉ huy từ trên xuống và hiệp đồng thống nhất của các đơn vị. Các phương tiện xe tăng, thiết giáp của Liên Xô quá lạc hậu (chỉ trừ hai loại xe tăng KV-1 và T-34 được xem là tốt nhất thế giới thời bấy giờ nhưng lại quá ít so với xe tăng Đức) và Hồng quân rất thiếu các phương tiện chống tăng. Vũ khí cá nhân của binh sĩ có số lượng áp đảo là súng trường Mosin bắn phát một, mẫu của năm 1891, trong khi lính Đức đã trang bị khá nhiều súng máy đa năng và súng tiểu liên...
- Phần lớn chỉ huy của Liên Xô từ sĩ quan cấp thấp đến Tổng tham mưu trưởng, Bộ trưởng Quốc phòng, đến Tổng tư lệnh tối cao có tư duy chiến tranh lạc hậu hơn tầng lớp sĩ quan tướng lĩnh Đức, không thể dự đoán nổi tính chất, cường độ, mật độ tấn công cơ động phủ đầu mãnh liệt ngay từ giờ phút đầu của đối phương. Cũng như chỉ huy các nước Anh, Pháp, Ba Lan... họ vẫn tư duy chiến tranh theo kiểu cũ, nặng về chiến tranh trận địa. Quân đội Liên Xô cho rằng quân Đức sẽ mở đầu chiến tranh bằng các trận đánh trận địa thăm dò, vì vậy đã hoàn toàn bất ngờ, choáng váng, mất sự chỉ huy, không theo kịp diễn biến chiến sự.
- Quan điểm sai lầm trong việc xây dựng các khu vực phòng thủ: trong năm 1939-1940, Liên Xô đã di rời các khu vực phòng thủ chiều sâu từ biên giới cũ đến biên giới mới khi quân đội Xô Viết tiến vào miền tây Ucraina và tây Belarus. Các khu phòng thủ quá sát biên giới có hình dạng kéo dài hàng ngang không có chiều sâu phòng ngự đã làm giảm ý nghĩa phòng thủ: rất dễ dàng bị đối phương đánh thọc sâu bọc sườn và bao vây ngay từ ban đầu. Hình thế chiến dịch bất lợi này đã được Bộ Tổng tham mưu Hồng quân nhiều lần khuyến cáo nhưng vì các lý do chủ quan và khách quan đã không kịp bố trí lại.
- Trình độ sĩ quan chỉ huy thấp: tầng lớp sĩ quan chỉ huy Hồng quân sau đợt thanh lọc chính trị chưa tích lũy đủ kinh nghiệm, kiến thức và bản lĩnh chỉ huy. Đặc biệt bị ám ảnh bởi nỗi sợ bị thanh lọc nên tính chủ động, quyết đoán của cán bộ chỉ huy bị bó buộc: các cấp chỉ huy không dám ra quyết định, phần nhiều trông chờ vào mệnh lệnh của cấp trên... Các cấp chỉ huy Xô Viết nhất là tại Phương diện quân Tây và Tây Bắc trong những ngày đầu đã bị rối trí, chỉ huy mò mẫm, thiếu phối hợp, kém hơn nhiều so với đối phương.
- Học thuyết quân sự giáo điều: theo học thuyết quân sự của Stalin, quân đội của giai cấp vô sản là vô địch, bách chiến bách thắng, chỉ có tấn công tích cực, xem nhẹ phòng ngự, đề cao quá mức yếu tố tinh thần – chính trị. Trước chiến tranh đã có nhiều sĩ quan tướng lĩnh Xô Viết tìm cách học tập nghiên cứu kinh nghiệm tổ chức, huấn luyện, trang bị, cơ cấu lực lượng vũ trang, chiến thuật, chiến lược tiên tiến của Đức, nhưng các cố gắng đó bị coi là "thân phát xít". Điều lệnh chiến đấu của Hồng quân khi đó quy định rằng khi chiến tranh nổ ra, toàn bộ lực lượng quân sự Xô viết ngay lập tức sẽ phải tổng tấn công giáng trả vào đất địch và chiến tranh sẽ diễn ra trên đất kẻ thù. Học thuyết này không đúng với thực tế so sánh lực lượng của các bên đối kháng khi đó. Cụ thể tại Belarus, trong những giờ phút chiến tranh ban đầu, thay vì phải nhanh chóng rút lực lượng ra khỏi các khu phòng thủ đã mất tác dụng tránh để bị quân Đức đánh thọc sâu và bao vây, các đơn vị tiếp giáp phải tìm cách phản kích kìm chân địch để thiết lập tuyến phòng ngự chiều sâu, Hồng quân lại tập hợp chuẩn bị tổng phản công đánh sang đất địch.

Kết quả: thảm họa của Phương diện quân Tây đã mở thông đường cho quân Đức thẳng tiến vào trung tâm nước Nga. Phía trước Cụm tập đoàn quân Trung tâm giờ đây là hướng Moskva. Với trách nhiệm vì đã để xảy ra sự bại trận lớn tại Belarus, tư lệnh Đại tướng Dmitry Pavlov (từng là Anh hùng Liên Xô), cùng Tham mưu trưởng Phương diện quân Thiếu tướng Vladimir Klimovskikh, và nhiều tướng lĩnh bộ chỉ huy phương diện quân đã bị cách chức và bị tòa án quân sự tuyên án tử hình vì những yếu kém của họ và không phải của họ.

#### Trận Smolensk, Hồng quân tạm thời chặn đứng được quân Đức
Từ đầu tháng 7 đến cuối tháng 9 năm 1941 đã xảy ra một chuỗi trận đánh liên hoàn mà trận Smolensk và việc tiêu diệt Phương diện quân Tây Nam của Liên Xô tại khu vực Kiev là những sự kiện lớn trong chuỗi trận đánh lớn này.
Sau các thắng lợi rất lớn ban đầu, quân đội Đức đã chiếm được các nước cộng hoà Baltic, Belarus, Moldavia, phần đất của Nga và Ukraina trên bờ tây sông Tây Dvina và sông Dnepr. Chiến tuyến lúc đó dựa theo hai con sông này. Đến lúc này mặt trận đã quá dài, quân Đức không thể đảm bảo đủ mật độ quân lực trên một mặt trận quá lớn nên đã "không thể đồng thời tấn công tổng lực trên tất cả các hướng" mà phải lựa chọn tấn công trọng điểm theo thời gian. Điều đó cho thấy: dù có đạt được thắng lợi cực lớn ban đầu nhưng việc đánh thắng Liên Xô trong chiến tranh chớp nhoáng là quá sức đối với nước Đức Quốc xã. Trong khi đó tiềm lực Xô Viết thật khó đánh giá, mặc dù đã tổn thất rất nặng nề, mất hơn 1 triệu quân trong tháng đầu tiên, nhưng quân số Hồng quân không ngừng tăng lên. Trên hướng Smolensk là hướng chiến lược phía tây, Bộ Tổng tư lệnh tối cao Xô Viết điều động thê đội 2 của lực lượng dự bị chiến lược lập Phương diện quân Dự bị phía sau Phương diện quân Tây đang phòng thủ. Liên Xô định xây dựng tuyến phòng thủ vững chắc nhiều tầng lớp theo tuyến Velikie Luki – Nevel – Vitebsk – Orsha – Moghilev – Gomel dựa trên hai con sông lớn Tây Dvina và Dnepr.

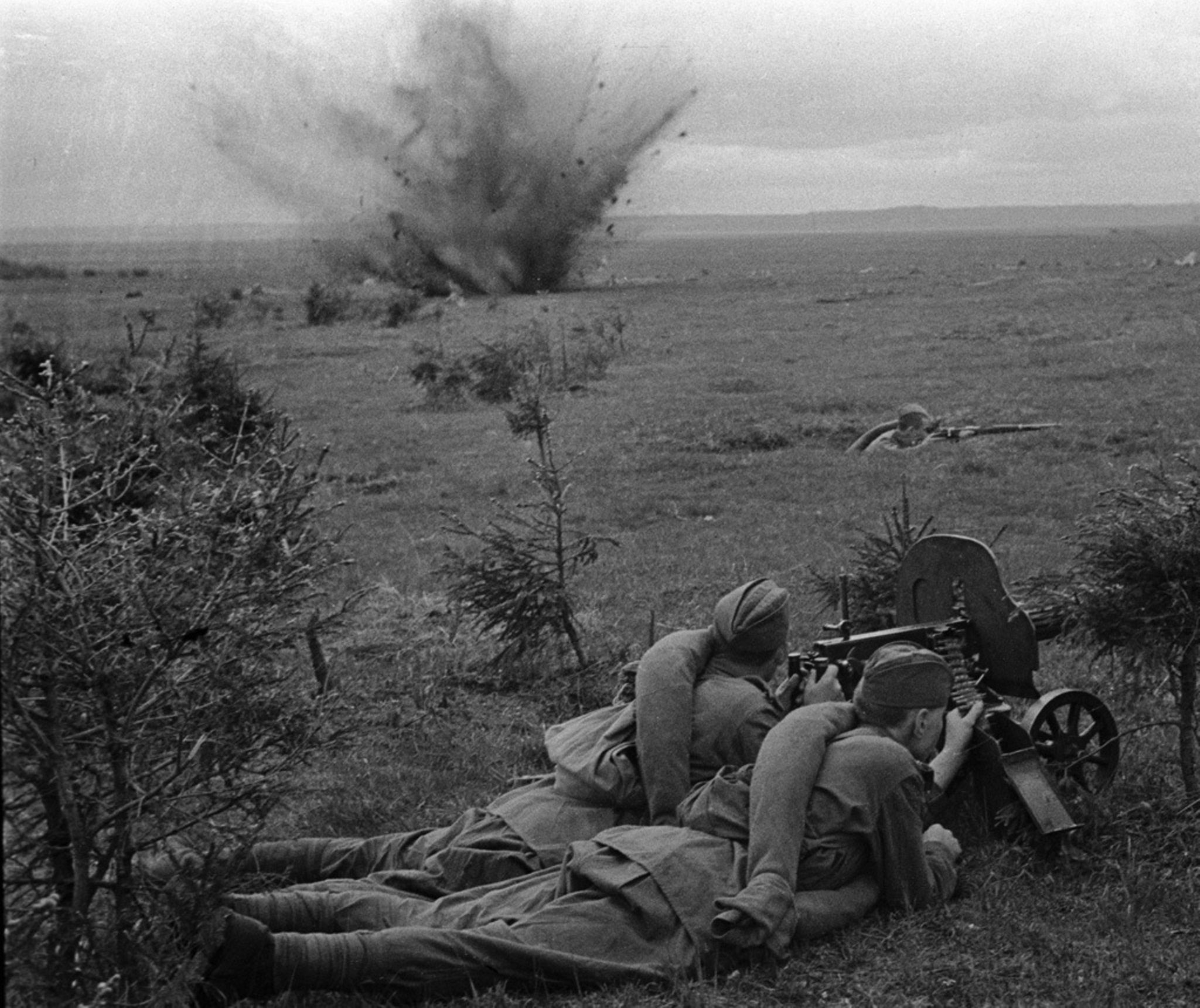
Hồng quân Liên Xô thuộc Tập đoàn quân 20 phòng thủ tại Dorogobuzh, Smolensk. Ngày 1 tháng 10 năm 1941. (Ảnh:RIA Novosti)

Trận Smolensk: Ngày 8 tháng 7 năm 1941 sau khi tập trung đủ quân Bộ Chỉ huy tối cao Đức ra lệnh cho Cụm tập đoàn quân Trung tâm dùng hai tập đoàn quân xe tăng số 2 và số 3 và một bộ phận tập đoàn quân xe tăng số 4 của tập đoàn quân Bắc cùng hai tập đoàn quân bộ binh số 2 và số 9 tấn công đánh tiêu diệt khối quân Xô Viết phòng thủ hướng Smolensk để mở ra đường ngắn nhất tiến chiếm thủ đô Moskva trong hành tiến. Trong 10 ngày từ 10 đến 20 tháng 7 Quân Đức tấn công mãnh liệt cánh phải và chính diện phương diện quân Tây Xô Viết và chọc thủng phòng tuyến sông Tây Dvina tiến sâu được 200 km chiếm các thành phố Moghilev, Smolensk, Orsha, Yelnya, Kritchev, bao vây các tập đoàn quân 13, 16, 20 Xô Viết tại khu vực Smolensk. Dù chỉ mới sau thảm bại thất thủ Belarus vài ngày nhưng sức kháng cự của Hồng quân đã khác: quân Đức gặp sự phản kháng mãnh liệt tăng lên từng ngày, các đơn vị Liên Xô bị lọt vào vòng vây liên tục kháng cự và phản kích.
Từ 23 tháng 7 đến 7 tháng 8, quân đội Xô Viết lấy lực lượng từ Phương diện quân Dự bị tổ chức phản công mạnh mẽ với ý đồ hợp vây khối quân Đức tiên phong tại khu vực Smolensk. Cuộc phản công không tiêu diệt được khối quân đối phương nhưng đã giải cứu được các tập đoàn quân 16 và 20 và chặn đứng được sự phát triển tấn công của cụm tập đoàn quân Trung tâm của Đức về phía Moskva. Các trận đánh vẫn tiếp diễn tại vòng cung Yelnya: Từ ngày 20 tháng 8 đến 9 tháng 9, tập đoàn quân 24 của Xô viết phản công tại Yelnya: cuộc chiến diễn ra đẫm máu, cuối cùng quân Đức phải rút khỏi Yelnya và quay sang tập trung tấn công xuống phía nam để bao vây Kiev. Phương diện quân Tây của Hồng quân chịu thương vong rất lớn nhưng đã lập được phòng tuyến ổn định tại phía tây dẫn đến Moskva. Quân Đức đã không thể chiếm Moskva trong hành tiến.
Trận Smolensk kéo dài hai tháng đã làm rối kế hoạch chiến tranh đánh nhanh thắng nhanh của Đức. Với sức kháng cự ngày càng tăng của phía Liên Xô thì giờ đây mục tiêu chiếm Moskva và tiến đến tuyến Arkhangelsk – Astrakhan trước mùa đông là khó hoàn thành. Tại trận Smolensk, lần đầu tiên vũ khí mới của Liên Xô là dàn hoả tiễn Cachiusa đã xuất trận. Quân đội Liên Xô đã qua cơn choáng ban đầu và bắt đầu chiến đấu ngày càng có tổ chức. Đối với Đức mặt trận phía đông không còn là chiến thắng dễ dàng nữa.
Trận Smolensk vẫn tiếp diễn và chiến sự dần chuyển xuống phía nam. Các diễn biến tiếp sau của trận đánh này dẫn đến đột biến tại mặt trận của Phương diện quân Tây Nam của Hồng Quân.

#### Trận Kiev (1941)– Phương diện quân Tây Nam bị tiêu diệt
Trong trận Smolensk, khi không thể đột phá trực tiếp về phía đông qua hướng Smolensk – Moskva, quân Đức tấn công dò tìm điểm yếu trong tuyến phòng thủ của Hồng quân, điểm yếu đó là Phương diện quân Trung tâm của Liên Xô trên hướng Gomel 300 km phía nam Smolensk. Cuối tháng 7, Cụm tập đoàn quân Trung tâm của Đức chọc thủng phòng tuyến của Phương diện quân Trung tâm của Liên Xô, ào ạt tấn công theo hướng Bắc – Nam về phía Gomel và chiếm thành phố này ngày 20 tháng 8 năm 1941. Quân Đức đe doạ nghiêm trọng sườn phải và lưng của Phương diện quân Tây Nam của Liên Xô đang phòng thủ hướng Kiev. Với triển vọng đánh vào lưng và bao vây tiêu diệt cụm quân Xô Viết tại Kiev, Hitler ra lệnh cho Cụm tập đoàn quân Trung tâm tạm dừng tấn công trên hướng Moskva điều một nửa lực lượng của cụm quân này là tập đoàn quân xe tăng số 2 của Guderian và tập đoàn quân bộ binh số 2 đánh xuống phía nam bên bờ Đông sông Dnepr kết hợp cùng Cụm tập đoàn quân Nam bao vây tiêu diệt Phương diện quân Tây Nam đang phòng thủ khu vực Kiev. (xem trận Kiev, 1941)

Ngay từ cuối tháng 7 năm 1941 trước hiểm hoạ đột phá tại phía nam mặt trận, Bộ tổng tham mưu Xô Viết kiên quyết đề nghị bỏ Kiev đưa toàn bộ lực lượng sang bờ Đông sông Dnepr lập tuyến phòng thủ mới, nhưng Stalin là lãnh đạo tối cao không chấp nhận. Kiev có giá trị rất lớn cả về kinh tế lẫn tâm lý: đây là nơi tập trung nhiều khu công nghiệp và nông nghiệp trù phú của Liên Xô, lại là vùng "đất tổ" nơi phát tích ra nước Nga. Do vậy, nếu còn hy vọng thì Stalin muốn cố gắng hết sức để giữ vùng này, ông lập tức bãi chức Tổng tham mưu trưởng của Đại tướng Georgy Zhukov, điều chuyển Zhukov sang làm chỉ huy mặt trận phòng ngự Leningrad và ra lệnh tử thủ và phản công giữ vững Kiev..
Trong tháng 8 các nỗ lực phản công của Phương diện quân Bryansk của Liên Xô đánh vào sườn trái tập đoàn quân xe tăng số 2 và tập đoàn quân số 2 của Đức đều thất bại. Phương diện quân này tổn thất rất lớn và còn tạo ra lỗ hổng lớn trong phòng ngự. Đến ngày 10 tháng 9 tập đoàn quân xe tăng số 2 của Guderian từ phía bắc đánh xuống bên bờ Đông sông Dnepr đã chiếm được Chernigov và Konotop. Sau đó đánh đòn quyết định nhắm về phía về Lokhvitsa.
Trong thời gian đó từ 12 tháng 7 tới 10 tháng 8 tại mặt trận Kiev chiến sự giữa Cụm tập đoàn quân Nam của Đức và Phương diện quân Tây Nam của Liên Xô đang xấu đột biến cho Hồng quân: các tập đoàn quân xe tăng số 1 và tập đoàn quân bộ binh số 6 Đức không thể tiến vào được Kiev từ phía tây và tây bắc đã thọc xuống phía nam Kiev kết hợp cùng tập đoàn quân 17 đánh thọc sườn vào hậu phương các tập đoàn quân 6, 12, 18 của Xô Viết. Các mũi tiến quân này phối hợp với quân Romania đã hoàn toàn bao vây và tiêu diệt các tập đoàn quân 6, 12 Xô Viết tại Pervomaisk- Uman. Thừa thắng từ ngày 11 tháng 8 đến 10 tháng 9, Cụm tập đoàn quân Nam tấn công vũ bão đã chiếm một vùng rộng lớn tại phía nam Kiev: Krivoi Rog rồi Nikolaiev sau đó vượt sông Dnepr sang bờ đông chiếm Dnepropetrovsk, Zaporozhie và Kremenchuk.
Sau khi đột phá tại phía nam Kiev tập đoàn quân xe tăng số 1 của Ewald von Kleist thuộc Cụm tập đoàn quân Nam từ bàn đạp Kremenchuk phía bờ Đông sông Dnepr đã tiến lên phía bắc. Ngày 15 tháng 9 tại Lokhvitsa tập đoàn quân xe tăng này đã gặp tập đoàn quân xe tăng số 2 của Guderian từ phía bắc đánh xuống, hợp vây hoàn toàn Phương diện quân Tây Nam của Liên Xô.
Phương diện quân Tây Nam dù đã kháng cự rất quyết liệt từ ngày đầu chiến tranh và đã cầm cự có tổ chức được lâu dài giờ đây đã bỏ lỡ cơ hội rút lui, các tập đoàn quân của phương diện quân này đã rơi vào vòng vây siết chặt của quân Đức, lại bị ngăn cách bởi sông lớn Dnepr và đã bị tiêu diệt gọn. Khoảng 65 vạn quân Xô Viết đã tử trận hoặc bị bắt làm tù binh, trong đó có hầu hết các tư lệnh và chỉ huy các tập đoàn quân của phương diện quân này. Thượng tướng Mikhail Kirponos, Tư lệnh Phương diện quân bị tử thương khi một viên đạn cối của quân Đức nổ ngay cạnh ông. Trung tướng Vasily Tupikov, Tham mưu trưởng Phương diện quân, tử trận tại làng Ovdievsk. Ủy viên Hội đồng quân sự Phương diện quân, Bí thư Trung ương Đảng Cộng sản Ukraina Mykhailo Burmystenko đã tử trận tại khu rừng Sumeykovo. Chính ủy Phương diện quân Tây Nam Yevgeny Rykov bị quân Đức bắt và hành quyết tại Lokhvitsa.. Trong khi đó, quân Đức chịu thương vong khoảng 128.000 quân. Đây là một trong những chiến dịch thắng lợi to lớn nhất của quân Đức trong thế chiến II. Ngày 19 tháng 9 năm 1941, Kiev thất thủ. Chỉ có khoảng 10 vạn quân của Phương diện quân Tây Nam thoát khỏi vòng vây, họ cố gắng thiết lập tuyến phòng thủ mới ở bờ đông sông Dnepr.

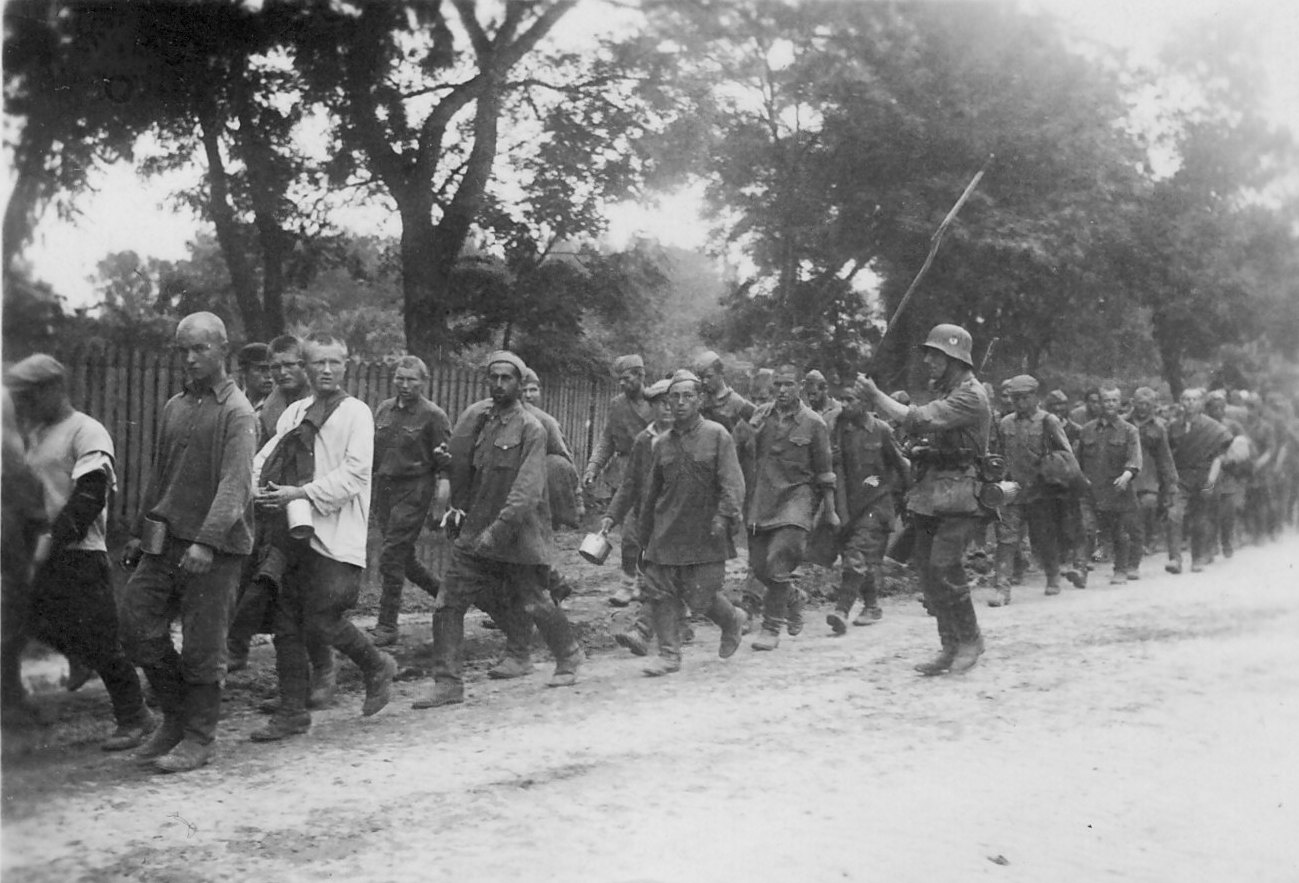
Binh sĩ Liên Xô bị quân Đức áp giải tới trại tù binh

Sau này có nhiều ý kiến cho rằng quyết định của Adolf Hitler phái một nửa lực lượng của Cụm tập đoàn quân Trung tâm xuống phía nam tiêu diệt Kiev đã bỏ lỡ cơ hội đánh chiếm Moskva trước mùa đông. Tuy nhiên, về sau, theo Nguyên soái Georgi Zhukov thì quyết định này là đúng đắn cho quân Đức và sẽ phải xảy ra theo đúng quy luật quân sự và tình thế chiến trường khi đó, vì nếu quân Đức không tiêu diệt được Phương diện quân Tây Nam thì mũi tấn công của Cụm tập đoàn quân Trung tâm vào Moskva sẽ bị hở sườn phải và rất dễ bị Phương diện quân Tây Nam tấn công từ phía sau. Và vì nhận thức được khả năng này Bộ Tổng tham mưu Xô Viết do tướng Zhukov đứng đầu đã đề nghị Stalin sớm bỏ Kiev rút sang bờ đông sông Dnepr phòng ngự, nhưng đề nghị này Zhukov đã không được Stalin chấp nhận vì những lý do đã nêu ở trên.
Nhưng thất bại to lớn của quân đội Xô Viết tại Kiev còn có một khía cạnh khác, nó tác động lên tâm lý của lãnh tụ hai bên làm ảnh hưởng đến kết cục chiến tranh sau này: Tổng chỉ huy tối cao của Liên Xô Stalin sau các thất bại tại Belarus và Kiev đã nhận thức được hạn chế về kiến thức quân sự của cá nhân mình và đã biết chú ý lắng nghe ý kiến của Bộ tổng tham mưu và các tướng lĩnh Xô Viết. Trong khi đó Hitler đã quá tự tin vào thiên tài quân sự và khả năng không thể sai lầm của mình nên càng ngày càng bỏ qua các ý kiến của các tướng lĩnh Đức, điều này đã ảnh hưởng đến quá trình điều hành chiến tranh sau này của hai bên.

#### Trận Moskva: Chiến tranh chớp nhoáng của Đức bị thất bại
Từ ngày 30 tháng 9 năm 1941 đến đầu tháng 1 năm 1942 đã diễn ra Trận Moskva, là trận đánh lớn trong chiến tranh Xô – Đức và Thế chiến thứ hai có tầm quan trọng bậc nhất cả về quân sự, chính trị cũng như tâm lý. Trận chiến này đã chứng tỏ chiến tranh đánh nhanh thắng nhanh của Đức đã thất bại, nước Đức Quốc xã buộc phải chấp nhận tiến hành chiến tranh tiêu hao kéo dài với đối thủ là cường quốc rộng lớn nhất thế giới, đông dân với tiềm lực ngày càng được huy động. Đây là điềm báo trước thất bại của Đức trong toàn bộ cuộc chiến tranh.
Sau thất bại to lớn của quân đội Xô Viết tại Ukraina, mối đe doạ bị Hồng quân tấn công vào sườn phải Cụm tập đoàn quân Trung tâm không còn. Phía Đức trong tháng 9 năm 1941 đã dừng tấn công trên hướng Moskva để chuẩn bị kỹ cho chiến dịch Bão tố (Typhoon) nhằm đánh chiếm thủ đô Xô Viết. Quân đội Đức đã tăng cường bổ sung cho Cụm tập đoàn quân Trung tâm trong trận đánh này một lực lượng rất lớn: điều tập đoàn quân xe tăng số 2 của Heinz Guderian và tập đoàn quân bộ binh dã chiến số 2 vừa đánh thắng trận Kiev về, điều tập đoàn quân xe tăng số 4 của đại tướng Erich Hopner duy nhất của cụm Bắc xuống cho cụm Trung tâm. Lúc này, Cụm tập đoàn quân Trung tâm có ba tập đoàn quân bộ binh số 2, 4, 9 và ba tập đoàn quân xe tăng số 2, 3, 4 tổng cộng khoảng 75 sư đoàn và 1,8 triệu binh sĩ với 1.700 xe tăng, 14.000 pháo và súng cối, 1.400 máy bay tức là khoảng 34% quân số và 68% số xe tăng của Đức trên chiến trường khi đó. Bộ chỉ huy tối cao Đức dành cho chiến dịch này tầm quan trọng đặc biệt như bước quyết định để chấm dứt chiến tranh để giành thắng lợi.

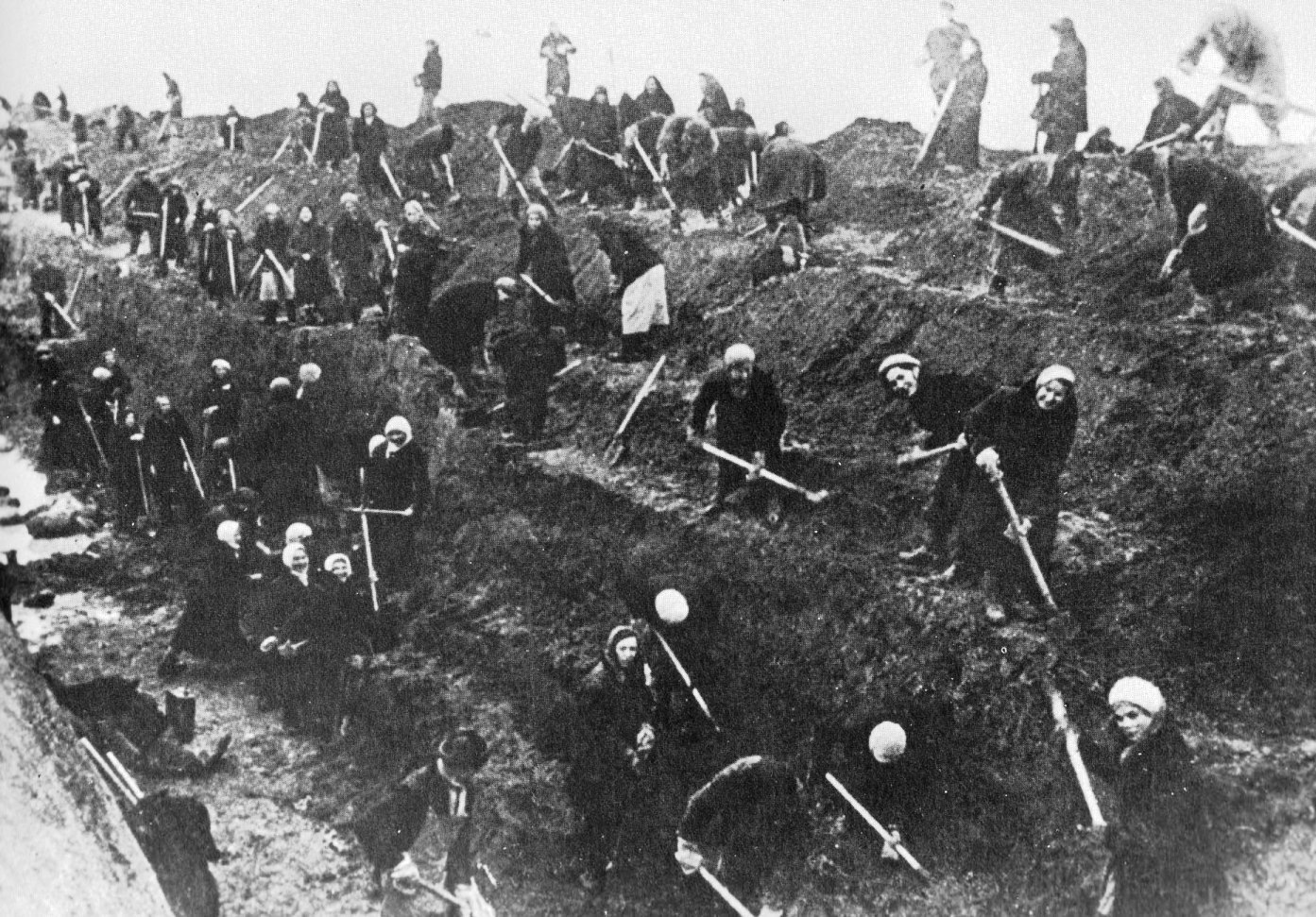
Người dân Moskva được huy độnh tham gia đào hào chống tăng, tháng 10 năm 1941

Đối với Liên Xô đây là thời kỳ nguy ngập nhất trong toàn bộ lịch sử từ ngày thành lập. Nguy cơ thất trận của Liên Xô đến lúc này là quá to lớn: tuy đất nước rộng lớn, dân số nhiều nhưng quân số không động viên kịp cho số bị thương vong và bị bắt. Các cơ sở kinh tế lớn trên các vùng lãnh thổ phía tây đất nước trước đây chiếm đa phần tỷ trọng trong kinh tế đất nước nay đã bị Đức chiếm hoặc đang được tháo dỡ di chuyển sang phía đông và chưa thể cho ra sản phẩm. Quân số thiếu mà vật chất tiền của để tiếp tục chiến tranh cũng ở mức độ nguy kịch. Sự giúp đỡ về kinh tế, vũ khí của khối đồng minh Anh – Mỹ cho Liên Xô (chương trình Lend-lease của Chính phủ Hoa Kỳ) thì lại chưa đến (những chuyến hàng đầu tiên của Mỹ chỉ kịp đến Liên Xô vào tháng 12/1941). Liên Xô huy động tối đa mọi nguồn lực có thể cho việc bảo vệ thủ đô, bao gồm cả việc động viên nhân dân Moskva tham gia hỗ trợ quân đội (đào hào, vận tải, cứu thương...)
Hitler đã chuẩn bị một kế hoạch chiến tranh hủy diệt đối với Moskva. Trong một cuộc họp tại Bộ tham mưu Cụm tập đoàn quân Trung tâm, Hitler đã tuyên bố: "Thành phố sẽ bị vây chặt, không một lính Nga, không một dân thường - đàn ông, đàn bà, trẻ em có thể trốn thoát. Mọi ý đồ rời khỏi thành phố sẽ bị đè bẹp bằng sức mạnh. Mọi sự chuẩn bị đã sẵn sàng để làm chìm ngập Moskva và vùng phụ cận. Nơi hôm nay là Moskva sẽ là một cái hồ lớn mãi mãi nhấn chìm thủ đô của bọn Nga!".
Để bảo vệ Moskva quân đội Xô Viết cho thiết lập ba tuyến phòng thủ: tuyến Rzhev – Viazma – Briansk cách thủ đô khoảng 200–500 km, tuyến Volokolamsk – Mozhaisk – Kaluga cách Moskva thoảng 100–150 km và tuyến cuối cùng là vành đai xung quanh thành phố. Quân đội Xô Viết bố trí ba phương diện quân Tây, Dự bị và Briansk để phòng thủ Moskva: tổng cộng gần 1,25 triệu quân, 1.000 xe tăng, gần 700 máy bay, 7.600 pháo và súng cối. Cho đến thời điểm tấn công quân Đức có lực lượng vượt trội cả về quân số, trình độ huấn luyện tác chiến, số lượng và chất lượng vũ khí.
Kế hoạch của quân Đức trước tiên hợp vây tiêu diệt các đơn vị Xô Viết tại tuyến Rzhev – Viazma – Briansk mở đường cho 2 mũi lao nhọn từ Bắc và Nam tiến đến bao vây Moskva tại Orekhovo-Zuevo khoảng 60 km về phía đông Moskva. Sau khi vây hãm Moskva, sẽ dùng không quân, xe tăng và bộ binh đánh chiếm thành phố.
Trận đánh bắt đầu vào ngày 30 tháng 9 năm 1941 và chia làm nhiều giai đoạn khốc liệt. Trong 10 ngày đầu tháng 10 năm 1941, quân Đức đập tan tuyến phòng thủ Rzhev – Viazma – Bryansk của Hồng quân, bao vây tiêu diệt khoảng nửa triệu quân của ba phương diện quân Liên Xô. Tuyến phòng thủ vòng ngoài của Moskva đã bị đánh tan.

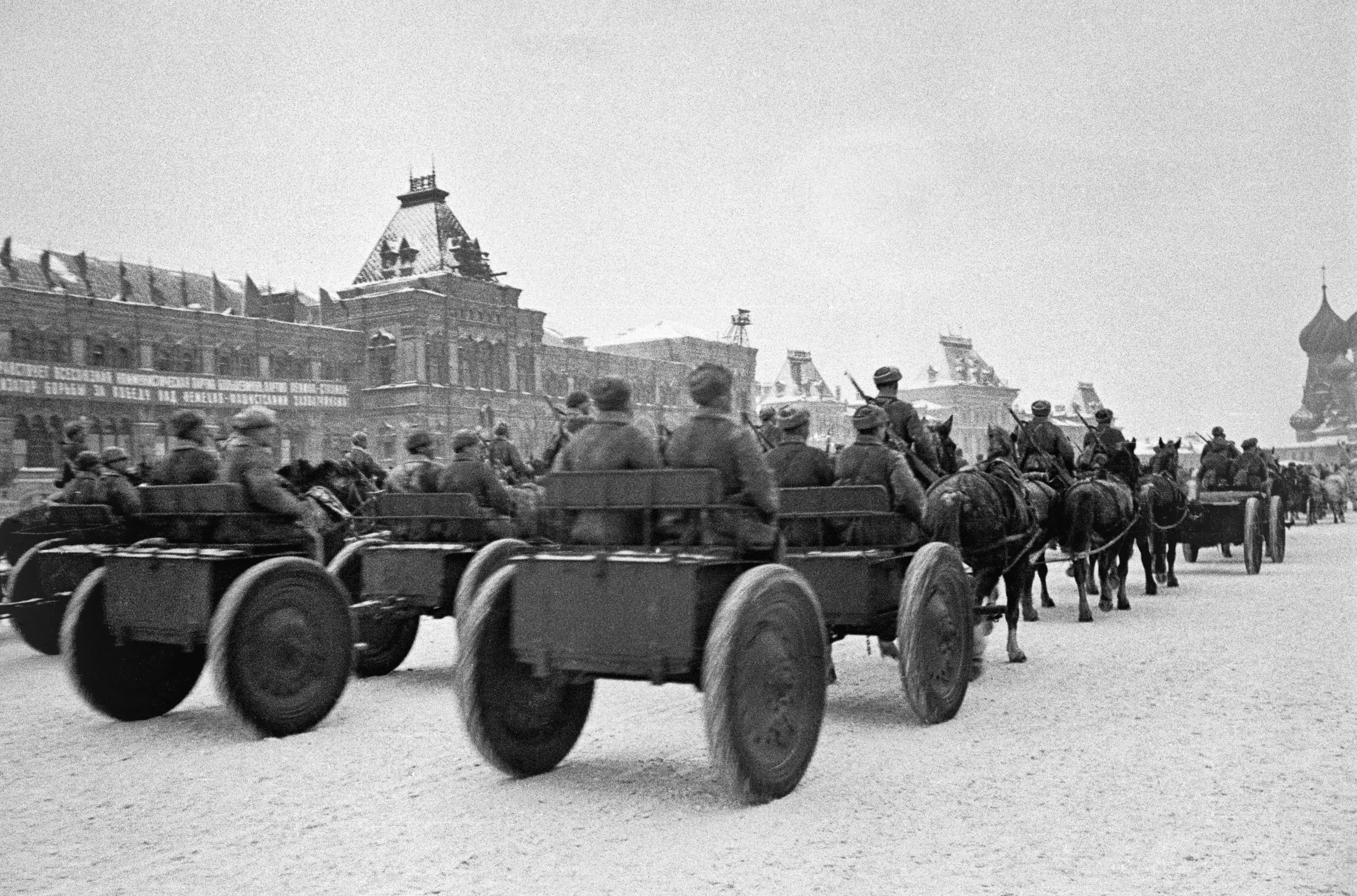
Cuộc duyệt binh tại Quảng trường Đỏ ngày 7 tháng 11 năm 1941, đây là cuộc duyệt binh duy nhất mà các loại vũ khí được nạp đầy đủ đạn dược bởi ngay sau lễ duyệt binh, các đơn vị Hồng quân sẽ tiến thẳng ra chiến trường.

Ngày 15/10/1941, quân Đức chỉ cách Moskva 27 km. Tình hình đã trở nên nguy cấp, Stalin hỏi tướng Zhukov: "Anh có tin là chúng ta giữ được Moskva không? Tôi hỏi anh điều này với nỗi đau lớn. Anh hãy nói một cách chân thành với tư cách người đảng viên". Zhukov trả lời: "Nhất định chúng ta giữ được, nhưng chúng ta cần tăng cường ít nhất 2 quân đoàn và 200 xe tăng!". Stalin đồng ý và lập tức triệu tập cuộc họp Hội đồng Quốc phòng. Ông đã yêu cầu từng người trả lời câu hỏi: "Tử thủ hay rút chạy?". Tất cả đều thể hiện sẵn sàng chiến đấu.
Stalin đã ra lệnh cho Malenkov và Scherbakov viết "Bản nghị quyết của Ủy ban Quốc phòng về kế hoạch bảo vệ Moskva". Stalin ra lệnh điều quân dự bị từ Siberi về giải nguy cho Moskva, đồng thời chuẩn bị sơ tán các cơ quan chính phủ và đoàn ngoại giao ra khỏi Moskva. Thi hài Lênin đã được bí mật di chuyển đến Kubisev. Toàn bộ nhân dân Moskva được lệnh tổng động viên, sẵn sàng tham gia chiến đấu cùng Hồng quân.
Tình thế Moskva nguy ngập, quân đội Xô Viết vội vã điều nốt các lực lượng dự bị cuối cùng củng cố tuyến phòng thủ thứ hai và áp dụng các biện pháp kiên quyết nhất để bảo vệ thủ đô... Buổi tối ngày 6 tháng 11, tại nhà ga xe điện ngầm Mayakovsskaia đã diễn ra cuộc mít tinh kỷ niệm 24 năm Cách mạng tháng 10 Nga. Sáng ngày 7 tháng 11 năm 1941 để nâng cao tinh thần cho chiến sĩ và toàn dân Liên Xô trong cuộc đấu tranh một mất một còn với kẻ thù nguy hiểm, Hội đồng Quốc phòng Nhà nước và Bộ Tổng tư lệnh tối cao Quân đội Liên Xô vẫn tổ chức cuộc duyệt binh hàng năm theo truyền thống tại Quảng trường Đỏ. Tại cuộc duyệt binh này, chính Stalin thay mặt Đảng Cộng sản và Nhà nước Xô Viết kêu gọi quân và dân Liên Xô tiếp tục anh dũng chiến đấu, tiêu diệt quân thù, bảo vệ Tổ quốc Liên Xô, giải phóng cho các dân tộc bị phát xít nô dịch.
Trong tháng 10 các nỗ lực phòng thủ đã cho kết quả: quân đội Xô Viết trong chiến đấu đã tạo được tuyến phòng thủ chiều sâu dày đặc, cộng với việc quân Đức không thể bổ sung kịp thời cho các tổn thất rất to lớn trong quá trình chiến đấu, các điều kiện thời tiết cũng đã giúp cho phía Liên Xô làm chậm tốc độ và sức công phá của các cuộc tấn công của Đức. Và cuối cùng qua ba đợt tấn công càng ngày càng khó khăn đến đầu tháng 12 năm 1941, cuộc tấn công của Đức đã hụt hơi và bị chặn đứng tại ngay cửa ngõ Moskva. Vào ngày 2 tháng 12 năm 1941, Sư đoàn Thiết giáp số 5 của Đức đã dừng lại ở ngôi làng Dmitrov và Jokroma, áp sát và cách Moskva 14 km, cách Kremlin đúng 24 km, đây là điểm xa nhất mà quân Đức tiến được trong cuộc chiến.

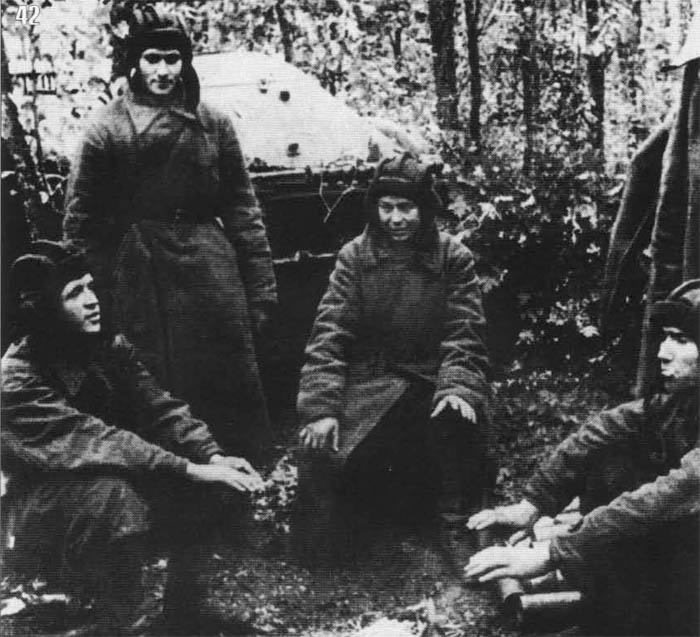
Tổ lái xe tăng của D. Lavrienko giữa hai trận đánh, ngoại ô Moskva, 1-10-1941. Lavrienko đã tiêu diệt được 52 xe tăng Đức trước khi hy sinh trong chiến dịch này.

Trước đó, bộ chỉ huy Đức đã phạm phải một sai lầm nghiêm trọng: chủ quan với những thắng lợi lớn ở mặt trận, ngày 16 tháng 8 năm 1941, Thống chế Wilhelm Keitel đề nghị cắt giảm nỗ lực sản xuất quân sự vào mùa thu năm 1941 vì chắc chắn rằng Đức sẽ đánh bại Liên Xô trước mùa đông, và Hitler đồng ý. Hậu quả là Đức đã không chuẩn bị đầy đủ trang bị cho một chiến dịch trong mùa đông. Cùng với số chết trận, binh lính Đức còn bị bị tê cóng và bệnh dịch do thời tiết lạnh.
Một số sư đoàn Đức rơi rụng chỉ còn 50% thực lực. Sư đoàn Thiết giáp số 6 của tướng Erhard Raus báo cáo mỗi ngày có khoảng 800 ca cóng lạnh. Nhiệt độ thấp nhất đo được trong toàn bộ kế hoạch này là -53 độ C (khu vực tây bắc Moskva vào ngày 26 tháng 1 năm 1942) trong khi trang thiết bị của Đức bắt đầu hỏng hóc khi nhiệt độ xuống -20 độ C. Bình luận cả về sình lầy (mùa Thu) và tuyết lạnh (mùa Đông), Nguyên soái Zhukov đã nói rất đơn giản rằng: quân Đức đáng ra phải hiểu rõ về thời tiết, nhưng họ đã không lo ứng phó với nó. Trong trường hợp này, thời tiết đóng một vai trò quan trọng (nhưng không phải là quan trọng nhất) giải thích tại sao Hồng quân Liên Xô – với hơn 1 triệu binh sĩ hy sinh trong giai đoạn đầu của kế hoạch Barbarossa kéo dài 2 tháng – không chỉ có thể giữ vững Moskva, mà còn tiến hành các đợt phản công mạnh mẽ. Quân Đức vì chủ quan khinh địch, tin rằng sẽ sớm chiến thắng nên đã không chuẩn bị kỹ cho cuộc chiến trong mùa đông, đây là sai lầm chiến lược của họ (và "chủ quan khinh địch" cũng là một dạng sai lầm nghiêm trọng nhất trong bất kỳ một cuộc chiến tranh nào).
Rõ ràng phía Đức đã không đánh giá hết được đối phương Xô Viết: lòng yêu nước, sự tin tưởng, trung thành của con người Xô Viết; tính kỷ luật kiên cường của Hồng quân; tiềm năng tổng động viên của nhà nước Xô Viết; tiềm năng kinh tế của Liên Xô; sự giúp đỡ của đồng minh; điều kiện tự nhiên rất đặc trưng của nước Nga. Kết quả: Đến đầu tháng 12 năm 1941 các nỗ lực tấn công cuối cùng của Đức đã hụt hơi trong khi đó các lực lượng dự bị hùng hậu của Hồng quân đã được huy động để phản công. Lúc này phía Xô viết vẫn còn tới 3 tập đoàn quân dự trữ để phản công còn phía Đức thì không còn lấy lực lượng dự trữ nào.

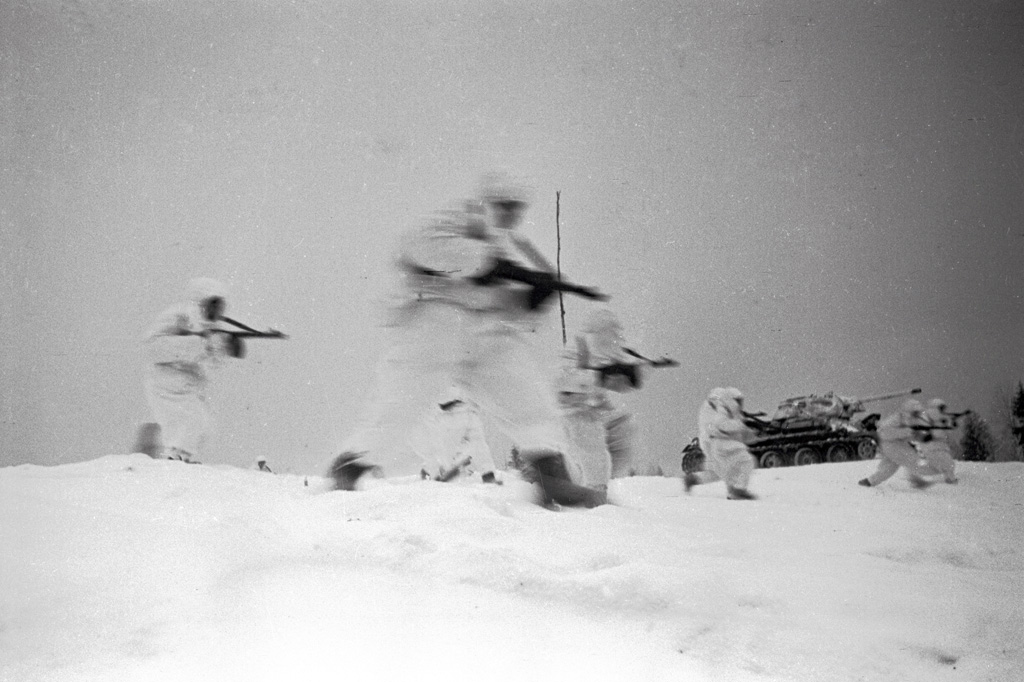
Bộ binh trượt tuyết Xô Viết phản công. Đây là kiểu bộ binh đặc biệt của Liên Xô, có kỹ năng tác chiến mùa đông vượt trội so với lính Đức

Thời điểm đầu tháng 12 năm 1941 là thời điểm kịch tính bản lề của trận đánh khi quân Đức đã suy kiệt không thể tấn công thêm. Sự không tham chiến của Nhật đã cho phép Liên Xô điều động các sư đoàn dự bị đầy sức sống, trang bị tốt từ các quân khu Viễn Đông và Siberia. Các lực lượng này đã kịp đến và tập hợp tại chiến trường đã sẵn sàng tham chiến, binh khí kỹ thuật của Liên Xô cũng được bảo đảm giành ưu thế đối với quân Đức nhất là ưu thế về không quân ném bom. Và đặc biệt, một lợi thế cực kỳ to lớn là quân đội Xô Viết đã được trang bị và huấn luyện kỹ chiến thuật tác chiến trong mùa đông (bao gồm trượt tuyết, giày đi tuyết, áo ngụy trang, cách giữ ấm cơ thể), đây là điều mà quân Đức chưa được chuẩn bị. Ngày 5 tháng 12 năm 1941 ngay sau khi cuộc tấn công của Đức đã hết hơi, cuộc tổng phản công tại Moskva của Hồng quân bắt đầu.
Quân đội Xô Viết ào ạt tấn công, cuộc phản công đã diễn ra thắng lợi. Tuy nhiên quân đội Xô Viết khi đó còn chưa hội đủ các điều kiện để tiến hành tấn công theo chiều sâu để bao vây tiêu diệt khối chủ lực của địch, cuộc tấn công của Hồng quân mang tính chất tấn công chính diện đẩy lùi quân địch ra xa khỏi Moskva. Lực lượng Đức đã suy kiệt sau các nỗ lực tấn công Moskva bất thành lại đang trong đội hình tấn công không có hệ thống phòng ngự chiều sâu, ở hình thế lõm sâu vào vị trí đối phương, lại không quen chiến đấu trong mùa đông khắc nghiệt và hoàn toàn không hề dự đoán khả năng quân địch tấn công.
Mặc dù đã có lệnh của Hitler không lùi một bước, quân Đức đã bị hất ra xa ra khỏi Moskva từ 150 đến 300 km. Hơn 500.000 quân Đức bị tiêu diệt, hàng chục sư đoàn bị tiêu diệt và tiêu hao.
Chiến lược đánh nhanh thắng nhanh (hay còn gọi là chiến tranh chớp nhoáng) của Đức đã thất bại hoàn toàn. Sau trận đánh này, cho dù Liên Xô chỉ tạm thời giành thế thượng phong, nước Đức Quốc xã đã buộc phải chấp nhận tiến hành chiến tranh tiêu hao kéo dài với đối thủ là cường quốc rộng lớn nhất thế giới, đông dân với tiềm lực chiến tranh ngày càng được huy động mạnh hơn. Đây là một chiến thắng bước ngoặt của quân đội Liên Xô trong suốt cuộc chiến.

#### Sự chiếm đóng và diệt chủng

Đội hành quyết SS đang giết người Do Thái tại Ukraina

Ngay từ trước khi chiếm được lãnh thổ đối phương, Tổng kế hoạch Đông của Đức đã vạch kế hoạch phân chia và Đức hoá các vùng lãnh thổ phía đông: các lãnh thổ được ưu tiên số một để Đức hoá là các khu vực phì nhiêu giàu có của Liên Xô như tỉnh Leningrad, bán đảo Krym, tỉnh Kherson (cửa sông Dnepr), khu vực Biển Đen, khu vực Memel – Narv (Bắc Belarus và vùng Baltic)... Kế hoạch Đức hoá bao gồm việc đưa những người Đức đến định cư và tiêu diệt, xua đuổi dân bản địa Slav một cách có hệ thống: Cục các lãnh thổ phía đông của SS trực thuộc Heinrich Himmler đã lập kế hoạch xua đuổi và tiêu diệt khoảng 50 triệu dân địa phương trong vòng 30 năm, số còn lại để làm nhân công nô lệ cho 10 triệu người Đức sẽ di cư đến.
Tại Belarus cũng như tại Ba Lan dưới nhiều nguyên nhân, dân số bị chết lên đến tỷ lệ 1/6 đến 1/5 dân số trước chiến tranh là hệ quả trực tiếp của chính sách này.
- Các vùng lãnh thổ Liên Xô bị chiếm đóng bị đặt dưới sự điều hành của quân đội và lực lượng SS Đức. Chính quyền dân sự các cấp được lấy tên và hình thức như của Đức nhưng có quyền hạn rất hạn chế và chịu sự quản lý của quân đội Đức và SS, toà án dân sự chỉ xử các vụ án dân sự và án hình sự vặt vãnh không liên quan đến an ninh, quân đội như trộm cắp vặt, bất hoà trong cộng đồng... Mọi việc lớn đều do quân quản và SS quyết định: mọi sự phản kháng, bất tuân, trốn tránh mệnh lệnh hoặc thi hành không tích cực của dân địa phương đều sẽ bị bắn bỏ không cần xét xử hoặc treo cổ để làm gương. Chính quyền quân quản Đức đặt ngoài vòng pháp luật các đảng viên cộng sản, đoàn viên Komsomol và các thành viên các tổ chức chính trị của chính quyền Xô Viết trước đây: các phần tử này phải ra trình diện và là đối tượng bị tiêu diệt trước tiên. Trên chiến trường khi bắt được tù binh, các đảng viên cộng sản, cán bộ chính trị, đoàn viên Komsomol sẽ được lọc ra và hành quyết tại chỗ.
- Nông dân Nga phải giao nộp sản phẩm nông nghiệp cho quân đội Đức tới mức độ họ chẳng còn được gì, mùa vụ của họ không được thu hoạch nếu không có sự cho phép của quân Đức. Để phục vụ nhu cầu của mình Quân đội Đức tịch thu lương thực, đàn gia súc, ngựa kéo, quần áo ấm và nhà của dân địa phương để làm chỗ trú chân. Trong các năm 1943, 1944 khi rút lui quân Đức đốt sạch nhà cửa phá hoại các công trình công cộng của các thành phố xóm làng...Các cuộc cướp bóc tận gốc này gây nên chết đói và chết rét cho hàng triệu người nhất là nông dân ở các vùng bị chiếm. Theo các đánh giá khác nhau số dân thường Xô Viết bị chết vì nguyên nhân này ở mức 7 triệu người.
- Dân địa phương phải đi làm lao động cưỡng bức những công việc phục vụ quân đội và chính quyền chiếm đóng có khi với 14-16 giờ một ngày trong thời gian rất dài. Ngoài ra để đảm bảo nhân công lao động duy trì chiến tranh Đức bắt hơn 5,2 triệu những người đang độ tuổi lao động chủ yếu là đàn bà, con gái cưỡng bức họ sang Đức và các nước khác để làm nhân công họ được gọi là đội quân lao động phương đông. Sau chiến tranh trong số này hồi hương 2,6 triệu, ở lại Phương Tây 45 vạn còn số còn lại hơn 2 triệu người đều đã chết.
- Đặc biệt hơn cả là chính sách tàn sát và diệt chủng của Đức Quốc xã đối với dân thường nhất là đối với một số sắc tộc đầu bảng là người Di Gan và người Do Thái quân đội Đức và SS tiến hành lùng bắt và sát hại hàng loạt các nhóm dân này bằng các cuộc tàn sát tại chỗ hoặc đưa họ vào các trại tập trung để tiêu diệt dần. Trong việc tận diệt người Do Thái, người Di Gan ở một số nơi quân Đức nhận được sự giúp đỡ của dân bản xứ địa phương vì lòng căm thù sắc tộc và tôn giáo. Dân thường của các dân tộc khác trong vùng chiếm đóng cũng là đối tượng liên tục bị tàn sát. Việc tiêu diệt con người của phát xít Đức đã đạt đến "quy mô vận hành công nghiệp" với "vận trù học" và hợp lý hoá quá trình giết người để có thể tiêu diệt được nhiều nhất, ít phí tổn và được lợi nhất.
- Quân đội Đức thi hành chính sách con tin và "lá chắn" đối với dân thường: trong những vùng bị chiếm đóng một binh sĩ Đức bị dân hoặc những người kháng chiến bí mật giết thì sẽ có 10 – 20 dân thường bị hành quyết để trả thù. Một chiến thuật rất thường gặp của Quân Đức để tránh sự tấn công của du kích và Hồng quân là lấy thường dân phụ nữ, trẻ em và tù binh làm lá chắn: các chuyến tàu hoả chở quân Đức thường kéo theo vài toa tù binh hoặc dân thường để làm lá chắn.

Khi Đức tấn công, đã có những dân tộc bất mãn với chính quyền Xô Viết như người Chechen và người Thổ tại Kavkaz, người Tartar ở Krym, các dân tộc tại Baltic bị Liên Xô xâm lược năm 1940, người Kozak tại Ukraina và vùng sông Đông và các dân tộc chống Xô Viết khác đã vui mừng chào đón quân Đức như những người giải phóng. Người thuộc các nước vùng Baltic đáng tin cậy nhất thì được tham gia các lực lượng Waffen-SS Đức, các dân tộc thiểu số như người Kozak thì tham gia lực lượng Don Cossack (Kozak sông Đông), còn các tù binh người Ukraina và Nga có tinh thần chống Xô Viết thì được biên chế trong Quân đội Giải phóng nước Nga-RNNA do tướng Andrei Vlasov chỉ huy. Sau khi chiến tranh kết thúc, chính quyền Xô Viết đã trục xuất các dân tộc này khỏi lãnh thổ châu Âu của Liên Xô và buộc họ di cư đến vùng Trung Á.
Đối với tù binh Xô Viết cách đối xử cũng là tiêu diệt dần dần một cách có hệ thống, chỉ một bộ phận rất nhỏ tù binh Xô Viết để tìm cách tồn tại đã gia nhập Quân đội Giải phóng Nga (ROA) của Trung tướng Xô Viết đã đầu hàng Andrey Vlasov còn những tù binh còn lại bị lao động khổ sai với cường độ huỷ diệt trong các trại tập trung và bị hành quyết thường kỳ. Trong số 5,5 triệu binh sỹ hoặc thường dân Xô Viết bị quân Đức bắt, đã có 3,5 triệu người chết trong các trại tập trung của Đức Quốc xã.
Sự tàn bạo của Đức Quốc xã đối với lãnh thổ bị chiếm đóng đã đẩy người Nga đến chỗ chết nên đó là nguyên nhân để gắn kết họ chống lại chính quyền chiếm đóng. Một số lực lượng trước đây căm thù Xô Viết cũng tạm gác lại mâu thuẫn để đấu tranh chống lại quân Đức. Sự tàn ác của quân Đức đã làm gia tăng phong trào du kích, kháng chiến trong các vùng bị chiếm và là một nguyên nhân tạo tâm lý cho nhiều binh sĩ Hồng quân thà chiến đấu đến cùng chứ quyết không chịu bị bắt làm tù binh.

### Chiến cuộc năm 1942
Từ trận phản công tại Moskva đến tháng 4 năm 1942 quân Đội Xô Viết tạm thời giành được quyền chủ động và đã tấn công trên khắp các mặt trận. Quân Đức cần phải phòng ngự chiến lược để chuẩn bị lại một cách kỹ lưỡng cho chiến tranh dài lâu và quân Đức đã phòng ngự thành công để chờ đến mùa hè năm 1942. Các cuộc tấn công của Xô Viết trong thời gian này có đẩy lùi quân Đức nhưng với tổn thất rất lớn và kết quả rất hạn chế: gần như không tạo được đột biến trên mặt trận, Hồng quân chỉ tiến xa một cách tương đối tại hướng Kharkov của Phương diện quân Tây Nam và hướng Rostov tại Phương diện quân Nam và Hồng quân cũng không đạt được một trận thắng lớn nào đánh tiêu diệt đối với quân Đức phòng ngự.
Đến tháng 4 năm 1942 chiến tuyến cơ bản ổn định tại tuyến Leningrad – Rzhev – Viazma – Oryol – Kursk – Kharkov – Rostov – Krym trong đó khúc lồi Rzhev – Viazma chỉ cách Moskva khoảng 150 km vẫn luôn là hiểm hoạ tạo bàn đạp cho quân Đức tấn công Moskva lần nữa.
Mùa hạ 1942 là thời điểm để tác chiến thuận lợi, hai bên chuẩn bị cho các trận đánh nhau to sắp tới và Đức Quốc xã cũng đã huy động xong lực lượng để giành lại quyền chủ động tấn công chiến lược.

#### Kế hoạch tấn công 1942 của Đức
Tuy Kế hoạch Barbarossa bị đổ vỡ hoàn toàn nhưng giới cầm quyền Đức Quốc xã vẫn còn nhiều tiềm năng lớn. Việc các nước đồng minh Anh, Mỹ không mở mặt trận thứ hai theo như thỏa thuận ngày 1 tháng 1 năm 1942 tại Washington đã làm cho quân đội Đức Quốc xã tự do điều động hơn 50 sư đoàn từ nước Đức, từ Pháp, Bỉ, Hà Lan và Đông Âu sang chiến trường Xô-Đức; chỉ để lại ở Tây Âu, Nam Âu, Bắc Phi và nước Đức không quá 20% quân số. Đến tháng 5 năm 1942, trên mặt trận Xô-Đức kéo dài từ biển Barents đến biển Đen, quân đội Đức Quốc xã đã khôi phục lại được ưu thế về quân số và phương tiện gồm 217 sư đoàn, 20 lữ đoàn với 6,2 triệu quân. Trong đó có 178 sư đoàn, 8 lữ đoàn và 4 tập đoàn quân không quân người Đức; 81 vạn quân thuộc các nước đồng minh của Đức. Đạo quân khổng lồ này vẫn có 3.230 xe tăng, gần 57.000 khẩu pháo và súng cối, hơn 3.400 máy bay chiến đấu.
Adolf Hitler và Bộ Chỉ huy Tối cao Đức (OKW) quyết định trước hết cần phải làm Liên Xô suy yếu bằng cách chiếm các vùng quan trọng sống còn về kinh tế và nhân lực. Bộ Tổng tư lệnh Lục quân Đức (OKH) vạch kế hoạch mới để tiếp tục tấn công Liên Xô với mật danh Kế hoạch Xanh, sử dụng 102 sư đoàn tấn công trên vùng thảo nguyên miền Nam Liên Xô, bổ đôi mặt trận Xô Đức, cắt đứt và đánh chiếm các mỏ dầu ở Baku, đánh chiếm vựa lúa mỳ ở hạ lưu sông Volga và vùng Kuban. Đây là nỗ lực chiến lược quân sự của nước Đức Quốc xã với mục tiêu làm cho Nhà nước Xô Viết vừa thất bại về quân sự, vừa suy yếu nghiêm trọng về tiềm lực kinh tế, tiến tới tiêu diệt Liên Xô.
Tháng 4 năm 1942, Đại bản doanh của Hitler đã ra bản huấn thị số 41 quy định đòn tấn công chính của quân Đức mùa hè 1942 là nhằm vào mặt trận tây nam Liên Xô. Mục tiêu là vùng sông Đông và Kavkaz - những trung tâm sản xuất lương thực và dầu mỏ quan trọng của Liên Xô. Nếu mục tiêu trên thành công, quân Đức sẽ triển khai lực lượng lên phía bắc đánh vu hồi Moskva, triển khai lực lượng xuống phía nam chiếm toàn vùng Krym. Theo kế hoạch của Đức Quốc xã đòn tấn công sẽ diễn ra tại cánh nam mặt trận Xô – Đức đánh vào hai Phương diện quân Tây Nam và Phương diện quân Nam của Xô Viết để thực hiện hai nhiệm vụ chiến lược:

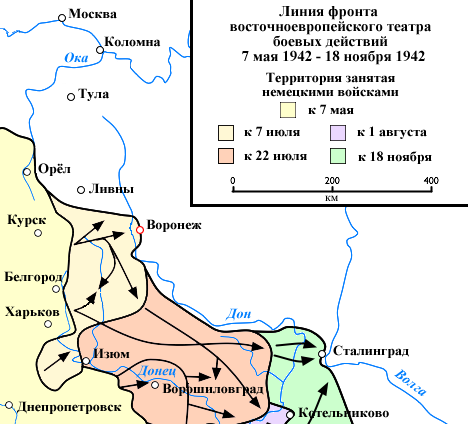
Diễn biến chiến sự tại khu vực Voronezh - Vorosilovgrad từ tháng 5 đến tháng 7 năm 1942

- Một mũi đột phá thẳng đến Kavkaz chiếm các đèo ngang và xông đến thành phố Baku trên bờ biển Kaspi chiếm trung tâm dầu mỏ Kavkaz cắt nguồn năng lượng phục vụ chiến tranh của Liên Xô.
- Một mũi khác tấn công trận tuyến sông Đông Để tiến đến Stalingrad trên sông Volga chiếm vùng đồng bằng sông Đông và vùng phía nam Nga là nguồn lúa mì chính của đất nước chiếm các nguồn điện và than tại miền nam nước Nga. Tiến đến sông Volga cắt mạch vận tải bắc – nam của Liên Xô theo dòng sông này đây là tuyến vận tải quan trọng để chuyển dầu mỏ từ phía nam và viện trợ của đồng minh cho Liên Xô qua Iran. Sau đó phát triển tiếp theo là chiếm toàn bộ hạ lưu sông Volga. Về mặt quân sự cánh quân này đồng thời còn làm nhiệm vụ bảo vệ sườn trái cho cánh quân Đức đánh Kavkaz.

Trong quá trình thực hiện kế hoạch chiến cuộc 1942, OKW có sự chuyển hướng chiến lược lấy Stalingrad làm hướng tấn công chính và điều bớt lực lượng từ hướng Kavkaz về tăng cường, dần dần Stalingrad trở thành trọng tâm chiến sự của chiến tranh trong năm 1942.
Để thực hiện các kế hoạch chiến lược này phía Đức ra lệnh phòng ngự chiến lược tích cực tại tất cả các mặt trận khác tại cánh bắc và trung tâm mặt trận Xô – Đức, dồn lực lượng chủ lực xuống phía nam. Tại cánh nam mặt trận, OKW cải tổ chỉ huy: bãi bỏ Cụm tập đoàn quân Nam từ hồi đầu chiến tranh và thành lập hai cụm tập đoàn quân mới là "Cụm tập đoàn quân A" để tấn công chiến dịch Kavkaz bao gồm tập đoàn quân xe tăng số 1, số 4 và hai tập đoàn quân dã chiến của Đức số 11 và 17, tập đoàn quân số 8 của Ý, cụm này do thống chế Wilhelm List chỉ huy. Để thực hiện nhiệm vụ tiến công về phía sông Đông và sông Volga Đức cho thành lập "Cụm tập đoàn quân B" gồm tập đoàn quân xe tăng số 4 (cuối tháng 7 được điều từ cụm A sang), hai tập đoàn quân dã chiến số 2 và số 6 của Đức, tập đoàn quân số 2 của Hungary sau này có thêm tập đoàn quân số 3 và 4 của Romania, cụm này do Thống chế Fedor von Bock được điều chuyển từ Cụm tập đoàn quân Trung tâm về chỉ huy.
Đến đầu tháng 6 năm 1942 các việc triển khai lực lượng về phía nam của Đức đã cơ bản hoàn thành.
Kế hoạch tấn công miền nam Liên Xô của OKW chứa đựng nhiều yếu tố chủ quan và quân Đức đã hành động trái với nguyên tắc tập trung binh lực của nghệ thuật quân sự: quân Đức thực hành tấn công theo hai hướng tách rời nhau rất xa là điều kiện để bị đối phương bao vây tiêu diệt sau này. Các tướng lĩnh Đức đã cảnh báo Hitler nhưng ý kiến này đã không được Führer chấp nhận.

#### Kế hoạch 1942 của Hồng quân
Đầu tháng 3 sau các thắng lợi tạm thời trong giai đoạn tấn công đầu năm 1942, tại Bộ tổng tư lệnh tối cao Xô viết đã có sự chủ quan và đánh giá thấp, quá đơn giản về quân đội Đức một đối thủ đầy bản lĩnh, kỷ luật, nguy hiểm cho đến ngày cuối cùng và luôn chứa đựng sự bùng phát không thể ngờ. Trong khi Bộ Tổng tham mưu đứng đầu là Tổng tham mưu trưởng Boris Shaposhnikov cùng Phó tổng tư lệnh tối cao Geogri Zhukov có quan điểm thận trọng, đề nghị trong mùa hè 1942 chỉ tấn công tại khúc lồi Rzhev – Viazma còn trên toàn mặt trận sẽ phòng ngự chiến lược để tích luỹ lực lượng dự bị còn đang rất thiếu của quân đội Xô Viết. Nhưng Tổng tư lệnh tối cao Stalin muốn tấn công trên toàn mặt trận để đánh bại quân đội Đức ngay trong năm 1942 và ý kiến cuối cùng của Tổng tư lệnh tối cao đã hình thành kế hoạch chiến lược của Hồng quân trong năm này. Đó là tổng tấn công trên toàn tuyến mặt trận tại Krym, Leningrad, Rzhev, Demiansk, Smolensk, Lgov – Kursk. Đồng thời Bộ tư lệnh tối cao và Bộ Tổng tham mưu đều nhất trí rằng hướng hoạt động chủ đạo của quân Đức trong năm 1942 sẽ vẫn là tại khu vực trung tâm mặt trận trên hướng Moskva. Lãnh đạo quân sự Xô Viết cũng không nhận được tin tức tình báo gì cảnh báo sự tập trung binh lực lớn của Quân đội Đức tại cánh nam chiến trường.
Do đó kế hoạch chiến lược 1942 của Xô Viết được hiện thực hoá bằng hàng loạt các trận tấn công của quân đội Xô Viết cho đến tháng 6 năm 1942 như các chiến dịch Demiansk, chiến dịch Krym-Sevastopol (1941-1942) và chiến dịch Barvenkovo-Lozovaya... Do thiếu sự hiểu biết cần thiết và chủ quan về đối thủ, lại không có lực lượng dự bị cho tham vọng quá lớn, các chiến dịch tấn công đầu hè 1942 của quân đội Xô Viết đều đã thất bại: hoặc thương vong quá lớn mà không đạt được kết quả như tại khúc lồi Rzhev-Viazma và tại Demiansk, hoặc bị quân Đức phản công đánh tan như chiến dịch Krym và Kharkov. Và do dự đoán sai hướng hoạt động của quân địch nên khi quân Đức tấn công quy mô lớn tại cánh nam chiến trường mùa hè 1942 thì tại đó Hồng quân lại không có lực lượng dự bị để đối phó, kết quả là quân Đức tiến công được rất xa chiếm được vùng lãnh thổ rất rộng lớn.

#### Đức tấn công tại cánh nam chiến trường

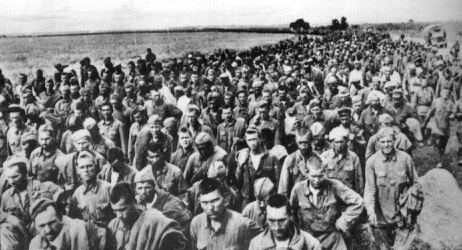
Hồng quân bị bắt tại chiến dịch Kharkov

Xem chi tiết Chiến dịch Barvenkovo-Lozovaya, Chiến dịch Krym-Sevastopol (1941-1942), Chiến dịch Voronezh (1942), Chiến dịch Kavkaz, chiến dịch Blau.
Cuộc tấn công mùa hè của Đức được mào đầu bằng hai chiến thắng lớn trước quân đội Xô Viết Chiến dịch Krym-Sevastopol (1941-1942) và chiến dịch Barvenkovo-Lozovaya.
- Chiến dịch Krym-Sevastopol (1941-1942): ngay từ tháng giêng 1942 Quân đội Xô Viết tại Bán đảo Taman từ phía Kavkaz đổ bộ sang bán đảo Kerch của Krym ba tập đoàn quân và thành lập Phương diện quân Krym, với Tư lệnh Trung tướng Dmitry Kozlov, để giải cứu thành phố Sevastopol đang bị Đức bao vây. Trong 3 tháng, phương diện quân này ba lần tấn công về phía Sevastopol nhưng đều bị chặn lại và phải chuyển sang phòng ngự. Ngày 8 tháng 5, tập đoàn quân 11 Đức tại Krym của Đại tướng Erich von Manstein với lực lượng ít hơn, phát hiện điểm yếu trong phòng ngự của đối phương tại cánh nam giáp biển đã kiên quyết chủ động tấn công và sau 12 ngày đã đánh tan Phương diện quân Krym, buộc Hồng quân phải bỏ Kerch, rút chạy vội vã sang bán đảo Taman. Quân Đức bắt 11 vạn tù binh và toàn bộ vũ khí khí tài của Hồng quân. Trận đánh này đã thể hiện rõ nét tài năng cầm quân của Manstein, một trong những vị chỉ huy giỏi nhất của Đức Quốc xã. Vì thất bại của Phương diện quân Krym, đến 4 tháng 7 năm 1942, Sevastopol đã thất thủ sau gần 1 năm cố thủ.

- Chiến dịch Barvenkovo-Lozovaya: là chiến thắng lớn của tập đoàn quân số 6 của Đại tướng Friedrich Paulus kết hợp cùng tập đoàn quân xe tăng số 1 của Đại tướng Ewald von Kleist chống lại Phương diện quân Tây Nam do Nguyên soái Semyon Timoshenko chỉ huy. Ngày 12 tháng 5 năm 1942, không hề biết gì về lực lượng lớn của Đức tập trung tại cánh nam chiến trường, Hồng quân tổ chức chiến dịch lớn Kharkov, Phương diện quân Tây Nam tấn công hai mũi về hướng thành phố Kharkov. Sau 4 đến 5 ngày tấn công Hồng quân đã tiến sâu được 50 – 60 km tại mũi tấn công chính. Ngày 17 tháng 5 tập đoàn quân số 6 Đức tấn công mãnh liệt vào sườn phải và cánh quân Kleist đánh vào sườn trái mũi tấn công chính của Hồng quân. Ngày 23 tập đoàn quân số 6 và cánh quân Kleist đã gặp nhau tại khu vực bàn đạp Barvenkovo đã bao vây chặt mũi tấn công chính của Hồng quân, đồng thời tập đoàn quân số 6 Đức cũng bao vây được mũi tấn công thứ hai của đối phương. Ngày 29 tháng 5, toàn bộ lực lượng tấn công của Phương diện quân Tây Nam đã bị tiêu diệt gọn với tổn thất khoảng 20 vạn binh sĩ và vũ khí, khí tài.

Các trận Krym và Kharkov là các thắng lợi rất lớn đầu tiên của Đức trong năm 1942 mở đầu cho đợt tấn công mùa hè của quân đội Đức.

##### Chiến dịch Kavkaz
Sau các chiến thắng tại Krym và Kharkov, quân đội Đức tổ chức tổng tấn công quy mô rất lớn tại phía nam chiến trường. Đầu tiên là chiến dịch Voronezh đầu tháng 7 phá tung trận tuyến sông Đông của Hồng quân sau đó Cụm tập đoàn quân B của Đức triển khai tấn công tại trung lưu sông Đông theo hướng đông về phía sông Volga để chiếm Stalingrad và sau đó là trận Stalingrad nổi tiếng.

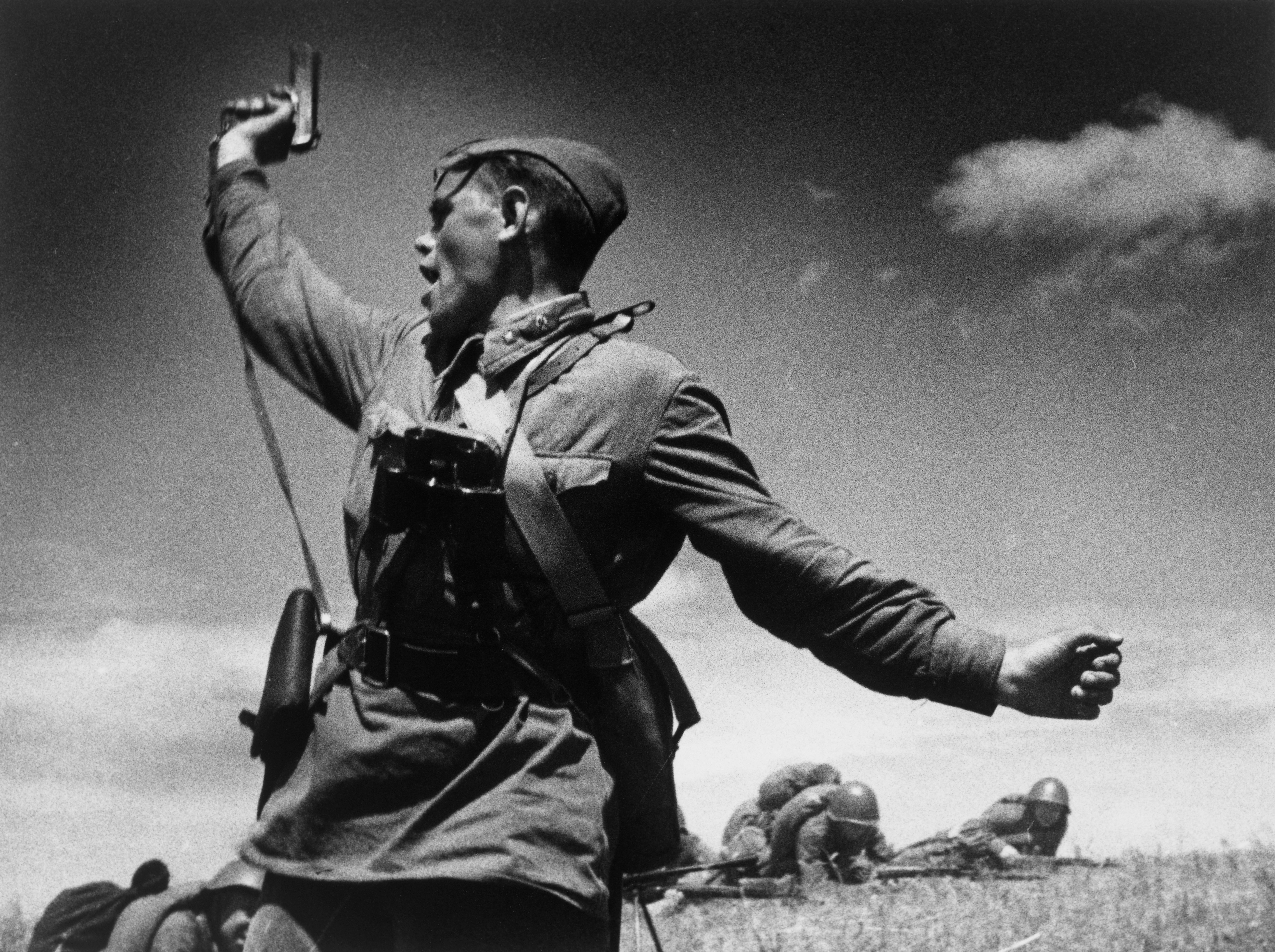
Thiếu tá A. G. Yeryomenko, Chỉ huy Trung đoàn bộ binh 220, Sư đoàn bộ binh 4 dẫn đầu đội hình phản công của Hồng quân tại thành phố Voroshilovgrad ngày 12 tháng 6 năm 1942

Còn Cụm tập đoàn quân A từ 25 tháng 7 lấy bàn đạp là hạ lưu sông Đông từ khu vực Rostov tấn công Phương diện quân Nam Xô Viết theo hướng đông – nam và sau đó theo hướng nam tràn vào Bắc Kavkaz và tiến đến dãy núi Kavkaz theo kế hoạch phải chiếm được các đèo ngang để đột phá tới biển Kaspi chiếm Baku và để đánh thông ra bờ biển đen.
Chiến dịch này mang mật danh của Đức là chiến dịch Edelweiss theo ý đồ của OKW đây phải là hành động quân sự có tầm quan trọng chiến lược số 1 của chiến cuộc mùa hè năm 1942. Nhưng do sự chỉ đạo chiến lược thiếu nhất quán của Hitler và quan trọng hơn cả quân Đức đã đánh giá sai lực lượng của mình và đối phương nên chiến dịch này trong quá trình thực hiện đã không còn được coi là ưu tiên số 1 của Bộ tổng tư lệnh tối cao Đức, lực lượng của nó được đưa sang hướng chiến trường Stalingrad là hướng phụ trợ nay thành hướng chủ lực. Chiến dịch bế tắc trong tấn công vào các mục tiêu chính và cuối cùng trong năm 1943 khi quân đội Xô Viết phản công quân Đức phải rút lui khỏi Kavkaz mà không đe dọa được gì cho nguồn dầu lửa Kavkaz của Liên Xô và các mục tiêu chính trị của chiến dịch cũng không hoàn thành.
Cuộc tấn công ban đầu của Chiến dịch Kavkaz của Đức rất thuận lợi. Tại phía nam chiến trường Xô – Đức hoá ra không hề có lực lượng dự bị nào đáng kể của quân đội Xô Viết, và điều đặc biệt địa hình ở đây là các thảo nguyên rộng lớn rất thưa dân của các tỉnh Stavropol và Krasnodar và Kuban rất thuận lợi cho các tập đoàn quân xe tăng số 1 và số 4 của Đức tấn công cơ động. Vào cuối tháng 7 Hitler ra lệnh điều tập đoàn quân xe tăng số 4 sang cụm B để tăng cường tấn công Stalingrad, tuy mất một nửa số xe tăng nhưng tốc độ tấn công của Đức cũng vẫn rất cao: trong vòng một tháng đến cuối tháng 8 quân Đức chiếm một vùng rất rộng lớn dài rộng hàng 500 – 600 km. Quân đội Xô Viết tại chiến trường này hoàn toàn không có tuyến phòng thủ nào và Hồng quân cũng không định lập tuyến cố thủ đánh nhau với xe tăng Đức trên thảo nguyên: quân Đức như đi vào chỗ không người, Hồng quân chỉ cố gắng dùng các đơn vị kỵ binh cơ động nhẹ tập kích các cơ cấu hậu cần của Đức để cản tốc độ tấn công của quân Đức và cũng không có đơn vị lớn nào của Xô Viết bị tiêu diệt.

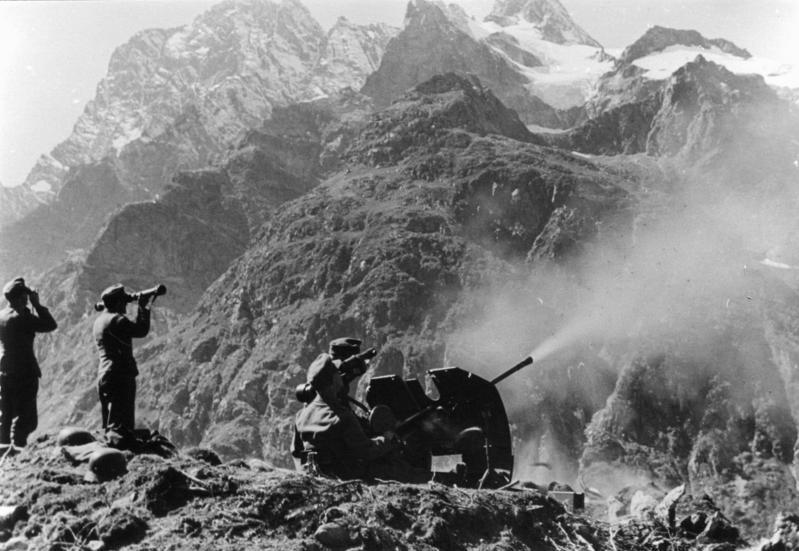
Pháo binh Đức bắn phá các vị trí của quân đội Liên Xô trên dãy Kavkaz

Bộ tổng tư lệnh tối cao Hồng quân đã chọn tuyến cố thủ rất xa về phía nam tại tuyến sông Terech đi qua Chesnia ngày nay, tựa lưng vào dãy núi lớn Kavkaz với các căn cứ điểm tựa chính là Makhachkala, Groznyi và Orzhonikidze. Các đơn vị Xô Viết trật tự kéo về tuyến sông Terech, Hồng quân chốt chặn tất cả các đèo ngang qua dãy núi lớn Kavkaz đón đợi quân Đức. Khi đã chiếm hết vùng thảo nguyên và đồng bằng Bắc Kavkaz, đụng phải tuyến Terech quân Đức đã chững lại và không có cách gì xuyên phá được tuyến phòng thủ của Phương diện quân Ngoại Kavkaz Xô Viết của tư lệnh Đại tướng Ivan Tiulenev. Mọi cố gắng của Đức nhằm xuyên phá tới biển Kaspi hoặc đánh thông ra bờ Biển Đen đều thất bại: ở đây xe tăng - thiết giáp vô dụng vì bị kẹt giữa các ngọn núi, quân số đông cũng không có đủ diện tích để triển khai, trong khi kỹ năng của bộ binh sơn cước người bản địa của Xô Viết vượt xa đối phương. Chiến dịch Kavkaz của Đức đã bế tắc, chiến tuyến bình ổn tại tuyến Novorossisk – đông bắc Tuapse – đèo Marukh – Elbrus – Nalchik – Mozdok...
Tháng 1 năm 1943, khi có nguy cơ bị vây chặt tại Kavkaz, quân Đức tại đây đã bắt đầu rút bỏ hầu hết lãnh thổ Kavkaz rút lui về cố thủ bán đảo Taman lập "phòng tuyến xanh" tại đây. Giữa tháng 9 năm 1943 Hồng quân chọc thủng "phòng tuyến xanh" chiếm Novorossisk, quân Đức rút hết về bán đảo Krym.
Sau này có nhiều ý kiến cho rằng tại Kavkaz quân Đức thất bại vì phải chia bớt lực lượng cho hướng Stalingrad của Cụm tập đoàn quân B. Nhưng trên thực tế xe tăng, thiết giáp Đức và quân số chỉ có ý nghĩa khi tấn công trên đồng bằng bắc Kavkaz. Khi tiếp cận dãy núi Kavkaz, những lực lượng này không còn hiệu quả nữa, quân Đức chỉ có thể tấn công bằng bộ binh leo chậm chạp trên những sườn núi hẹp và dốc. Với lợi thế địa hình, quân phòng thủ Xô Viết rất bình tĩnh, tự tin bẻ gãy mọi nỗ lực đột phá của quân Đức. Về thực chất, đánh chiếm Kavkaz là nhiệm vụ quá cao đối với Bộ tổng tư lệnh tối cao của Hitler, kể cả khi Đức tập trung mọi lực lượng vào đây.
Ngay trước và sau khi Đức tấn công Kavkaz, Stalin để đề phòng sự nổi dậy theo quân Đức tại hậu tuyến Xô Viết của một số tộc người thiểu số chống Xô Viết như người Thổ và người Chechens Kavkaz, người Tartar Krym, nên đã ra lệnh di cư cưỡng bức các tộc người này sang Trung Á, chỉ sau khi Stalin chết họ mới quay về quê hương bản quán. Các vấn đề sắc tộc này luôn gay gắt cho Liên Xô và Nga sau này và cũng là một nguyên nhân gây mâu thuẫn sắc tộc sâu sắc, tạo nên cuộc chiến tranh Nga - Chesnia vào cuối thế kỷ XX.

##### Trận Stalingrad

Sơ đồ phản công Stalingrad

Từ 22 tháng 6 đến 6 tháng 7 năm 1942 quân Đức mở đầu tấn công lớn tại phía nam chiến trường bằng trận Voronezh: tập đoàn quân xe tăng số 4 của Hermann Hoth đánh tan và đẩy lùi lực lượng của Phương diện quân Tây Nam và Phương diện quân Voronezh, chiếm Voronezh. Quân Đức đã đánh thủng được phòng tuyến Sông Đông của quân đội Xô Viết tiến đến bờ sông Đông loại bỏ được mối nguy hiểm bị Hồng quân đánh vào sườn trái từ bàn đạp này.
Bắt đầu từ đầu tháng 7 năm 1942 Cụm tập đoàn quân B với lực lượng chủ lực là tập đoàn quân dã chiến số 6 của tướng Paulus phát triển tấn công ào ạt tại vùng trung lưu Sông Đông về phía đông hàng trăm km hướng đến phía sông Volga. Ngày 17 tháng 7 năm 1942 các đơn vị tiên phong của Tập đoàn quân số 6 Đức đã giao chiến với các đơn vị phòng thủ Stalingrad tại tuyến phòng thủ sông Chir và sông Shimla trận đánh lớn nhất trong lịch sử các cuộc chiến bắt đầu. Ban đầu phía Đức chỉ có 13 sư đoàn với 27 vạn quân, đến đỉnh điểm trận đánh Đức đã huy động vào đây 80 sư đoàn với hơn 1 triệu quân, phía Liên Xô cũng điều quân dự bị đến, chiến trường Stalingrad trở thành trọng tâm của mặt trận: có trên 2,3 triệu quân cả hai bên tham chiến vào lúc cao điểm, quy mô vượt cả trận Moskva.
Lại một lần nữa người Nga kêu gọi "Tổ quốc lâm nguy". Một mặt Bộ tổng chỉ huy Xô Viết liên tiếp ném thêm các đơn vị mới thành lập vào chiến đấu để hãm đà tiến công của địch, mặt khác áp dụng mệnh lệnh "Không lùi một bước". Các công tác Đảng và chính trị được thi hành tại chiến hào để nâng cao tinh thần cho binh sĩ và kỷ luật được siết chặt: bất cứ một chiến sĩ, sĩ quan nào tự ý rút lui mà không có mệnh lệnh hoặc văn bản công vụ đều bị bắt giữ hoặc xử bắn ngay tại trận.
Để ngăn chặn tập đoàn quân số 6 của địch đang tiến đến Stalingrad từ phía tây và tây bắc, phía Xô Viết cho thành lập Phương diện quân Stalingrad từ (28 tháng 9 đổi tên thành Phương diện quân Sông Don) gồm 3 tập đoàn quân 21, 62, 63. Để chống lại tập đoàn quân xe tăng số 4 của Đức tấn công từ phía nam và tây nam Hồng quân cho thành lập Phương diện quân Đông Nam (từ 28 tháng 9 đổi tên thành Phương diện quân Stalingrad) gồm các tập đoàn quân 51, 57, 64. Hai phương diện quân Liên Xô vừa chống đỡ và lùi dần về phía thành phố ngăn không cho quân Đức ào tới bờ sông Volga.
Trong thời gian từ cuối tháng 7 đến cuối tháng 9, chiến sự đặc biệt ác liệt và đẫm máu cả trên mặt đất và trên không: cả hai bên đã chiến đấu hết sức dũng cảm và quên mình. Quân Đức một mặt theo lệnh của Führer phải chiếm bằng được thành phố mang tên Stalin biểu tượng của quân thù, mặt khác họ hiểu được tầm quan trọng phải chiếm thành phố làm chỗ trú chân cho mùa đông đang đến gần. Quân Đức tiến công rất mãnh liệt và dũng cảm. Quân đội Xô Viết cũng tử thủ rất anh hùng và kiên cường vì họ đã được lệnh giữ thành phố bằng mọi giá, bởi mất Stalingrad thì coi như mất toàn bộ miền Nam nước Nga. Cuộc chiến ở đây là đỉnh cao không khoan nhượng, cả hai bên đều không chấp nhận bắt tù binh.

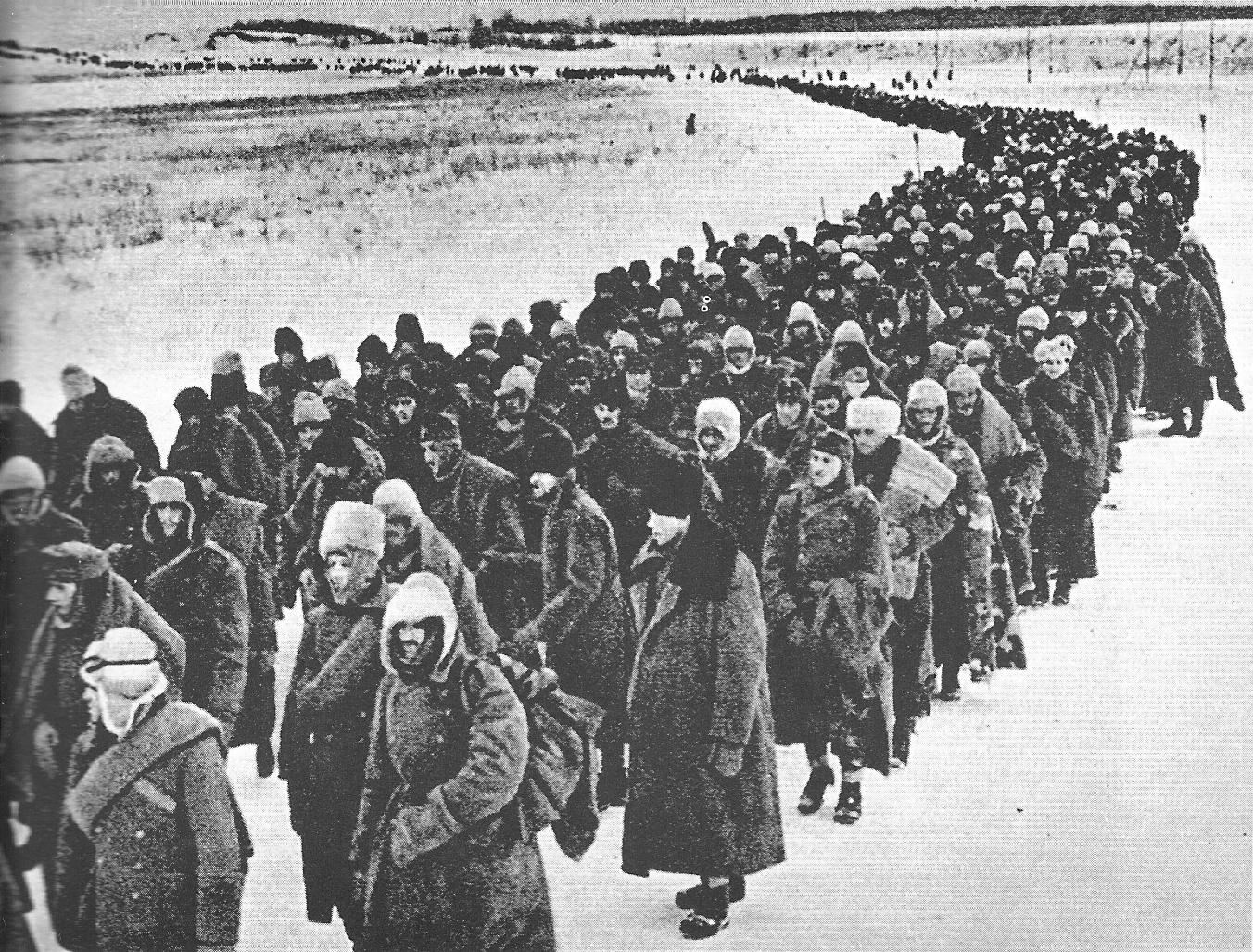
Tù binh Đức và các nước đồng minh phe Trục Quân đội Liên Xô bị bắt trong Trận Stalingrad, 1942

Ngày 23 tháng 8 sau khi tập đoàn quân 6 Đức đột phá được tới bờ sông Volga ở phía bắc thành phố, tình thế của quân phòng thủ tưởng như hết hy vọng. Họ đã bị bao vây tất cả các phía, mà sau lưng là sông lớn Volga nhưng tập đoàn quân 62 và 64 Hồng quân vẫn đứng vững, hơn nữa bắt đầu từ giữa tháng 9 quân Đức đã đi được vào thành phố, quân đội Xô Viết tiếp tục phòng thủ quên mình trong thành phố. Từng ngôi nhà, từng tầng hầm để chiếm được đều phải đánh nhau đẫm máu giành đi giật lại nhiều lần, các bên giành giật từng tấc đất. Đồng thời Liên Xô liên tục tiếp viện cho quân phòng thủ từ phía Volga: các đơn vị liên tiếp được đưa vào chiến đấu, cho dù vượt sông vào thành phố đi liền với thương vong rất lớn. Trong trận đánh phòng thủ Stalingrad, nổi bật nhất là tập đoàn quân 62 – Tư lệnh: Trung tướng Vasily Chuikov của Phương diện quân Stalingrad. Đơn vị này đã đứng vững trong thành phố xen kẽ với quân Đức, bảo vệ từng căn phòng, từng góc phố đã bị hoàn toàn phá huỷ. Ngày 15 tháng 10 quân Đức ngay trong thành phố đột phá tới sông Volga tại phía nam nhà máy Baricada, nhưng cũng chính vào lúc này sức mạnh tiến công của tập đoàn quân 6 đã cạn kiệt. Chiến sự đi vào ổn định - quân Đức đã đi quá xa nguồn tiếp tế của mình và việc đánh nhau trong thành phố đã làm quân Đức đã mất hết lợi thế tấn công cơ động và hoả lực.
Việc đánh chiếm thành phố vẫn tiếp tục cho đến 18 tháng 11 năm 1942 nhưng không thành công. Mùa đông khắc nghiệt của nước Nga đã đến, quân Đức đã bị sa lầy - họ không thể chiếm thành phố mà mùa đông đã tới, với lại họ ở quá xa các lực lượng tiếp ứng của mình. Tình hình quân Đức thực sự đã nguy ngập chí ít thì cũng báo hiệu cái gì đó như mùa đông năm 1941.
Trong khi phía Đức đang sa lầy trong việc chiếm thành phố thì Hồng quân đã tập trung một lực lượng lớn sẵn sàng phản công. Kế hoạch tấn công đã được Bộ tổng tư lệnh quân đội Xô Viết soạn thảo kỹ lưỡng có tính đến những kinh nghiệm xương máu trong hơn một năm thất thế của quân đội Xô Viết. Trong việc soạn thảo kế hoạch này có dấu ấn cá nhân rất lớn của Đại tướng Georgi Zhukov và Thượng tướng Aleksandr Vasilevsky. Và lần này, cũng như mùa đông 1941 trong trận phản công tại Moskva, các lực lượng nòng cốt để phản công lại là các sư đoàn mới tinh, giàu sức sống của các quân khu Siberia và Viễn Đông được điều tới. Ngày 19 tháng 11 năm 1942, quân đội Xô viết tổng phản công bằng hai mũi thọc sâu bằng xe tăng kết hợp cùng bộ binh cơ giới đánh vào hai sườn của tập đoàn quân số 6 của Paulus. Việc lựa chọn điểm đột kích cũng rất hợp lý: đánh vào các vị trí bố phòng của các đơn vị Hungary, Ý và Romania là các đơn vị có sức chiến đấu và tinh thần kém xa so với quân Đức. Chỉ sau 3 đến 4 ngày tiến công, các lực lượng Xô Viết đã gặp nhau tại khu vực Kalach và đã hợp vây hoàn toàn tập đoàn quân này. Có khoảng 330.000 quân Đức của 22 sư đoàn thuộc tập đoàn quân số 6 và một phần tập đoàn quân xe tăng số 4 của Đức đã rơi vào vòng vây siết chặt.

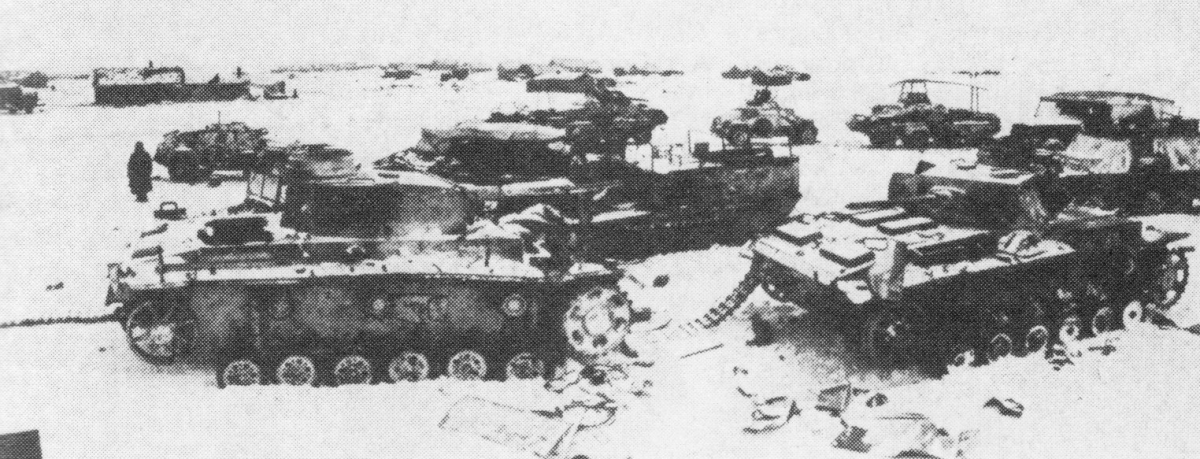
Xác xe tăng Đức bị tiêu diệt trên chiến trường Stalingrad

Đồng thời với vòng vây phía trong, quân đội Xô Viết cũng tiến nhanh về phía tây và tây nam để thành lập luôn vòng vây phía ngoài sẵn sàng đánh quân giải cứu. Adolf Hitler ra lệnh cho tư lệnh Cụm tập đoàn quân Sông Don mới thành lập của Thống chế Erich von Manstein, bằng mọi cách giải vây cho tập đoàn quân số 6. Mọi nỗ lực giải vây của Bộ chỉ huy Đức đều thất bại. Các mũi xe tăng Đức gặp phải vòng vây bên ngoài rất rắn chắc và linh hoạt của đối phương và đã không thể gặp được quân bị vây dù chỉ còn cách 40–45 km, đồng thời Liên Xô phát động các chiến dịch tấn công tại các mặt trận khác để thu hút lực lượng dự bị của Đức. Phía bên trong vòng vây, tập đoàn quân số 6 của quân Đức đã từ chối tối hậu thư đầu hàng, tuy kháng cự dũng cảm nhưng thiếu tiếp tế, bị cô lập, lại bị đối phương chia cắt thành hai phần không liên lạc được với nhau nên sức yếu dần bị tiêu diệt gần hết. Đến 2 tháng 2 năm 1943 bộ phận còn lại đã đầu hàng. Hơn 20 vạn lính Đức tử trận chỉ trong 1 tháng cuối cùng của trận đánh, Thống chế Paulus và gần 10 vạn lính Đức còn lại bị bắt làm tù binh.
Đây đã là bước ngoặt của chiến tranh: khoảng một triệu quân Đức đã bị mất trong một trận đánh tiêu diệt lớn, các bộ phận còn lại của quân Đức vội vã tháo lui khỏi miền Kavkaz để tránh bị bao vây. Không còn ai còn nghi ngờ vào chiến thắng cuối cùng của Liên Xô nữa.
Sau khi bao vây và tiêu diệt được khối quân Đức tại Stalingrad cuộc tấn công của Hồng quân phát triển thành tổng tấn công trên toàn mặt trận Xô – Đức trong các tháng đông – xuân 1942 – 1943. Lại một lần nữa quyền chủ động tấn công chiến lược lại về tay quân đội Xô Viết.

### Năm 1943: Bước ngoặt của chiến tranh
Sau thất bại ở trận Stalingrad và phải rút quân khỏi Chiến dịch Kavkaz, mục tiêu đánh bại Liên Xô của kế hoạch Blau hoàn toàn phá sản. Mặc dù vẫn duy trì ở mặt trận Xô-Đức 204 trong tổng số 298 sư đoàn nhưng chất lượng quân đội Đức Quốc xã không còn như những năm 1941-1942. Thương vong đến hơn 3 triệu quân chỉ trong vòng 1 năm rưỡi đã lấy đi của quân đội này những đơn vị thiện chiến cùng với một số tướng lĩnh dày dạn kinh nghiệm trận mạc như Walther von Reichenau, Carl-Heinrich von Stülpnagel, Eugen Ritter von Schobert, Friedrich Paulus. Chỉ tính riêng từ tháng 1 đến tháng 3 năm 1943, thương vong của phe Đức ở Mặt trận phía đông lên tới 689.260 người, trong khi chỉ bổ sung được 370.700 người. Trước hoàn cảnh đó, quân đội Đức Quốc xã đã phải điều động sang chiến trường Xô- Đức 68 sư đoàn không thuộc thành phần lục quân như không quân dã chiến, quân bảo vệ, quân dự bị và cả quân của các nước đồng minh của Đức như Ý, Tây Ban Nha, Phần Lan, Rumania, Hungary. Trong bản báo cáo ngày 9 tháng 3 năm 1943, Đại tướng Heintz Guderian, Tổng thanh tra các lực lượng xe tăng Đức đã viết: "Tiếc rằng hiện giờ, chúng ta không còn một sư đoàn nào có đầy đủ sức chiến đấu"..
Bước sang năm 1943, tổng động viên được Đức đẩy mạnh, thậm chí cả những người trên 50 tuổi cũng bị gọi vào quân đội. Vào mùa hè năm 1943, quân số quân đội Đức Quốc xã tại mặt trận phía đông đã là 4,8 triệu quân, chiếm 71% tổng quân số của quân đội Đức Quốc xã. Ngoài ra, quân đội các nước chư hầu của nước Đức Quốc xã cũng có 525.000 quân. Tổng số đơn vị phía Đức trên mặt trận Xô - Đức tháng 6 năm 1943 có 232 sư đoàn, trên 54.000 pháo và súng cối, trên 5.800 xe tăng và pháo tấn công, gần 3.000 máy bay và 277 tàu chiến. Mặc dù đã rút nhiều binh đoàn lớn từ Tây Âu, Đông Âu và ngay trong nước Đức để điều sang mặt trận phía đông nhưng quân đội Đức Quốc xã vẫn không thể nào đạt đến quân số như mùa thu năm 1942 trước thời điểm diễn ra trận Stalingrad.
Đến thời điểm này, so sánh lực lượng đã nghiêng về phía Hồng Quân cả về số lượng lẫn chất lượng:
- Quân số Hồng Quân không ngừng được tăng cường. Nhờ dân số đông, lãnh thổ lớn, Liên Xô không gặp khó khăn trong việc huy động thanh niên trong độ tuổi nghĩa vụ quân sự. Trong khi đó để duy trì quân số hàng triệu người cho cuộc chiến có tốc độ sát thương quá cao, Đức Quốc xã trong những năm cuối chiến tranh đã phải mở rộng độ tuổi nghĩa vụ quân sự đến 45 tuổi. Và vào cuối chiến tranh, Đức đã không còn đủ nhân lực phải huy động cả thiếu niên đi chiến đấu. Điều này làm cho không những số lượng mà chất lượng binh sĩ của quân Đức trong những năm cuối chiến tranh giảm sút rất trầm trọng.

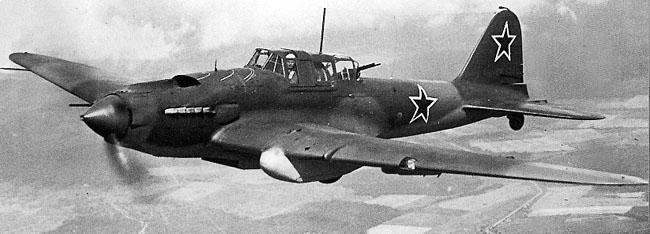
Máy bay cường kích Il-2 của Liên Xô - sát thủ của các đoàn xe tăng Đức

- Nền công nghiệp chiến tranh của Xô Viết từ giữa năm 1942 đã ổn định và phát triển rất nhanh và mạnh tại miền đất nước bên kia dãy Ural. Năm 1943, sản lượng vũ khí của Liên Xô đã ngang bằng với Đức và vẫn tiếp tục tăng tốc mạnh mẽ cho tới hết chiến tranh, đã cung cấp cho quân đội số lượng vũ khí ngày càng nhiều với số lượng vượt xa mức vũ trang của quân Đức. Nhiều loại vũ khí mới của Liên Xô so với Đức cũng vượt trội về tính năng chiến đấu như các loại xe tăng hạng trung, hạng nặng T-34, KV (Kirovets), IS-2 (Iosif Stalin), các loại máy bay tiêm kích, cường kích như Yak, La, Il, và các loại pháo binh... Khi đã có số lượng lớn vũ khí để đáp ứng các nhu cầu tác chiến hiện đại quân đội Xô Viết cũng tổ chức thành các tập đoàn quân không quân, tập đoàn quân xe tăng và cơ giới lớn và các tập đoàn quân binh chủng hợp thành.
- Trình độ tác chiến của sĩ quan, binh lính của Xô Viết đã trưởng thành trên cơ sở kinh nghiệm xương máu của những thất bại và thành công, kết hợp cùng với các tinh hoa quân sự học được của đối phương. Các sĩ quan, tướng lĩnh Hồng quân đã nắm vững các vấn đề cơ bản của chiến tranh hiện đại như chiến dịch không quân tranh đoạt và duy trì quyền làm chủ trên không; tác chiến phối hợp quân, binh chủng không quân – pháo binh – bộ binh – thiết giáp; chiến dịch tấn công chiều sâu; chiến dịch phòng ngự chiều sâu; hậu cần trong các chiến dịch tấn công và phòng ngự...
- Binh lính Hồng quân đã từng trải qua các giai đoạn khó khăn nhất của thất bại nay chiến đấu ở thế mạnh lại càng tự tin tinh thần chiến đấu, kỷ luật rất cao.

Từ năm 1943 và về sau quân đội Xô Viết đã khác xa về chất so với những năm đầu chiến tranh: Hồng quân có số lượng đông đảo, trang bị hiện đại, trình độ tổ chức hoàn hảo, kỷ luật và tinh thần chiến đấu rất cao. Những thay đổi về chất này đã đảm bảo bước ngoặt cho chiến tranh giành quyền làm chủ chiến trường về phía Hồng quân. Từ năm 1943 đến cuối chiến tranh, quân đội Xô Viết luôn chiến đấu trong thế mạnh áp đảo đối với quân Đức và tiến tới thắng lợi cuối cùng.

#### Trận Kursk

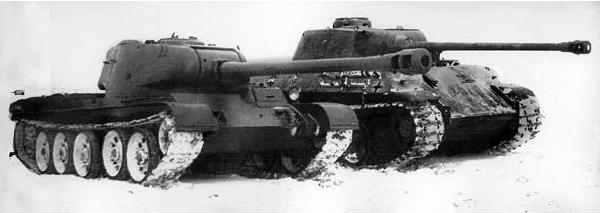
Xe tăng T-44 (Liên Xô) và xe tăng Panther (Con Báo) của Đức, những đối thủ xứng tầm trong Chiến tranh Xô- Đức

Sau trận Stalingrad và đợt tổng tấn công đông-xuân năm 1942 – 1943 của Xô Viết. Bộ chỉ huy tối cao Đức quyết định mùa hè năm 1943 sẽ tổ chức trận đánh tiêu diệt khối chủ lực lớn của Hồng quân để xoay chuyển tình thế giành lại thế chủ động tấn công chiến lược từ tay quân đội Xô Viết, chiến dịch được mang mật danh "Citadel" (Pháo đài). Phía Đức hi vọng chiến dịch sẽ thắng lợi nhờ vào thời tiết mùa hè và các loại vũ khí tiên tiến lần đầu tiên ra trận: xe tăng "Con Báo", "Con Cọp" và pháo tự hành diệt tăng "Ferdinand" (Con Voi) với hỏa lực và vỏ giáp vượt trội hơn hẳn các loại xe đời cũ. Điểm quyết chiến là khu vực trung tâm mặt trận tại vòng cung Kursk vì ở đây hình dạng chiến tuyến mặt trận rất thuận lợi cho một chiến dịch tấn công bao vây: phòng tuyến của quân đội Xô Viết tạo thành một vòng cung lồi ăn sâu về phía quân Đức: có đáy vòng cung là đường nối 3 thành phố Oryol – Kursk – Belgorod. Thành phố Oryol ở phía bắc và Belgorod ở phía nam vòng cung và nằm trong tay quân Đức, còn Kursk là thành phố trung tâm nằm trong lòng hậu phương quân phòng thủ Xô Viết. Quân Đức dự định bằng hai mũi tiến công từ Belgorod và Oryol đánh thẳng đến Kursk cắt khúc lồi vòng cung Kursk, bao vây và tiêu diệt số quân Xô Viết bố trí tại đây.
- Cánh quân phía bắc là của Cụm tập đoàn quân Trung tâm do Thống chế Günther von Kluge chỉ huy theo kế hoạch sẽ từ Oryol đánh thẳng xuống phía nam theo phương Oryol – Kursk, chiều sâu đột phá khoảng 100 km.
- Cánh nam từ Belgorod là lực lượng của Cụm tập đoàn quân Nam do Thống chế Erich von Manstein sẽ đánh lên phía bắc theo phương Belgorod – Kursk chiều sâu đột phá khoảng gần 200 km.

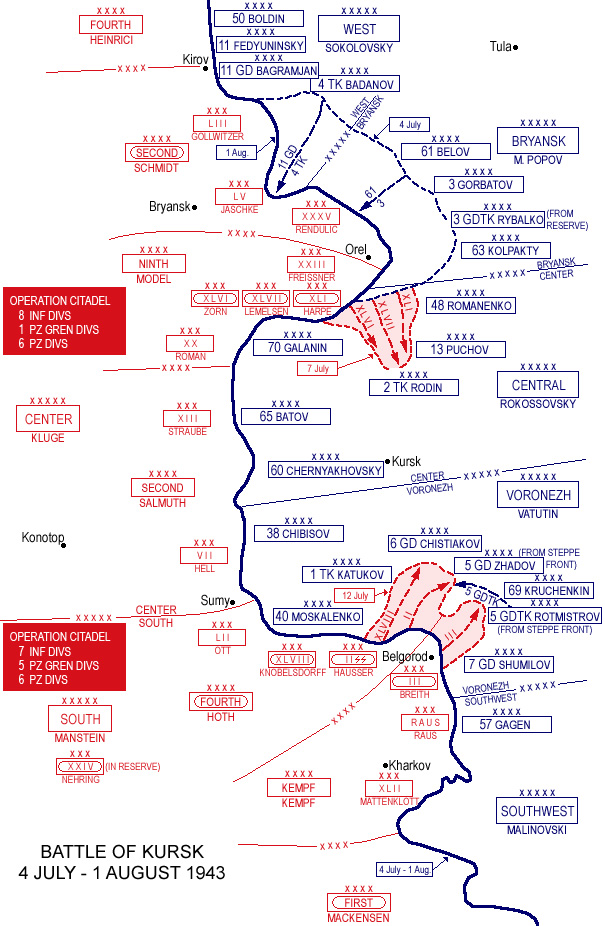
Bản đồ diễn biến chiến sự trận Kursk từ 4 tháng 7 đến 1 tháng 8 năm 1943

Các lực lượng quân Đức tại toàn mặt trận là 50 sư đoàn trong đó có 15 sư đoàn xe tăng, tổng cộng khoảng 95 vạn quân, 2.700 xe tăng, 10.000 pháo và súng cối, 2.050 máy bay. Đây là các đơn vị xung kích mạnh nhất của Đức lúc đó tập trung lại. Cánh nam mạnh hơn là mũi tấn công chính có 9 sư đoàn xe tăng thiện chiến và sung sức nhất của Đức trong đó có 3 sư đoàn xe tăng SS – "Đầu lâu chết", "Adolf Hitler" và "Đế chế". Do các khúc mắc trong khâu chuẩn bị nên kế hoạch tiến công đã bị lùi lại khoảng 2 tháng và yếu tố bất ngờ đã không còn. Tình báo Xô Viết đã biết trước về ý định và thời điểm tiến công và quân đội Xô Viết đã tích cực phòng bị.
- Phía quân đội Xô Viết đối mặt với khối quân cánh bắc của Đức là Phương diện quân Trung tâm – tư lệnh: Đại tướng Konstantin Rokossovsky, đại diện đại bản doanh: Nguyên soái Georgi Zhukov).
- Đối mặt với cánh nam của Đức là Phương diện quân Voronezh – tư lệnh: Đại tướng Nikolai Vatutin, đại diện đại bản doanh: Nguyên soái Aleksandr Vasilevsky.
- trong hậu tuyến phòng ngự có Phương diện quân Thảo nguyên của tư lệnh: Thượng tướng Ivan Konev làm dự bị chiến dịch và để phản công sau này.

Số lượng quân đội Xô Viết phòng ngự tại khu vực vòng cung Kursk lên đến khoảng 1,2 triệu binh sĩ, 20.000 pháo và cối, 3.600 xe tăng và pháo tự hành, 2.370 máy bay. Ngoài ra còn có 700.000 binh sĩ và 2.000 xe tăng làm lực lượng dự bị. Các lực lượng bộ binh, pháo binh và không quân về phía Liên Xô đều vượt trội hơn về số lượng so với phía Đức, tuy nhiên về xe tăng thì quân Đức có nhiều xe tăng hạng nặng hơn.
Quân đội Xô Viết chủ trương chủ động chuyển sang phòng ngự dựa vào trận tuyến phòng thủ chống tăng có chiều sâu nhiều tầng nhiều lớp bẻ gãy và tiêu hao mũi nhọn xe tăng thiết giáp của đối phương sau đó chuyển sang phản công. Để chống lại lực lượng tiến công của Đức phía Liên Xô đã biến vòng cung Kursk thành một trận địa phòng ngự chống tăng vô cùng kiên cố có nhiều tầng lớp có chiều sâu hơn 100 km dày đặc các vật cản, mìn chống tăng, hàng rào, mìn chống bộ binh và hệ thống liên hoàn các vị trí pháo chống tăng, bộ binh phòng ngự bố trí theo chiều sâu với nhiều tuyến chiến hào. Ngay phía sau là các tập đoàn quân xe tăng và bộ binh cơ giới làm nhiệm vụ dự bị sẵn sàng cơ động trám lỗ bị quân địch chọc thủng.
Ngày 5 tháng 7 năm 1943, trận đánh bắt đầu: Ngay khi quân Đức còn đang chuẩn bị tấn công, Hồng quân dùng pháo binh cấp tập phủ đầu vào các vị trí bàn đạp tấn công của Đức. Đòn pháo binh phản chuẩn bị này đã rất hiệu quả: quân Đức đã chịu tổn thất rất lớn và phải hoãn tiến công lại nhiều giờ và khi tiến công không còn độ sắc bén vốn có nữa.

Bộ binh cơ giới SS của Đức cùng Xe tăng Tiger tiến về Kursk. Xe tăng Tiger nặng 56 tấn với pháo 88mm có ưu thế hơn xe tăng hạng trung T-34 chỉ nặng 30 tấn và có pháo 76,2mm.

Cuộc tiến công của Đức sau đó đã diễn ra rất vất vả không còn sắc nhọn xuyên phá như vốn có của quân đội Đức trước đây nữa. Trong 1 tuần ở cánh bắc của thống chế Kluge chỉ thâm nhập được vào trận địa địch 15–20 km và có chỗ còn bị đối phương phản công đánh bật trở lại. Tại cánh nam quân Đức sắc bén hơn nhưng cũng không tạo nên được đột phá. Sau 1 tuần cũng chỉ tiến sâu được 40–50 km. Cuộc chiến diễn ra rất căng thẳng trên mặt đất và trên không.
Ngày 11 tháng 7, hai phương diện quân Tây và Bryansk của Liên Xô bắt đầu phản công. Đây là các lực lượng phía bắc tiếp giáp với vòng cung Kursk đe doạ đánh vào sườn trái cánh quân Kluge, cánh Bắc của Thống chế Kluge đã ngừng tấn công và chuyển sang phòng ngự. Để tạo đột phá cho chiến dịch và giải gánh nặng cho cánh bắc của Thống chế Kluge, ngày 12 tháng 7, quân Đức tung toàn lực xe tăng thiết giáp còn lại vào trận tại cánh nam của Thống chế Manstein. Xe tăng Đức đã chọc thủng được phòng thủ của phương diện quân của Vatutin và tiến lên phía bắc hướng đến Kursk. Đứng trước tình hình quân Đức chọc thủng phòng tuyến, cùng ngày Bộ chỉ huy Xô Viết quyết định tung quân dự bị là Tập đoàn quân xe tăng số 5 do Trung tướng Pavel Rotmistrov là Tư lệnh và Tập đoàn quân cận vệ số 5 do Trung tướng Aleksey Zhadov làm Tư lệnh, đều thuộc Phương diện quân Thảo nguyên, vào chiến đấu để vô hiệu hoá mũi xe tăng đang định thọc sâu của quân Đức.
Các đơn vị xe tăng hai bên lăn xả vào nhau tại làng Trận Prokhorovka, trở thành trận đấu xe tăng lớn nhất trong lịch sử chiến tranh của nhân loại, trận đấu tăng này có khoảng 1.200 xe tăng và pháo tự hành diệt tăng của hai phía tham gia đánh nhau hỗn loạn. Đến cuối ngày phía Đức thiệt hại hơn 300 xe tăng và phía Liên Xô khoảng 500 xe nhưng quân Đức đã kiệt sức không còn lực lượng dự bị để có thể phát triển tiến công được nữa. Hơn nữa vào lúc này quân Đồng minh Anh – Mỹ đã đổ bộ vào Ý, Hitler buộc phải rút bớt các lực lượng xe tăng sang mặt trận Ý và ra lệnh chấm dứt tấn công tại vòng cung Kursk.
Đến lúc này trận Kursk tuy chưa chấm dứt nhưng phía Đức về cơ bản đã thất bại phải lui về phòng thủ từ bỏ tham vọng giành quyền chủ động tiến công và bao vây tiêu diệt cụm quân Kursk của đối phương. Đến đây bắt đầu giai đoạn phản công của quân đội Xô Viết.
Liên tiếp trong hơn 1 tháng tiếp theo quân đội Đức phải giật gấu vá vai các lực lượng vất vả chống đỡ trước sức tiến công của Hồng quân. Tuy đã bỏ tiến công chuyển sang phòng ngự nhưng quân Đức cũng không đủ lực lượng để chống lại các phương diện quân Xô Viết phản công theo một kế hoạch đã được định trước. Đó là các chiến dịch tấn công mang tên Kutuzov và Rumyantsev với sức mạnh áp đảo đối phương. Lần lượt Belgorod (5 tháng 8), Oryol (5 tháng 8) và cuối cùng 23 tháng 8, quân đội Xô Viết chiếm Kharkov, thành phố lớn thứ 2, cố đô của Ukraina thì chiến dịch tiến công của họ mới dừng lại. Chấm dứt giai đoạn phản công và cả trận chiến vòng cung Kursk.
Từ nay trở đi quyền chủ động chiến lược đã nằm chắc trong tay quân đội Xô Viết, cho đến cuối chiến tranh chỉ có phía Xô Viết tấn công chiến lược còn Đức Quốc xã bị động chống đỡ cho tới ngày bị đánh bại hoàn toàn.

#### Trận đánh sông Dnepr
Xem chi tiết: Trận đánh sông Dnepr, chiến tranh đường ray
Cuối tháng 8 năm 1943, ngay sau trận Kursk, Hồng quân triển khai chiến dịch tấn công chiến lược tại cánh nam chiến trường Xô – Đức nhằm giải phóng Ukraina đó là trận đánh sông Dnepr.

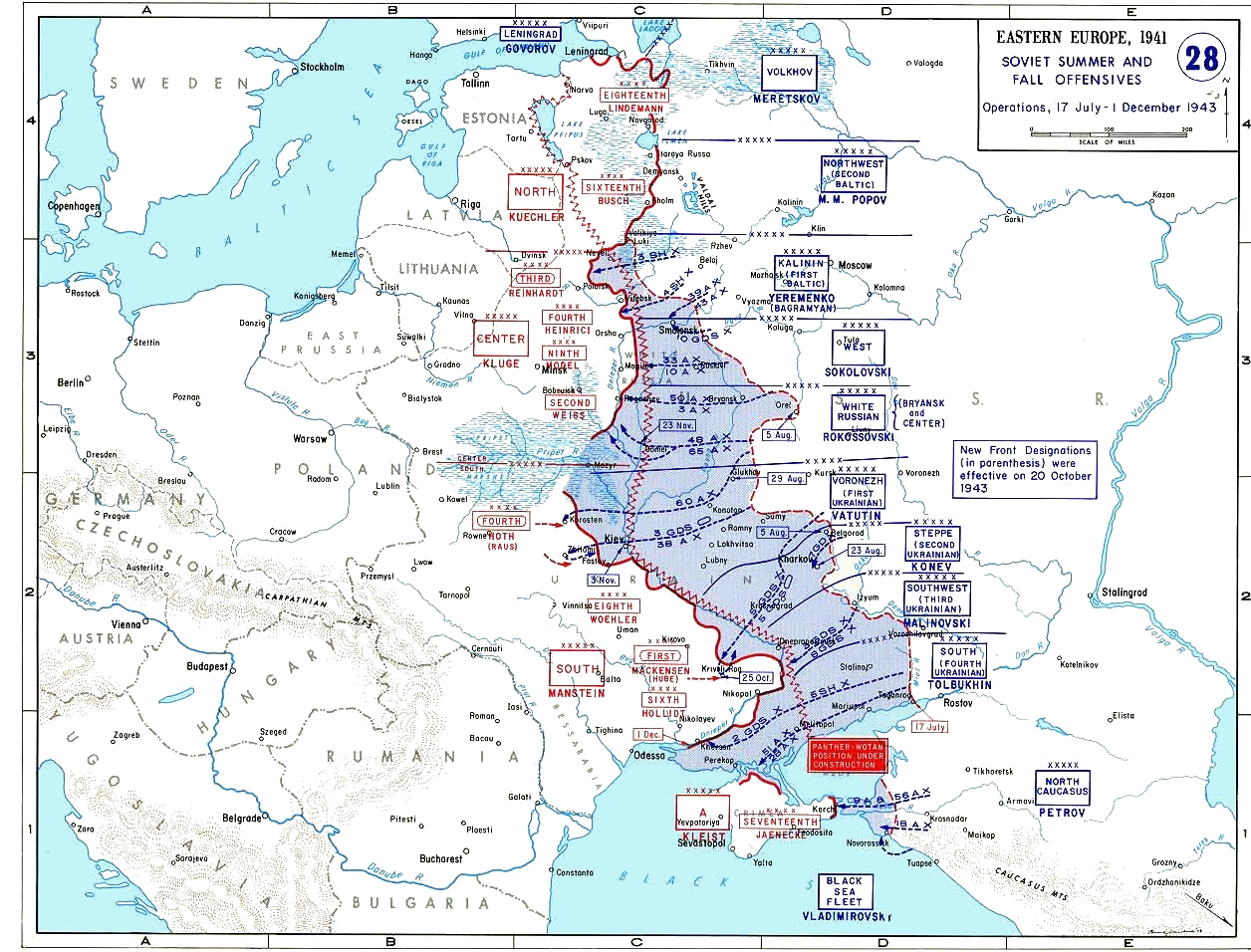
Trận sông Dnepr tháng 8 – tháng 12 năm 1943

Về phía Đức, sau thất bại tại Kursk quân đội Đức suy yếu toàn diện, để tránh cho khối liên minh phát xít khỏi tan rã, Hitler ra lệnh bằng mọi giá giữ vững những vùng đất còn lại, trong đó Ukraina là ưu tiên số một. Tại đây quân Đức củng cố tuyến phòng thủ được gọi là "bức tường phía đông" dựa vào đoạn trung lưu và hạ lưu sông Dnepr. Tuyến phòng thủ Dnepr của quân Đức có chiều dài trên 1.400 km từ Navlia ở phía bắc đến Taganrog ở phía nam. Bảo vệ "bức tường phía đông" là lực lượng Đức gồm tập đoàn quân số 2 thuộc Cụm tập đoàn quân Trung tâm của thống chế Kluge; và các tập đoàn quân xe tăng số 1, số 4, các tập đoàn quân bộ binh số 6 và số 8 của Cụm tập đoàn quân Nam của thống chế Manstein. Tổng cộng quân Đức trong trận sông Dnepr có 62 sư đoàn trong đó 14 sư đoàn xe tăng và cơ giới: khoảng hơn 1,2 triệu quân, 13.000 pháo và súng cối, 2.100 xe tăng và pháo tự hành, 2.100 máy bay.
Để chọc thủng tuyến phòng thủ sông Dnepr của Đức, phía Liên Xô huy động lực lượng tới 2,6 triệu quân, hơn 51.200 pháo và súng cối, 2.500 xe tăng và gần 3.000 máy bay của 5 phương diện quân:
- Phương diện quân Trung tâm của Đại tướng Konstantin Rokossovsky tấn công theo hướng Chernigov – Gomel – Narovlia.
- Phương diện quân Voronezh của Đại tướng Nikolai Vatutin tấn công theo hướng Kiev.
- Phương diện quân Thảo nguyên của Đại tướng Ivan Koniev tấn công theo hướng Poltava – Kremenchug
- Phương diện quân tây nam của Đại tướng Rodion Malinovsky theo hướng Dnepropetrovsk.
- Phương diện quân Nam của Thượng tướng Fyodor Tolbukhin theo hướng Melitopol – Krym.

Với ưu thế áp đảo về mọi mặt, cuối tháng 8 năm 1943, cả năm phương diện quân Xô Viết tấn công đồng loạt trên diện rộng từ Navlia đến Taganrog trên một mặt trận dài 1.400 km. Tuy quân Đức chống cự rất ác liệt nhưng không đủ lực lượng để có thể cản nổi cuộc tấn công. Bộ tổng chỉ huy Đức ngày 15 tháng 9 năm 1943 phải ra lệnh rút toàn bộ lực lượng sang bờ phải sông Dnepr dựa vào "bức tường phía đông" để cố giữ phần đất Ukraina bên bờ phải con sông cùng phần đất sát Biển Đen và bán đảo Krym, lấy con sông lớn Dnepr làm tuyến phòng thủ.
Trận đánh sông Dnepr bước vào giai đoạn ác liệt nhất. Để không cho đối phương có thời gian kịp củng cố, Hồng quân ào ạt vượt sông trong hành tiến trên toàn mặt trận dài hơn 700 km: các đơn vị phát huy tất cả các phương tiện vượt sông có thể. Đến cuối tháng 9 Hồng quân đã chiếm hàng chục điểm bàn đạp trên bờ phải sông Dnepr. Trong tháng 9, tháng 10 năm 1943 là các trận đánh đẫm máu nhằm thủ tiêu và mở rộng bàn đạp trên sông Dnepr: quân Đức tập trung mọi lực lượng cố gắng đẩy quân đội Xô Viết xuống sông. Các trận đánh giành giật các bàn đạp rất ác liệt, phía Hồng quân tuy với thương vong rất nặng nề vẫn giữ và bành trướng được bàn đạp bên phía bờ phải con sông.
Đến đầu tháng 11, khi đã tích luỹ đủ lực lượng trên các bàn đạp tấn công bên bờ phải, phương diện quân Ukraina 1 (trước đây là phương diện quân Voronezh) của đại tướng Vatutin bắt đầu tấn công đánh chiếm Kiev, thủ đô Ukraina (xem chiến dịch tấn công Kiev, 1943). Ngày 6 tháng 11 năm 1943, Hồng quân chiếm Kiev và phát triển tấn công về phía Zhitomir. Nhưng ngay sau đó, từ 8 tháng 11 và đến tận cuối tháng 12 năm 1943, quân Đức tăng cường các đơn vị xe tăng từ các mặt trận khác cho tập đoàn quân xe tăng số 4 và phản công mạnh mẽ vào sườn phía nam của phương diện quân Vatutin và định tấn công chiếm lại Kiev. Phương diện quân Vatutin phải chuyển sang phòng ngự và lui về phòng thủ Kiev, phía Liên Xô tăng cường quân dự bị và cuối cùng đã chặn đứng cuộc phản công của tập đoàn quân xe tăng số 4 của Đức.
Đến cuối tháng 12 năm 1943, trận đánh sông Dnepr đã kết thúc. Hồng quân đã giải phóng hoàn toàn lãnh thổ phía bờ trái, đã đứng vững chân chiếm một vùng rộng vài trăm km, sâu hơn 100 km bên bờ phải sông Dnepr trong đó có Kiev thủ đô Ukraina, đã cắt rời và cô lập lực lượng Đức tại Krym. Đây là lần đầu tiên một chiến dịch tổng tấn công chiến lược rất lớn vào mùa hè của Xô Viết đã thắng lợi. Với thắng lợi của trận sông Dnepr thì việc quân Đức mất toàn bộ Ukraina và Krym vào tay Xô Viết chỉ còn là vấn đề thời gian ngắn.

### Năm 1944: mặt trận phía đông của Đức sụp đổ
Cho đến đầu tháng 1 năm 1944, quân Đức vẫn còn chiếm đóng các vùng lãnh thổ Liên Xô là ba nước cộng hoà Baltic, phần lớn lãnh thổ Belarus, Ukraina, Moldova, Krym, Karelia, và các tỉnh Kalinin, Leningrad. Quân số của phía Đức trên chiến trường phía đông còn khoảng hơn 5 triệu quân gồm 198 sư đoàn Đức và các lực lượng của đồng minh Ý, Hungary, Romania, Phần Lan, trang bị gần 55.000 đại bác và súng cối, 5.400 xe tăng và pháo tự hành, hơn 3.000 máy bay. Mặc dù đây vẫn là một lực lượng rất hùng hậu nhưng so sánh lực lượng trên chiến trường đã xấu đi nghiêm trọng cho phía Đức. Các thất bại của Đức trên chiến trường làm trầm trọng thêm tình hình chính trị tại bản thân nước Đức Quốc xã cũng như tại các nước đồng minh của Đức. Mặc dù với những nỗ lực rất to lớn, sản xuất quốc phòng của Đức tiếp tục tăng trưởng cho đến tận tháng 7 năm 1944, nhưng toàn bộ nền kinh tế đã sa vào những khó khăn không thể giải quyết nổi. Đặc biệt Đức gặp khó khăn rất lớn với vấn đề nhân lực: chỉ riêng trong thời gian từ tháng 6 năm 1943 đến tháng 1 năm 1944, phía Đức đã mất hơn 1,2 triệu binh lính và sĩ quan có kinh nghiệm chiến đấu, đến đầu tháng 1 năm 1944, tổng động viên của Đức chỉ thay thế được cho dưới 3/4 con số này nhưng với chất lượng chiến đấu kém xa.
Phía quân đội Xô Viết, cho đến tháng 1 năm 1944, có quân số lên tới 6.425.000 người, 83.600 đại bác và súng cối, 10.200 máy bay chiến đấu, 5.300 xe tăng và pháo tự hành. Chưa kể đến các đơn vị Ba Lan, Tiệp Khắc, Rumani, Nam Tư, Pháp có khoảng 100.000 người tham gia chiến đấu trên lãnh thổ Liên Xô. Ưu thế của Hồng quân càng ngày càng áp đảo và Liên Xô hoàn toàn có thể một mình đánh thắng được liên minh phát xít của Đức Quốc xã trên chiến trường châu Âu.

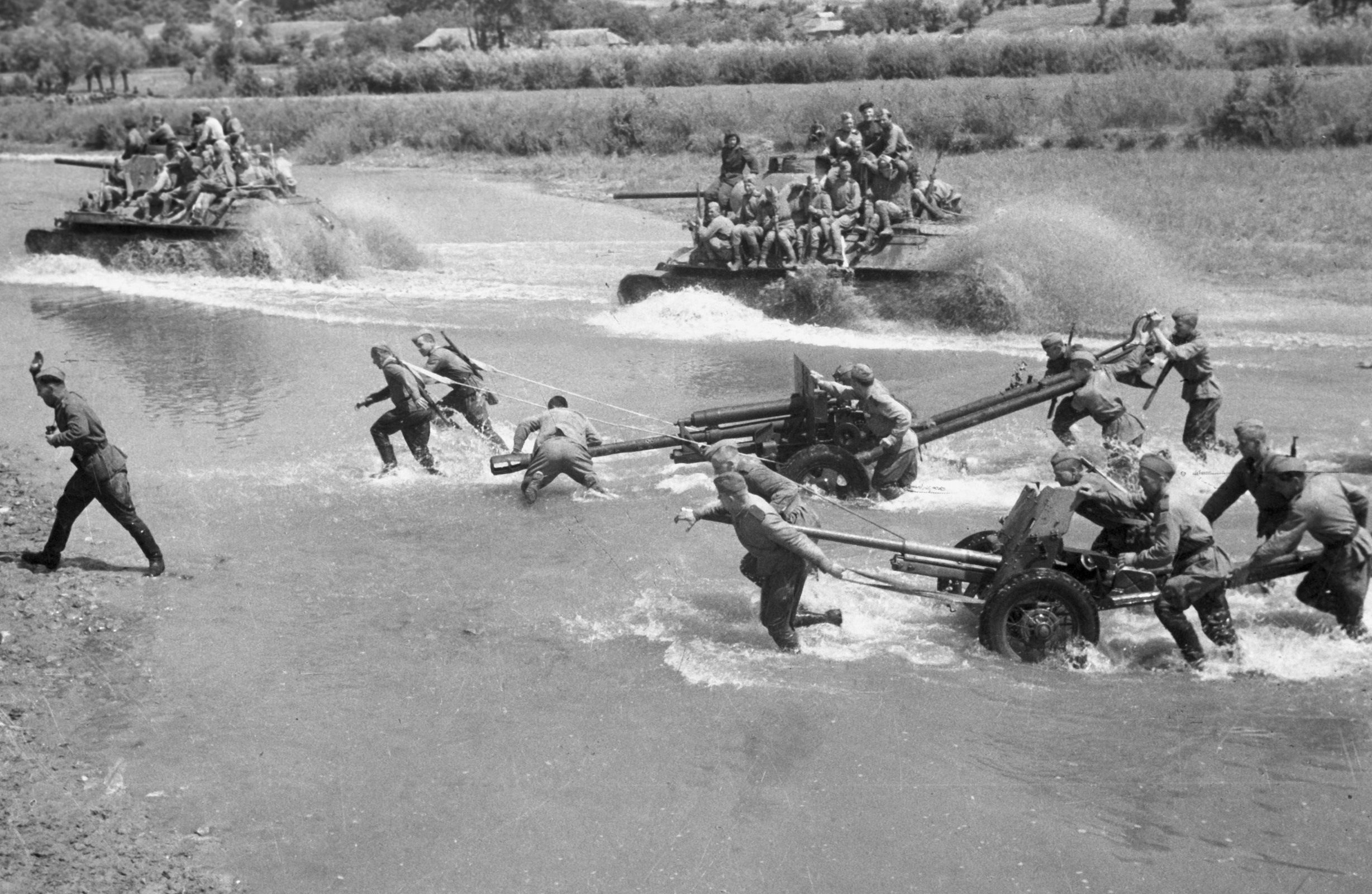
Phương diện quân Ukraina 1 vượt sông Dniepr

Từ tháng 12 năm 1943 đến tháng 6 năm 1944, chiến trường chính vẫn là cánh Nam mặt trận. Nối tiếp trận đánh sông Dnepr, quân đội Xô Viết phát động một loạt chiến dịch tấn công bên bờ phải sông Dnepr đó là các chiến dịch Zhitomir-Berdichev, chiến dịch Kirovograd, Korsun-shevchenkovsky, Rovno-Lutsk, Nikopolsko-Krivoi rog, Proskurov-Chernovsi, Uman-Botoshani, Bereznegovatoe-Snigirevka, Polesie và chiến dịch tấn công Odessa. Các chiến dịch tấn công này diễn ra trên mặt trận rộng 1.300 đến 1.400 km và đều thắng lợi ở các mức độ khác nhau, đã đánh tan các lực lượng đối kháng của Đức và đồng minh tại cánh Nam chiến trường. Tiềm lực quân sự của nước Đức Quốc xã đã bị tiêu hao rất lớn trong các chiến dịch này, không chỉ ở số lượng tài sản quân sự bị phá hủy mà một loạt các nhà máy công nghiệp ở Ukraina còn lại trong tay quân Đức cũng bị Quân đội Liên Xô chiếm lại, đặc biệt là khu công nghiệp Krivoy Rog - Nikolayev. Hồng quân đã giải phóng hầu hết Ukraina, đã đến được chân dãy núi Karpat và thâm nhập vào România, đe dọa đánh chiếm nguồn cung ứng dầu mỏ cực kỳ quan trọng của Đức Quốc xã tại România.
Tại các khu vực khác của chiến trường Xô – Đức chiến dịch Leningrad-Novgorod đã giải phóng hoàn toàn tỉnh Leningrad và một phần tỉnh Kalinin, trong mùa xuân năm 1944, toàn bộ bán đảo Krym đã về tay quân đội Xô Viết.
Tính chung từ ngày 1 tháng 6 năm 1943 đến ngày 1 tháng 6 năm 1944, tổn thất của lực lượng vũ trang của Đức ở mặt trận Liên Xô lên tới 3.705.500 quân Đến giữa năm 1944, tổng quân số chính quy của Đức ở mặt trận Liên Xô đã sụt xuống dưới mức 4 triệu. Chất lượng của quân Đức cũng sụt giảm nghiêm trọng: số binh lính và sỹ quan có nhiều kinh nghiệm chiến đấu đã tổn thất gần hết, quân Đức lúc này chủ yếu là tân binh chưa có nhiều kinh nghiệm chiến đấu.
Ngày 6 tháng 6 năm 1944, liên quân đồng minh chống phát xít Hoa Kỳ – Anh – Pháp tự do – Canada đã tiến hành chiến dịch đổ bộ lớn nhất trong lịch sử nhân loại vào Normandie miền Bắc nước Pháp để mở mặt trận thứ hai. Tình hình của nước Đức Quốc xã đã xấu lại càng xấu hơn: từ nay quân đội Đức bị kẹp giữa hai mặt trận, không còn có thể tự do điều lực lượng dự bị từ phía tây sang phía đông như trong các năm trước đây nữa và quân số Đức không thể đủ để căng ra trên hai mặt trận. Nước Đức đứng trước triển vọng bại trận mau chóng.

#### Chiến dịch Bagration
Ngày 22 tháng 6 năm 1944, Hồng quân Liên Xô mở đầu đợt tấn công mùa hè bằng chiến dịch Bagration đây là chiến dịch đã giải phóng hoàn toàn Belarus, một phần lớn đất đai ba nước cộng hoà Baltic, đông bắc Ba Lan và tiến đến tận Đông Phổ. Chiến dịch này được coi là chiến thắng lớn nhất của Hồng quân trong chiến tranh đã tiêu diệt gần hết khối quân mạnh nhất của Đức là Cụm tập đoàn quân Trung tâm.
Cụm tập đoàn quân Trung tâm dưới quyền Thống chế Ernst Busch từ 28 tháng 6, 1944 là Thống chế Walter Model gồm tập đoàn quân xe tăng số 3, các tập đoàn quân dã chiến số 2, số 4 và số 9, tổng cộng 34 sư đoàn, gồm hơn 1 triệu quân (tính cả tăng viện), tuy rất mạnh và phòng thủ trên khu vực phòng ngự kiên cố được chuẩn bị từ lâu năm với các lợi thế phòng thủ đáng kể, nhưng từ khi Cụm tập đoàn quân Nam thua trận lùi sâu về phía tây sau các chiến dịch tấn công của Liên Xô kể từ trận sông Dniepr sườn phía nam của Cụm tập đoàn quân Trung tâm đã không còn được che chắn và hình thế chiếm đóng của cụm quân này trở nên bất lợi.
Để chống lại hệ thống phòng ngự của Cụm tập đoàn quân Trung tâm, phía Liên Xô huy động 4 phương diện quân bố trí từ Bắc xuống Nam là:
- Phương diện quân Pribaltic 1 của Đại tướng Ivan Bagramian
- Phương diện quân Byelorussia 3 của Đại tướng Ivan Chernyakhovsky
- Phương diện quân Byelorussia 2 của Thượng tướng Georgy Zakharov
- Phương diện quân Byelorussia 1 của Đại tướng Konstantin Rokossovsky

Tổng cộng lực lượng Xô Viết là 1 tập đoàn quân xe tăng, 6 quân đoàn xe tăng độc lập, 3 quân đoàn cơ giới, 20 tập đoàn quân, tổng cộng 166 sư đoàn với 2,4 triệu quân và các lực lượng xe tăng, pháo binh và không quân đều áp đảo quân Đức. Trái với dự tính của Bộ chỉ huy tối cao Đức sẽ chờ cuộc tấn công lớn của Xô Viết tại phía nam chiến trường tại Ukraina hoặc Moldavia, cuộc tấn công chiến lược của Liên Xô đã diễn ra tại trung tâm mặt trận là Belarus.
Trong 12 ngày từ 22 tháng 6 đến 4 tháng 7 năm 1944, các phương diện quân Xô Viết chia thành 6 mũi đồng loạt tấn công bao vây các khối quân Đức tại ngoại vi tuyến phòng thủ tại Moghilev, Vitebsk và đặc biệt tại "cái túi" Bobruisk. Quân Đức liên tiếp rơi vào các vòng vây và mau chóng bị tiêu diệt. Sau đó Hồng quân phát triển tấn công cơ động bằng hai mũi xe tăng thiết giáp mạnh từ phương diện quân Belorussia 1 của Rokossovsky và phương diện quân Belorussia 3 của Chernyakhovsky, các tập đoàn quân xe tăng Xô Viết đã hợp vây tại Minsk. Ngày 3 tháng 7 thủ đô Minsk của Belarus thất thủ, các lực lượng của Cụm tập đoàn quân Trung tâm của Đức rơi vào vòng vây rất lớn tại phía đông thành phố Minsk. Đến 11 tháng 7 năm 1944 khối quân Đức bị bao vây tại đây đã bị tiêu diệt, hơn 10 vạn quân Đức bị bắt.

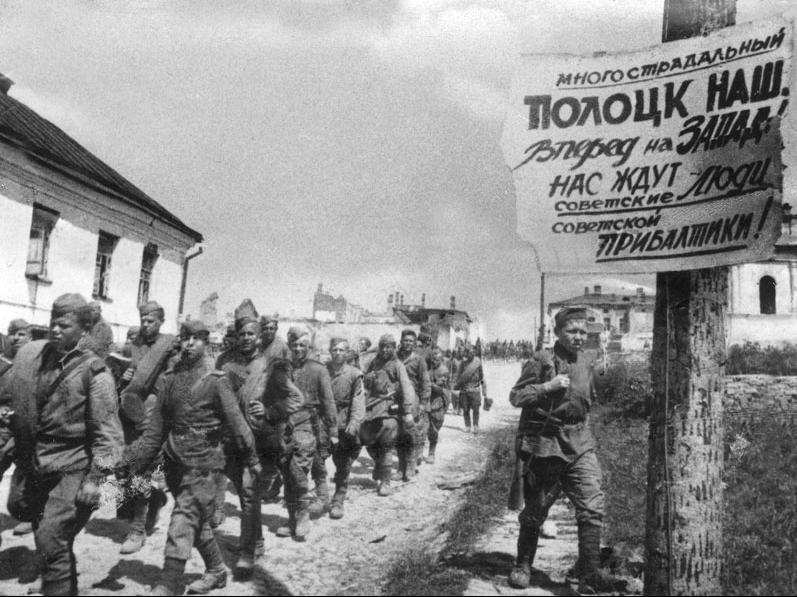
Quân đội Liên Xô giải phóng Plotsk, ngày 1 tháng 7 năm 1944

Trong tháng 7 và tháng 8, Hồng quân phát triển tấn công trên diện rộng truy đuổi các đơn vị Đức đã bị đánh tan và đang rút chạy, các nỗ lực của Bộ chỉ huy Đức đem quân trám lỗ hổng phòng ngự rộng đến 400 km đều bị đánh bại. Hồng quân giải phóng phần lớn lãnh thổ các nước cộng hoà Baltic, toàn bộ lãnh thổ Belarus và tiến sâu vào Ba Lan cho đến tuyến sông Wisla và tiếp cận với lãnh thổ Đức tại Đông Phổ. Quân đội Xô Viết đã vào cửa ngõ đất Đức.
Khi Hồng quân chỉ còn cách thủ đô Warszawa của Ba Lan một con sông Wisla, ngày 1 tháng 8 năm 1944, chính phủ kháng chiến Ba Lan đang lưu vong tại Luân Đôn vốn mâu thuẫn sâu sắc với Liên Xô, đã tổ chức khởi nghĩa tại thủ đô Warszawa sau lưng quân Đức. Chính phủ này dự tính rằng khi Hồng quân tiến vào thủ đô Ba Lan thì tại đó đã có chủ, đặt Liên Xô trước thực tế phải công nhận chính phủ này; còn nếu khởi nghĩa có nguy cơ thất bại, họ sẽ kêu goi Liên Xô giúp đỡ và như vậy cũng được khối Đồng Minh coi như là góp công chống Đức.
Quả nhiên, quân khởi nghĩa tại thủ đô Warszawa nhanh chóng bị quân Đức đè bẹp. Nhưng trái với dự tính của những người khởi nghĩa, quân đội Xô Viết dừng tấn công tại hướng Warszawa và không vượt sông Wisla để tiếp ứng quân Liên Xô đã tiến quá xa lực lượng hậu cần, không còn đủ sức đánh vượt sông. Cuộc khởi nghĩa đã bị quân Đức đàn áp cực kỳ khốc liệt, ngoài hàng vạn số quân khởi nghĩa bị chết, bị thương, bị bắt, quân SS thẳng tay tàn sát người Ba Lan giết hại 25 vạn dân và san bằng thủ đô Warszawa.
Cuộc tấn công của Hồng quân phát triển đến 29 tháng 8 năm 1944 và chỉ dừng lại để chờ lực lượng hậu cần tiến theo kịp. Quân đội Xô Viết đã tiến sâu được 500 – 600 km với diện rộng 1.100 km, đã tiêu diệt hoàn toàn 17 sư đoàn và 3 lữ đoàn Đức, gây tổn thất trên 50% quân số cho 50 sư đoàn Đức khác. Cuộc tấn công này của Hồng quân đã tạo điều kiện để triển khai tiếp các đòn tấn công liên hoàn tại phía nam và phía bắc chiến trường Xô – Đức và đến cuối năm 1944 đã giải phóng hoàn toàn lãnh thổ Xô Viết và bắt đầu quá trình giải phóng Đông Âu.

#### Liên Xô giải phóng toàn bộ lãnh thổ Đông Âu

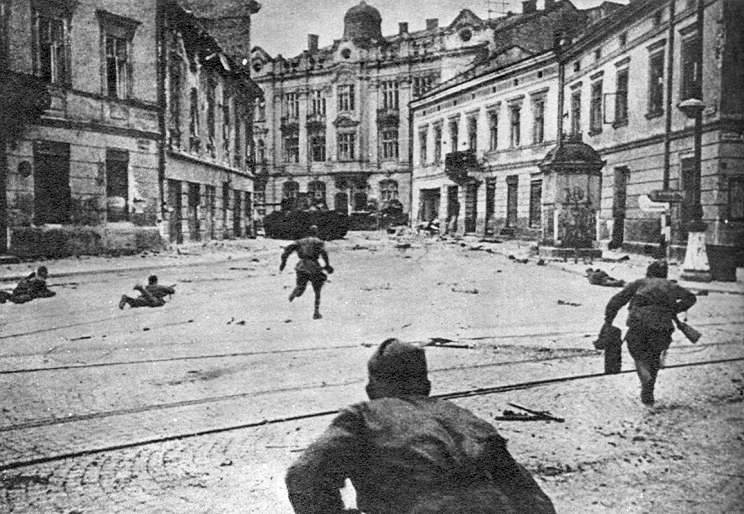
Quân đội Liên Xô chiến đấu trên đường phố Lvov, 1944

Với thất bại rất to lớn ngay từ những ngày đầu tiên của chiến dịch Bagration, mặt trận của Đức tại lãnh thổ Xô Viết đã hoàn toàn mất độ vững chắc ổn định. Nhân đà thắng lợi tại Belarus khi các lực lượng Đức bị hút về chiến trường này, ngay trong khi trận Belarus đang diễn ra, phía Xô Viết phát động liên tiếp các đòn tấn công chiến lược nữa tại cánh nam và cánh bắc chiến trường Xô – Đức, đã giải phóng hoàn toàn lãnh thổ Xô Viết, loại các đồng minh của Đức ra khỏi chiến tranh, và mở rộng đường tiến vào Đông Âu đó là các chiến dịch Lvov-Sandomierz, Iaşi-Chişinău tại phía nam chiến trường, chiến dịch Baltic tại vùng ba nước cộng hoà Baltic, chiến dịch Viborg-Petrozavodsk và Petsamo-kirken tại dải đất Karelia.
- Chiến dịch Lvov–Sandomierz từ 13 tháng 7 đến 29 tháng 8 năm 1944, phương diện quân Ukraina 1 của nguyên soái Xô Viết Ivan Konev với lực lượng 2 tập đoàn quân xe tăng, 7 tập đoàn quân bộ binh (tổng cộng: 1.200.000 lính, 1.979 xe tăng, 11.265 khẩu pháo) đã đánh tan Cụm tập đoàn quân Bắc Ukraina của đại tướng Đức Josef Harpe với 900.000 quân, 800 xe tăng, 6.300 đại bác và súng cối.
 Sau các trận đánh rất ác liệt, Hồng quân chọc thủng tuyến phòng thủ Đức tại Ternopol và phát triển tấn công bao vây, tiêu diệt 8 sư đoàn Đức tại Broda. Cụm tập đoàn quân Bắc Ukraina của Đức bị đánh tan, bị tách thành hai mảnh và bị giải tán: một bộ phận rút lui về phía Ba Lan vượt sông Wisla và phần thứ hai chạy sâu về phía Karpat vào lãnh thổ România. Phương diện quân Konev tách một bộ phận thành phương diện quân Ukraina 4 giao cho đại tướng Ivan Petrov truy kích theo hướng Karpat, còn phương diện quân Ukraina 1 tiếp tục tấn công vào Ba Lan về phía sông Wisla và đã vượt sông tạo bàn đạp trên bờ tây tại hướng Sandomierz. Quân Đức tại mặt trận Wisla tăng cường quân dự bị, phản công mãnh liệt để thủ tiêu bàn đạp quyết hất Hồng quân xuống sông. Sau các trận đánh rất dữ dội phương diện quân của Konev vẫn giữ và mở rộng được bàn đạp Sandomierz. Cuối tháng 8, chiến sự đi đến lắng dịu và ngày 29 tháng 8, 1944 thì chiến dịch chấm dứt.

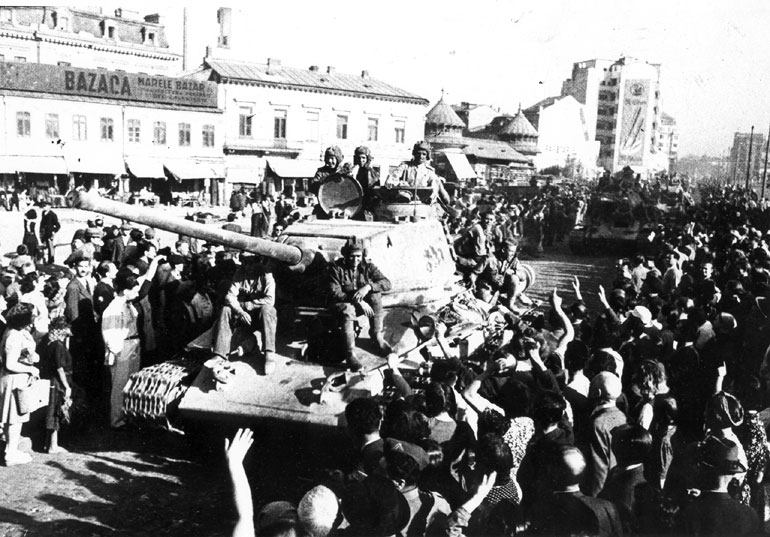
Quân đội Liên Xô giải phóng Bucarest (România)

Chiến dịch Lvov – Sandomierz đã giải phóng hoàn toàn phần đất Ukraina còn lại trong tay Đức Quốc xã đuổi xa đối phương vào Romania và Ba Lan, đã chiếm đông nam Ba Lan và Hồng quân đã đứng vững chân trên bờ Tây con sông Wisla.
- Chiến dịch Iaşi-Chişinău từ 20 đến 29 tháng 8 năm 1944: là chiến dịch thắng lợi rất to lớn của Hồng quân với hiệu suất chiến đấu rất cao chỉ trong 9 ngày hai phương diện quân Ukraina 2 của đại tướng Rodion Malinovsky và Ukraina 3 của đại tướng Fyodor Tolbukhin tổng cộng 1.341.200 lính, 1.874 xe tăng và pháo đã tiêu diệt Cụm tập đoàn quân Nam Ukraina của liên quân Đức – Romania dưới quyền chỉ huy của Đại tướng Johannes Friesner có 47 sư đoàn, 5 lữ đoàn với tổng cộng 500.000 lính Đức, 405.000 quân Romania, 170 xe tăng. Trong 9 ngày, Hồng quân đã tiêu diệt 25 vạn quân địch và bắt gần 30 vạn tù binh, giải phóng hoàn toàn Moldova, quân đội Xô Viết ào ạt kéo vào Romania làm tan rã 35 vạn quân còn lại của nước này, phát động cách mạng thân Xô Viết, đã loại Romania ra khỏi khối Trục và quay lại tuyên chiến chống Đức.
 Chiến dịch này đã giải phóng toàn bộ lãnh thổ Liên Xô tại cánh nam chiến trường Xô – Đức và mở rộng đường cho quân đội Xô viết tiến vào Balkan và Hungary. Để giành được thắng lợi lớn này, Hồng quân chỉ tổn thất 67.000 người. Đây là một trong những trận đánh mà số thương vong của quân Đức cao gấp nhiều lần của đối phương.

Ngoài tổn thất về người và vũ khí, nước Đức Quốc xã bị giáng một đòn nặng về chiến lược bởi chiến dịch này. Ngày 12 tháng 9 năm 1944, đại diện cho các nước Đồng Minh, chính phủ Liên Xô đã ký hiệp định đình chiến với Romania, theo đó Romania phải cắt đứt quan hệ đồng minh với Đức và chấm dứt cung cấp dầu mỏ cho Đức. Việc này khiến nguồn dầu mỏ cung cấp cho nước Đức Quốc xã bị sụt giảm 1/2, kéo theo đó là sản xuất vũ khí của Đức cũng sụt theo. Giờ đây, quân đội Đức Quốc xã chỉ còn có thể trong cậy vào nguồn dầu mỏ trên khu vực biên giới Áo - Hungary với sản lượng xấp xỉ khu vực Ploieşti, trong khi các nguồn cung khác đều bị đồng minh phong tỏa.
- Chiến dịch Baltic từ 14 tháng 9 đến 24 tháng 11, 1944: Là chiến dịch giải phóng phần đất cuối cùng của Liên Xô. Trong chiến dịch này các Phương diện quân Pribaltic 1 của Đại tướng Ivan Bagramyan, Phương diện quân Pribaltic 2 của Đại tướng Andrey Yeryomenko, Phương diện quân Pribaltic 3 của Đại tướng Ivan Maslennikov cùng Phương diện quân Leningrad của Nguyên soái Leonid Govorov với lực lượng 90 vạn quân, 17.500 khẩu pháo, 3.080 xe tăng, 2.640 máy bay với sức mạnh áp đảo tổng tấn công Cụm tập đoàn quân Bắc của Đức vốn đã bị nén chặt về phía biển Baltic sau chiến dịch Belarus. Lực lượng của Cụm tập đoàn quân Bắc tại chiến dịch này gồm 73 vạn quân, 7000 đại bác và súng cối, 1.200 xe tăng và pháo tự hành phòng thủ trên địa bàn thuận lợi đã được chuẩn bị từ lâu.
Quân đội Xô Viết tấn công trên diện rộng theo hướng Bắc Nam định hất Cụm tập đoàn quân Bắc của Đức xuống biển. Hồng quân đã cắt rời Cụm tập đoàn quân Bắc khỏi Đông Phổ. Dưới áp lực tấn công quá lớn của Hồng quân lại không còn đất để lùi, cụm quân Đức phải bỏ hết đất đai lui về cố thủ mũi đất Courland tại phía bắc Latvia. Tại đây mật độ phòng thủ của Đức đã trở nên đậm đặc và cụm này đã bị cô lập hoàn toàn không còn ý nghĩa chiến lược gì nữa nên quân đội Xô Viết để tiết kiệm binh lực đã dừng tấn công và giam chặt khối quân này tại Courland cho đến hết chiến tranh.

Các chiến dịch Belarus, Lvov – Sandomierz, Iaşi – Chişinău và Baltic diễn ra trong nửa cuối năm 1944 cùng với các tấn công tại dải đất Karelia đã giải phóng hoàn toàn lãnh thổ Liên Xô (chỉ còn lại mũi đất Courland tại bắc Latvia). Hồng quân đã mở đường vào bắc Na Uy, Hungary, Áo và Tiệp Khắc và loại khỏi vòng chiến các đồng minh của Đức Quốc xã là Phần Lan và România và Bulgaria. Khối đồng minh phát xít sụp đổ.

### Năm 1945: Đức Quốc xã thua trận
Năm 1945, Đế chế thứ ba bước vào cơn hấp hối thật sự. Tại phía Tây, quân Anh-Mỹ đã đổ bộ lên châu Âu và đẩy lùi quân Đức ra khỏi Pháp. Tại phía Đông, tình hình còn xấu hơn nhiều. Riêng trong năm 1944, gần 3 triệu quân Đức đã tử trận hoặc bị Liên Xô bắt làm tù binh, chưa kể tổn thất của các lực lượng đồng minh của Đức như Phần Lan, Romania, Hungary... Các đồng minh của Đức như Phần Lan, Hungary, Romania đã bị đánh bại và phải ký hòa ước với Liên Xô, thậm chí quay sang chống lại Đức. Quân Đức bị đánh bật khỏi mọi vùng lãnh thổ ở Đông Âu và Hồng quân đã áp sát biên giới Đức.
Đến đầu năm 1945, quân đội Đức vẫn còn hơn 4 triệu người, song tỷ lệ khá lớn là tân binh thiếu kinh nghiệm chiến đấu, vũ khí hạng nặng (xe tăng, máy bay) ngày càng thiếu hụt. Nền kinh tế và công nghiệp chiến tranh Đức sụp đổ: nhân dân thiếu lương thực trầm trọng, các mục tiêu kinh tế, quốc phòng của Đức bị không quân Đồng minh Anh – Mỹ – Liên Xô tàn phá rất nặng nề không còn cơ hội khôi phục, các nhà máy xí nghiệp Đức do kết quả của tổng động viên đã thiếu trầm trọng các nguồn nhân công có trình độ. Các nỗ lực chiến tranh quá tải trong nhiều năm bây giờ đã phát tác không còn có thể khắc phục nổi nữa. Khi các đồng minh của Đức tan rã và đất đai rơi vào tay đối phương thì các nguồn nguyên liệu cũng không còn, kinh tế và sản xuất quốc phòng của Đức thụt giảm thê thảm. Đặc biệt sau khi Romania ký hòa ước với Liên Xô thì nguồn dầu mỏ duy nhất nuôi sống quân đội và kinh tế Đức đã bị cắt hoàn toàn. Thiếu vũ khí, thiếu nhiên liệu thì dù quân đội Đức nổi tiếng có kỷ luật, kiên cường cũng không thể kháng cự có hiệu quả.

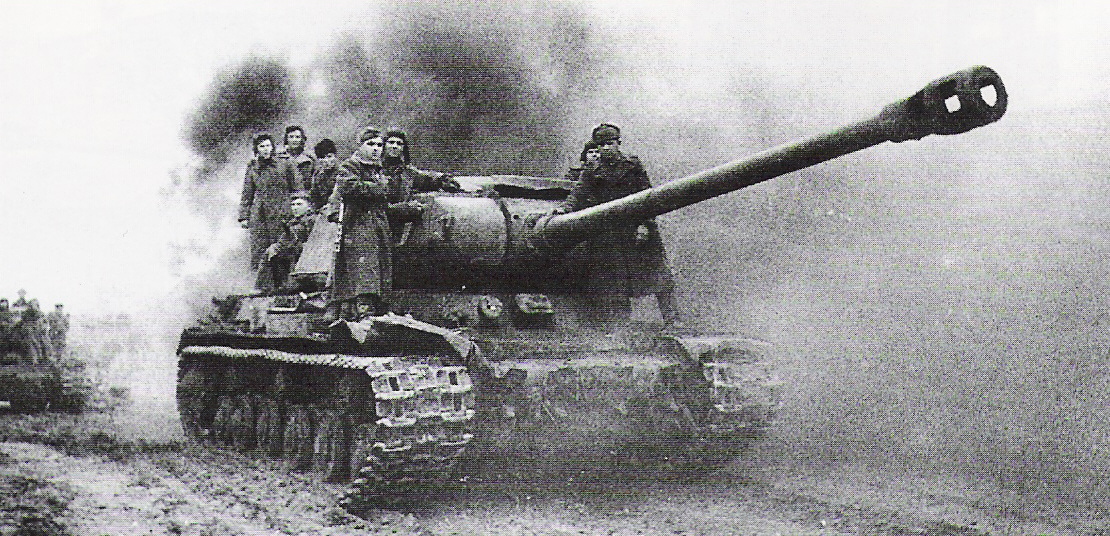
Xe tăng IS-2 của quân đội Liên Xô tham chiến ở khu vực Tây Nam Budapest

Sau vụ mưu sát Hitler 20 tháng 7 năm 1944 hàng ngũ sĩ quan tướng lĩnh cao cấp Đức bị xáo trộn lớn, một bộ phận rất lớn tướng lĩnh Đức tuy không bị truy tố nhưng bị nghi kỵ không được tin dùng. Hitler nghi ngờ quân đội và chỉ tin tưởng lực lượng SS, thậm chí Hitler bổ nhiệm thủ lĩnh SS Reichsführer-SS Heinrich Himmler làm Tư lệnh Cụm tập đoàn quân Wisla – giờ đây là lực lượng chủ chốt phòng thủ đế chế – mặc dù nhân vật này chưa từng có chút ít kiến thức hay kinh nghiệm gì để đánh trận. Mâu thuẫn giữa SS và quân đội Đức ngày càng trầm trọng. Quân đội Đức trong năm cuối chiến tranh có chất lượng suy sụp trầm trọng, quân số phần nhiều là các lực lượng mới động viên, bao gồm cả người già và thiếu niên từ các tổ chức bán quân sự, huấn luyện sơ sài lại thêm tinh thần chiến đấu xuống thấp, tâm lý chán chường, trong quân đội ai cũng hiểu đế chế đã thua trận. Tuy với những khó khăn khổng lồ như vậy với sự vô vọng của chiến tranh, sự kháng cự dữ dội trên chiến trường phía đông đến giờ phút cuối cùng của chiến tranh cho thấy tính chuyên nghiệp, lòng trung thành và kỷ luật rất cao của quân đội và người dân Đức.
Ngay bản thân lãnh tụ Hitler trong tình hình khốn quẫn đã mất hết sự sáng suốt của nhà lãnh đạo quốc gia và người cầm quân. Führer cành ngày càng sa vào các cơn kích động thần kinh và các mệnh lệnh chiến đấu càng ngày càng giống với cơn mê sảng: cho đến ngày cuối cùng của Đế chế, các mệnh lệnh tấn công, phản công mang tính "không tưởng" của Führer vẫn liên tiếp được đưa ra mà không cần biết có khả thi hay không.
Tại mặt trận phía tây, mất Ý, Pháp, Bỉ và với sự thất bại trong các nỗ lực tấn công tuyệt vọng như tại chiến dịch Ardennes quân Đức đã bị nén chặt giữa hai gọng kìm. Mặc dù có mệnh lệnh của Hitler đứng vững tại mọi mảnh đất chống lại mọi kẻ thù, nhưng các tướng lĩnh Đức thấy rõ kết cục đầu hàng không thể tránh khỏi nên có xu hướng kiên quyết tử thủ tại mặt trận phía đông kìm hãm đến mức tối đa tốc độ tiến quân của quân đội Xô Viết, trong khi đó thả lỏng mặt trận phía tây (vào tháng 2 năm 1945, 8 sư đoàn Panzer với tổng cộng 271 chiếc Panther được chuyển từ mặt trận phía Tây về mặt trận phía Đông, Đức chỉ còn để lại 5 tiểu đoàn Panther độc lập để chặn quân Anh-Mỹ.) Đến các tháng 3 tháng 4 năm 1945 thì không còn là xu hướng nữa: quân Đức mở cửa mặt trận phía tây muốn liên quân Anh – Mỹ – Pháp tiến vào đất Đức càng nhanh càng tốt, trong khi đó chiến sự tại mặt trận phía đông diễn ra cực kỳ ác liệt đến ngày cuối cùng. Thậm chí sau khi đã chính thức đầu hàng, quân Đức tại mặt trận phía đông tiếp tục chiến đấu dữ dội, cố gắng chọc thủng vòng vây Xô Viết để chạy sang đầu hàng phía đồng minh Anh – Mỹ – Pháp.

#### Chiến dịch Wisla – Oder

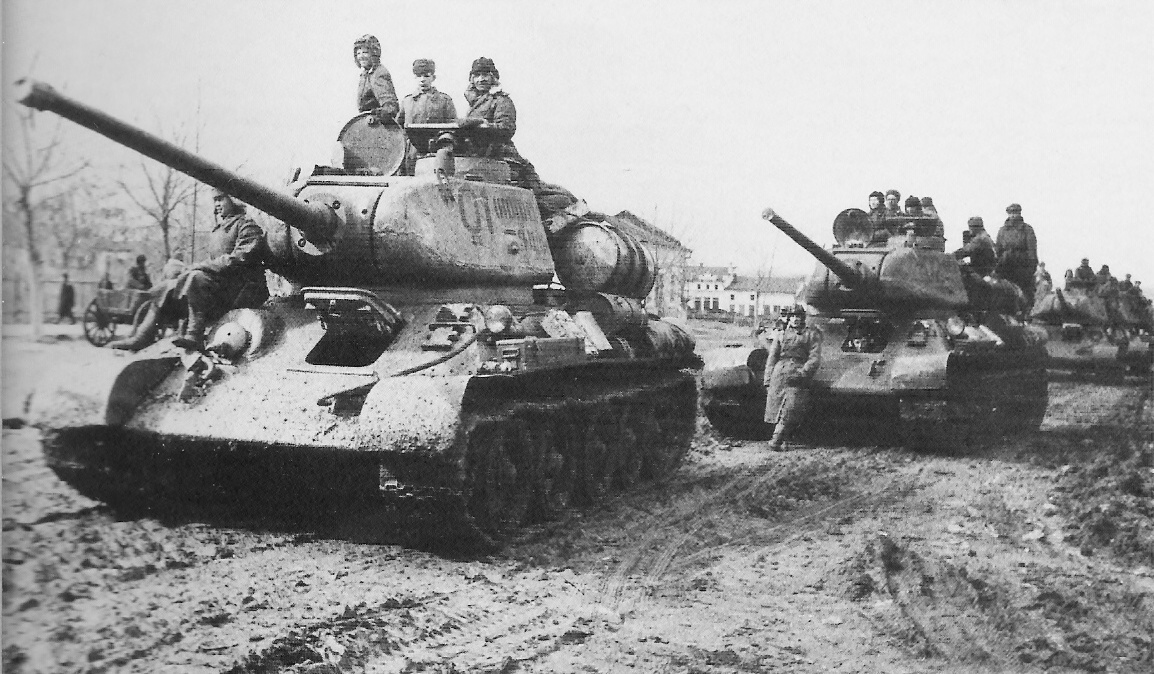
Tập đoàn quân xe tăng 3 (Liên Xô) chuẩn bị bước vào chiến dịch Wisla-Oder

Sau Chiến dịch Bagration mặt trận phía đông hướng Warszawa – Berlin im ắng đến hơn 4 tháng, từ đầu tháng 9 đến hết tháng 12 năm 1944 cả hai bên không có hành động quân sự tích cực nào. Thời gian tạm nghỉ đã cho phép quân Đức củng cố lại những lỗ thủng phòng ngự và điều quân dự bị tấn công tại mặt trận phía tây (xem chiến dịch Ardennes) và điều quân phản công tại các trận đánh tại Hungary (xem chiến dịch Budapest). Trong thời gian này quân đội Xô Viết đã thi hành một khối lượng công việc khổng lồ để đảm bảo hậu cần cho chiến dịch tấn công to lớn và liên tục sắp tới để mau chóng đánh bại Đức Quốc xã. Các phương diện quân Xô Viết được cung cấp đạn dược đủ để tiến hành 4 đến 5 chiến dịch thông thường cho phép Hồng quân tấn công liên tục trên diện rộng cho đến hết chiến tranh.
Từ ngày 12 tháng 1 đến 3 tháng 2 năm 1945 Hồng quân tổ chức chiến dịch Wisla-Oder đây là chiến dịch đánh tan các lực lượng Đức trên hướng phòng thủ Warszawa – Berlin, giải phóng gần hết Ba Lan và đặt sự tồn tại của đế chế III chỉ còn tính từng tuần.
Tấn công chiến dịch Wisla – Oder là hai phương diện quân chủ đạo của Liên Xô: 
- Tại cánh bắc, Phương diện quân Belorussia 1 tư lệnh Nguyên soái Geogri Zhukov gồm: tập đoàn quân xe tăng cận vệ số 1 và số 2; các quân đoàn xe tăng độc lập số 9 và 11; tập đoàn quân không quân số 16; các tập đoàn quân xung kích số 47, 61, 3 và số 5; tập đoàn quân cận vệ số 8; các tập đoàn quân số 69 và 33; tập đoàn quân Ba Lan số 1 và 2; 2 quân đoàn kỵ binh cận vệ số 2 và 7;
- Cánh nam Phương diện quân Ukraina 1 của Nguyên soái Ivan Konev: tập đoàn quân xe tăng cận vệ số 3; tập đoàn quân xe tăng số 4; quân đoàn xe tăng độc lập số 31; tập đoàn quân không quân số 2; tập đoàn quân cận vệ số 3 và 5; các tập đoàn quân số 6, 13, 52, 60, 21, 59; quân đoàn cơ giới cận vệ số 7; quân đoàn kỵ binh số 1.

Tổng cộng hai phương diện quân Zhukov và Konev có 2,2 triệu quân; 33,5 nghìn đại bác và súng cối; 7.000 xe tăng và pháo tự hành; 5.000 máy bay với ưu thế về quân số và vũ khí gấp 4 đến 5 lần đối phương.
Lực lượng Đức phòng thủ tại hướng này là Cụm tập đoàn quân A của Đức – tư lệnh Đại tướng Josef Harpe (từ 17 tháng 1, 1945 là Đại tướng Ferdinand Schörner) đó là các đơn vị: tập đoàn quân xe tăng số 4, tập đoàn quân dã chiến số 9 và 17. Tổng cộng lực lượng Đức có 450.000 quân, 5.000 đại bác và súng cối, 1.220 xe tăng và pháo tự hành, 630 máy bay. Khu vực phòng thủ của Đức được gia cố có 7 giải phòng ngự với chiều sâu từ 300 đến 500 km, ngoài ra các thành phố trong khu vực này đều đã được biến thành pháo đài trung tâm phòng ngự rất chắc chắn. Các sông trên hướng Warszawa – Berlin hầu hết chạy theo hướng nam – bắc và đã được quân Đức tận dụng biến thành các tuyến phòng thủ liên hoàn.
Ngày 12 tháng 1 năm 1945, Phương diện quân Ukraina 1 của Nguyên soái Konev từ bàn đạp Sandomir trên sông Wisla kết hợp với cánh phải của Phương diện quân Belorussia 4 phát triển tấn công về phía tây và đây là chiến dịch Sandomir-Silesia phát triển tấn công theo hướng chung nhắm đến Breslau.
Ngày 14 tháng 1, Phương diện quân Belorussia 1 kết hợp với cánh trái của Phương diện quân Belorussia 2 tấn công từ 2 bàn đạp Pulava và Magnushev đây là chiến dịch Warszawa-Poznan hướng tấn công nhắm vào phía Poznan.
Cho đến ngày 17 tháng 1, hai phương diện quân Xô Viết của Konev và Zhukov đã đè bẹp phòng thủ của các lực lượng chính của Cụm tập đoàn quân A của Đức trên diện rộng gần 500 km và đột phá sâu 100–160 km. Quân đội Xô Viết đã giải phóng Warszawa, Radom, Chenstokhov, Radomsko, và hơn 2.400 thành phố và điểm dân cư của Ba Lan. Các lực lượng Đức được huy động từ Đức sang đã không thể vá lại lỗ thủng phòng ngự. Quân đội Xô Viết tấn công ào ạt với tốc độ trung bình 30–40 km một ngày đêm. Ngày 19 tháng 1, các đơn vị tiên phong của phương diện quân Konev là tập đoàn quân xe tăng cận vệ số 3, tập đoàn quân cận vệ số 5 và tập đoàn quân 52 trong khi truy đuổi quân Đức đã tiến sâu vào đất Đức và cánh trái Konev đã giải phóng thành phố Kraków. Từ Ngày 20 đến 25 tháng 1, phương diện quân Zhukov đã đập tan tuyến phòng thủ sông Varta và tuyến Poznan, bao vây và tiêu diệt khối quân Poznan gồm 6 vạn quân Đức.
Từ ngày 22 tháng 1 đến 3 tháng 2, quân đội Xô Viết đã hoàn thành các mục tiêu của chiến dịch đã tiến đến sông Oder vượt sông và lập các bàn đạp trên bờ tây tại các khu vực Shteinau, Breslau, Oppelna và Kiustrin. Cùng thời gian này phương diện quân Ukraina 4 giải phóng toàn bộ miền nam Ba Lan và miền Bắc Tiệp Khắc đến thượng nguồn con sông Wisla.

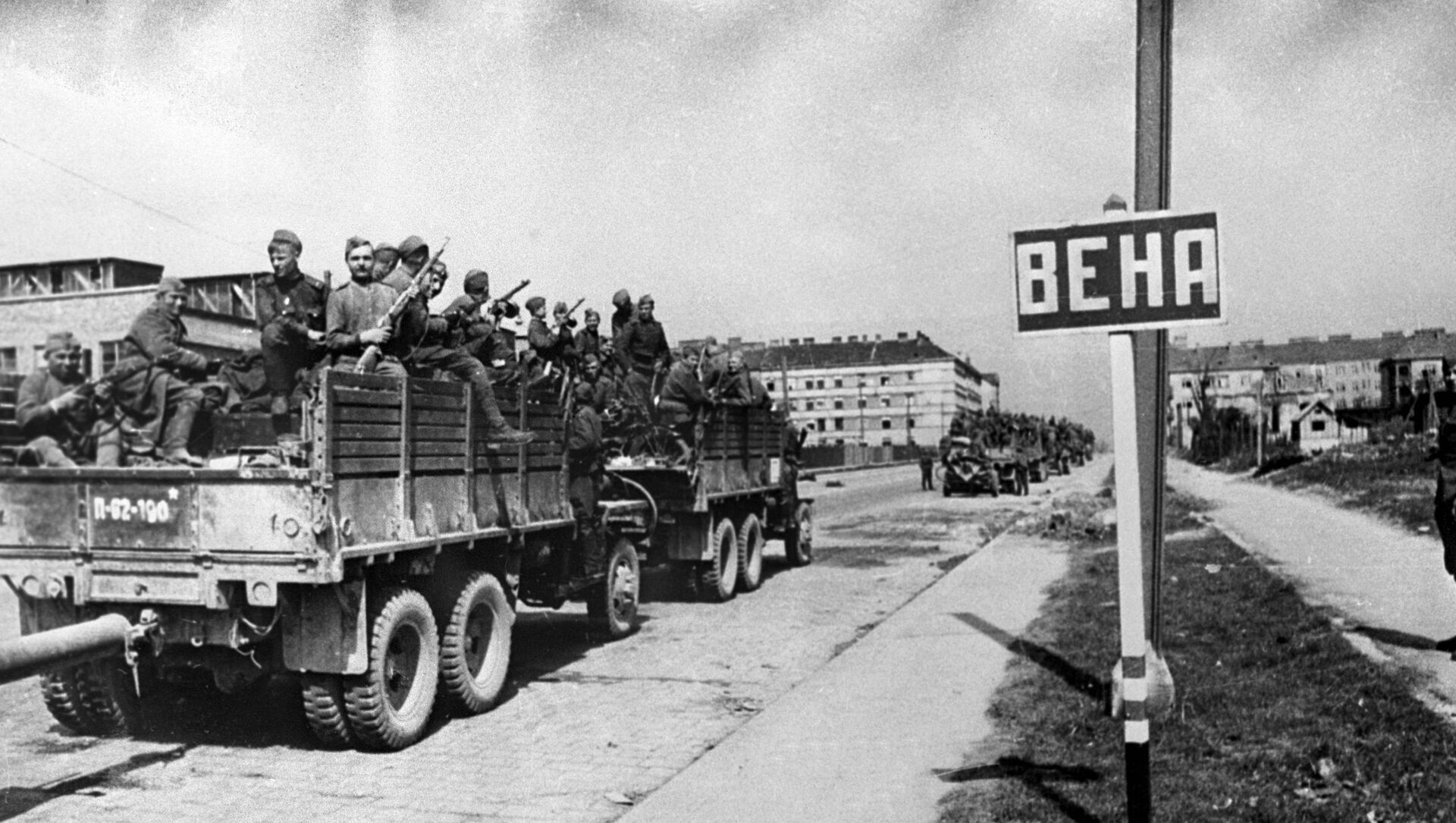
Trên hướng Nam Berlin, Quân đội Liên Xô tiến về giải phóng thành phố Vien (Áo)

Vì hình thế của mặt trận đến lúc này tại hướng Berlin đã tạo thành một mũi nhọn ăn sâu về phía lãnh thổ Đức và tại hai sườn bắc và nam của Hồng quân là các khối quân Đức còn rất mạnh tại Pomerania, Đông Phổ và Silesia rất có thể sẽ phản công mạnh vào sườn hai phương diện quân Zhukov và Konev nên Bộ chỉ huy tối cao Xô Viết vào ngày 3 tháng 2, 1945 đã chủ động chấm dứt chiến dịch và chuyển trọng tâm tấn công tiếp theo sang nhiệm vụ đánh tiêu diệt các khối quân Đức tại Pomerania, Đông Phổ và Silesia, đó là các chiến dịch Đông Pomerania, chiến dịch Đông Phổ, chiến dịch hạ Silesia và chiến dịch thượng Silesia diến ra từ tháng 2 đến tháng 4 năm 1945, sau các chiến dịch này quân đội Đức về cơ bản đã trắng tay.
Chiến dịch Wisla – Oder cũng là một thắng lợi rất to lớn của quân đội Xô Viết vào giai đoạn cuối của chiến tranh, đã tiêu diệt 77.000 quân Đức; làm bị thương 334.000 và 192.000 quân mất tích. Phía Nga có hơn 43.000 quân chết và 150.000 bị thương. Hồng quân đã chiếm được đại bộ phận lãnh thổ Ba Lan, đã tạo điều kiện rất thuận lợi cho quân đội đồng minh trên mặt trận phía tây và là tiền đề để tiến hành các chiến dịch Pomerania và Silesia tiếp theo. Đặc biệt chiến dịch này đã đưa Hồng quân vào trung tâm nước Đức chỉ còn cách thủ đô Berlin của Hitler chỉ khoảng 60 km đường chim bay từ các bàn đạp này Hồng quân sẽ tiến hành chiến dịch Berlin chiếm thủ đô Đức bắt Đức Quốc xã đầu hàng.

#### Chiến dịch Berlin, nước Đức đầu hàng

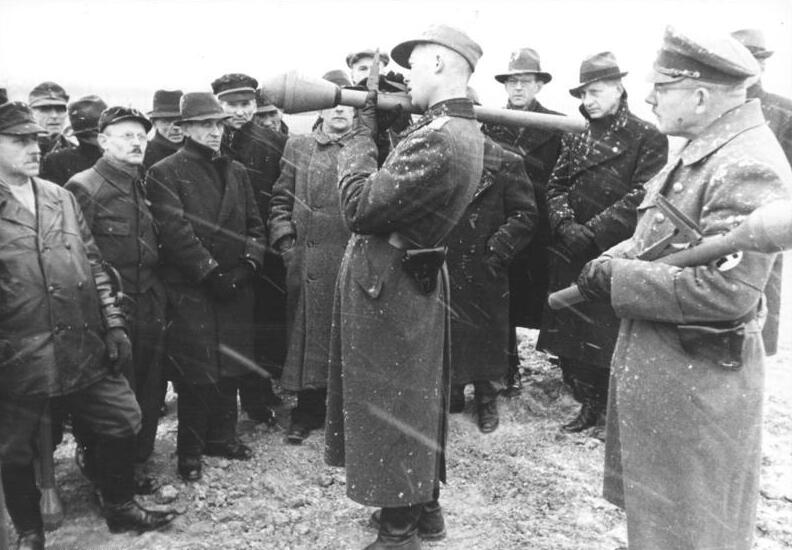
Các sĩ quan quân đội Đức Quốc xã huấn luyện cho các đội dân binh tự vệ (Volkssturm) ở Berlin sử dụng súng chống tăng, tháng 2 năm 1945

Sau các chiến dịch Đông Pomerania của hai phương diện quân Xô Viết Belorussia 1 và Belorussia 2 và chiến dịch Silesia của hai phương diện quân Ukraina 1 và Ukraina 4 các khối quân lực Đức tại hai sườn bắc và nam của hai phương diện quân Zhukov và Konev đã bị đánh tan không còn khả năng phản công vào sườn quân đội Xô Viết trên hướng Berlin nữa. Hồng quân đã hội đủ điều kiện cho trận đánh cuối cùng dứt điểm Đế chế Đức thứ ba của Hitler.
Đây là thời điểm rất nhiều tế nhị chính trị: càng gần thắng lợi cuối cùng thì sự nghi kỵ giữa Liên Xô và các đồng minh tư bản chủ nghĩa Anh, Mỹ càng tăng lên. Mặc dù đã có sự thỏa thuận giữa lãnh đạo ba cường quốc đồng minh về khu vực chiếm đóng của từng bên sau chiến tranh nhưng quân đội Anh – Mỹ cũng không từ bỏ cám dỗ chiếm Berlin nếu có thể vì đánh chiếm thủ đô Đức gắn liền với uy tín và vai trò của quốc gia trong việc đánh thắng chủ nghĩa phát xít. Stalin ra lệnh cho các nguyên soái Zhukov và Konev phải chạy đua với đồng minh, nhanh chóng chiếm Berlin và chiếm lĩnh lãnh thổ Đức càng nhiều càng tốt để phục vụ cho các mục tiêu chính trị hậu chiến.
Đối mặt với quân Liên Xô lúc này có 133 sư đoàn Đức trong khi lực lượng Đồng Minh phải chiến đấu với 114 sư đoàn Đức ở mặt trận phía Tây và mặt trận Ý. Luftwaffe (Không quân Đức Quốc xã) có trên 5.500 chiến đấu cơ trong đó 1.700 chiếc đang chiến đấu ở phía đông chống Liên Xô.
Tại hướng Berlin lực lượng Đức là hai cụm tập đoàn quân:
- Tại phía bắc: Cụm tập đoàn quân Wisla của tư lệnh Đại tướng Gotthard Heinrici đây là lực lượng chính bảo vệ Berlin. Khu vực bố phòng của cụm quân này kéo dài từ bờ biển Baltic bao phủ toàn bộ lãnh thổ Berlin trên khu vực hướng sông Oder đối diện với phương diện quân Belorussia 1 và Belorussia 2 của Zhukov và Rokosovsky. Lực lượng của cụm Wisla gồm tập đoàn quân xe tăng số 3 ở phía bắc Berlin đối diện với bàn đạp Stettin của phương diện quân Rokosovsky và tập đoàn quân dã chiến số 9 đối diện với bàn đạp Küstrin của phương diện quân Zhukov.
- Tại cánh nam là Cụm tập đoàn quân Trung tâm của tư lệnh Thống chế Ferdinand Schörner trên hướng sông Neisse đối chọi lại phương diện quân Ukraina 1 của Nguyên soái Konev. Cụm Trung tâm gồm tập đoàn quân xe tăng số 4, tập đoàn quân dã chiến số 17.

Tổng cộng quân Đức của hai cụm quân Heinrici và Schörner có 48 sư đoàn bộ binh, 6 sư đoàn xe tăng và 9 sư đoàn cơ giới cùng rất nhiều các đơn vị độc lập khác, tổng cộng có gần 900.000 quân; 10.400 đại bác và súng cối; 1.500 xe tăng và pháo tự hành; 3.300 máy bay chiến đấu. Tại phía sau hai cụm quân này Đức chỉ còn 8 sư đoàn làm lực lượng dự bị chiến đấu cuối cùng.
Hệ thống phòng thủ của Đức gồm tuyến Oder – Neisse có chiều sâu từ 20 đến 40 km gồm 3 tuyến chiến hào. Tiếp đến là khu vực phòng thủ thủ đô gồm 3 tuyến phòng thủ vòng ngoài, vòng trong và vành đai bao của thành phố. Trong nội đô chia thành 9 khu phòng thủ trong đó khu trung tâm có các cơ quan chính phủ được biến thành pháo đài cực mạnh do những lực lượng SS trung thành nhất bảo vệ. Vũ khí được phát cho người dân Đức và các lực lượng thanh niên Hitler và dân quân tự vệ bán vũ trang Volkssturm. Chỉ tính riêng trong nội đô Berlin đã có hơn 200 tiểu đoàn quân đội, SS và lực lượng bán vũ trang Đức với số quân trên 20 vạn người. Hệ thống tàu điện ngầm được sử dụng cho việc cơ động bí mật các lực lượng và biến thành các cứ điểm kháng cự.

##### Bao vây các khối quân phòng thủ Berlin

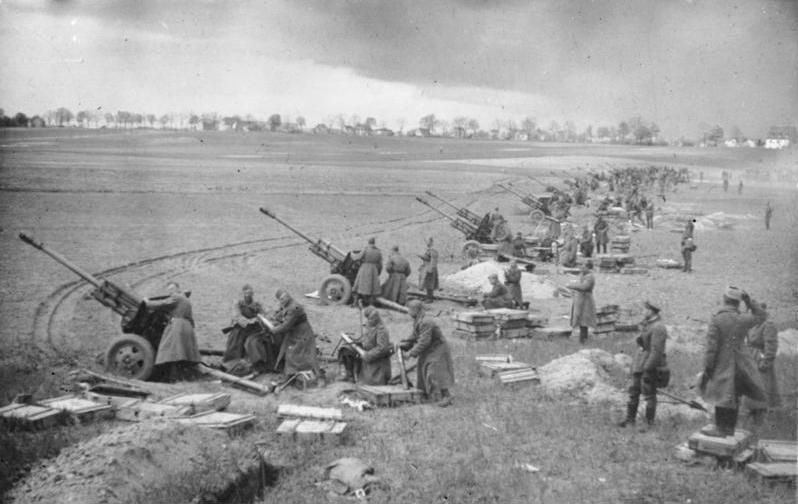
Pháo binh của các Phương diện quân Belorussia 1 và Ukraina 1 pháo kích Berlin

Phía Xô Viết để tấn công dứt điểm Berlin huy động 2,5 triệu quân; 41.600 súng cối và đại bác; 3.255 dàn pháo binh phản lực Kachiusa; 6.250 xe tăng và pháo tự hành; 7.500 máy bay. Từ phía bắc xuống phía nam quân đội Xô Viết bố trí 3 phương diện quân để tham gia chiến dịch:
- Phương diện quân Byelorussia 2 của nguyên soái Rokossovsky gồm: tập đoàn quân xung kích số 2, các tập đoàn quân số 19, 49, 65, 70; tập đoàn quân không quân số 4; ba quân đoàn xe tăng cận vệ số 1, 3, 8; quân đoàn cơ giới cận vệ số 8. Phương diện quân này có nhiệm vụ tấn công từ bàn đạp Stettin 150 km đông bắc Berlin trên sông Oder dùng cánh trái của mình bảo vệ sườn và phối hợp với phương diện quân Zhukov tấn công trên hướng Oder. Nhưng nhiệm vụ chính là đè bẹp tập đoàn quân xe tăng số 3 của Đức không cho ứng cứu Berlin từ phía bắc, phát triển thật nhanh về phía tây và tây bắc tại cánh bắc Berlin chạy đua với tập đoàn quân số 2 của Anh và tập đoàn quân số 9 của Mỹ đang từ phía tây tiến lại, chiếm càng nhiều lãnh thổ Đức về phía tây càng tốt.
- Phương diện quân Byelorussia 1 của nguyên soái Zhukov là lực lượng chủ công đánh chiếm Berlin lực lượng gồm: các tập đoàn quân xe tăng cận vệ số 1, 2; các tập đoàn quân không quân số 16, 18; tập đoàn quân cận vệ số 8; các tập đoàn quân xung kích số 3, 5; các tập đoàn quân số 3, 33, 47, 61, 69; tập đoàn quân Ba Lan số 1; các quân đoàn xe tăng số 9, 11; các quân đoàn kỵ binh cận vệ số 2, 7. Nhiệm vụ của Phương diện quân này là từ bàn đạp Küstrin 100 km phía chính đông Berlin tấn công bao vây, tiêu diệt tập đoàn quân số 9 và tập đoàn quân xe tăng số 4 của Đức, bao vây Berlin và đánh chiếm thành phố.
- Phương diện quân Ukraina 1 của nguyên soái Konev gồm tập đoàn quân xe tăng cận vệ số 3, 4; tập đoàn quân không quân số 2; các tập đoàn quân cận vệ số 3, 5; các tập đoàn quân số 13, 28, 52; tập đoàn quân Ba Lan số 2; quân đoàn xe tăng cận vệ số 4 và 25; quân đoàn cơ giới cận vệ số 7; quân đoàn kỵ binh cận vệ số 1. Nhiệm vụ của phương diện quân này là bảo vệ sườn nam cho phương diện quân Zhukov, đè bẹp phòng ngự của Cụm tập đoàn quân Trung tâm đưa lực lượng cơ động tiến nhanh mạnh về phía tây tại cánh nam Berlin chạy đua với tập đoàn quân số 1 và số 3 của Mỹ chiếm càng nhiều đất Đức càng tốt.

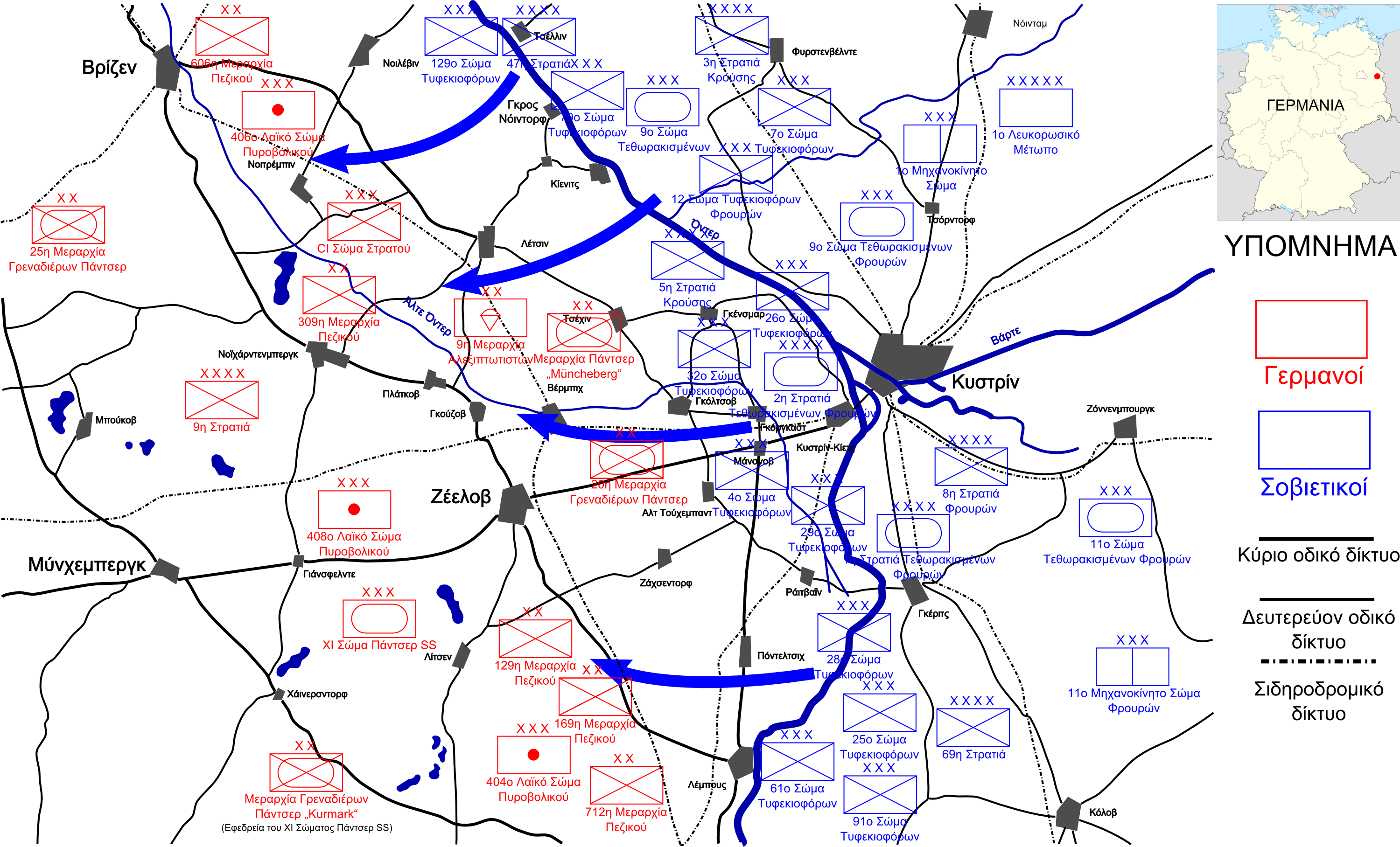
Quân đội Liên Xô tấn công cụm cứ điểm Seelow ở ngoại ô phía đông Berlin

Trong đêm rạng ngày 16 tháng 4 năm 1945 Hồng quân tổng tấn công chiến dịch Berlin:
- Tại hướng chính diện từ bàn đạp Kiustrin phương diện quân Belorussia 1 của nguyên soái Zhukov tấn công dãy cứ điểm của tập đoàn quân số 9 Đức tại điểm cao Seelow án ngữ bờ tây sông Oder. Quân Đức từ trước đã tháo cống trên sông Oder gây ngập lụt các vùng đất thấp bắt buộc phương diện quân Zhukov phải tấn công chính diện cao điểm Seelow đã được gia cố rất vững chắc. Để tăng hiệu quả tác động tâm lý trong tấn công đêm Hồng quân bố trí 150 dàn đèn pha phòng không chiếu thẳng vào mắt quân phòng thủ Đức nhưng xem ra đạt hiệu quả không đáng kể. Quân Đức phòng thủ điểm cao Seelow rất rắn chắc dưới sự chỉ huy rất kinh nghiệm và bản lĩnh của tư lệnh Heinrici, Hồng quân thương vong rất lớn nhưng không thể xuyên phá tuyến phòng thủ Đức theo đúng kế hoạch và có nguy cơ bế tắc. Để hâm nóng sự cạnh tranh giữa hai nguyên soái Xô Viết đầu bảng Zhukov và Konev, Stalin nói với Zhukov rằng sẽ điều quân của Konev ngược lên phía bắc chiếm Berlin nếu phương diện quân Belorussia 1 không thể vượt qua được Seelow. Zhukov dốc hết toàn lực kể cả các lực lượng xe tăng để tấn công thọc sâu dự định dùng sau này... Và kết quả với sức mạnh rất to lớn đã dần đánh chiếm các tuyến chiến hào Seelow. Sau 3 ngày cận chiến rất quyết liệt, rất đẫm máu, đến 19 tháng 4 tuyến phòng thủ cuối cùng tại Seelow đã bị đè bẹp, từ đó đến Berlin là khoảng rộng chiến dịch, quân Đức không còn dự bị, không còn lực lượng nào có thể cản nổi phương diện quân của Zhukov.
- Tại cánh nam, cuộc tấn công của phương diện quân Konev đã diến ra thuận lợi theo đúng kế hoạch. Cụm tập đoàn quân Trung tâm Đức của Thống chế Ferdinand Schörner đã phối hợp không tốt: tập đoàn quân xe tăng số 4 của cụm quân này đã không hoàn thành nhiệm vụ che sườn phía nam cho tập đoàn quân số 9 (Đức) của cụm Wisla đang phòng thủ hiệu quả tại Seelow. Phương diện quân Konev nhanh chóng đè bẹp phòng ngự Đức trên sông Neisse và xuyên phá vào tuyến ngăn cách giữa tập đoàn quân xe tăng số 4 và tập đoàn quân 9 của Đức, ào ạt tiến về phía tây. Chính sự đột phá mãnh liệt của phương diện quân Ukraina 1 đã làm rối loạn tuyến phòng thủ Đức và tạo điều kiện cho phương diện quân Zhukov đè bẹp nốt sự kháng cự của Đức tại Seelow.
Nguyên soái Konev theo chỉ đạo của Stalin quay mũi đoàn xe tăng lên phía bắc đánh tập hậu để bao vây Berlin và mũi xe tăng này đã tiến vào Potsdam tây nam Berlin 45 km vào ngày 21 tháng 4. Để chống lại phương diện quân Konev đang tập hậu Berlin từ phía nam, Hitler ra lệnh cho tập đoàn quân 12 Đức đang đối mặt quân Mỹ ở phía tây trên tuyến sông Elbe quay về phía đông kết hợp với tập đoàn quân 9 định đánh vào 2 sườn cánh quân xe tăng của Konev, nhưng những lực lượng đã rệu rã này chỉ như muối bỏ biển, không thể làm nên chuyện gì lớn trước đối phương quá mạnh.
- Tại cánh bắc, phương diện quân Xô Viết Belorussia 2 của nguyên soái Rokossovsky liên tiếp vượt sông đông Oder và tây Oder triển khai tấn công mãnh liệt, các trận đánh của phương diện quân này đã hoàn toàn trói chân và đánh tan tập đoàn quân xe tăng số 3 Đức của cụm Wisla định tấn công giải cứu Berlin từ phía bắc. Phương diện quân này đồng thời ào ạt tiến về phía tây và tây bắc để gặp quân Anh – Mỹ.

Sau khi vượt qua Seelow, tận dụng các thắng lợi của phương diện quân Ukraina 1 tại cánh nam, phương diện quân Belorussia 1 của Zhukov ào ạt tiến sâu về phía Berlin trên hướng chính diện phía đông. Ngày 24 tháng 4 năm 1945 mũi tấn công của tập đoàn quân xe tăng cận vệ số 1 và tập đoàn quân cận vệ số 8 của Zhukov đã gặp tập đoàn quân xe tăng số 3 và tập đoàn quân số 28 của Konev tại phía đông Berlin và đã hoàn thành việc bao vây khối quân Đức của tập đoàn quân 9 và tập đàn quân xe tăng số 4 phòng thủ phía đông và đông nam Berlin. Ngày hôm sau hai phương diện quân Xô Viết của Zhukov và Konev lại hợp vây tại phía tây Berlin và hoàn thành việc bao vây toàn bộ khối quân Đức tại Berlin, số phận đế chế thứ ba chỉ còn tính từng ngày. Đồng thời Hồng quân chạy đua với thời gian phát triển mạnh về phía tây chiếm tối đa đất Đức. Ngày 26 tháng 4 năm 1945 các đơn vị tiên phong của tập đoàn quân cận vệ số 5 của phương diện quân Konev đã gặp tập đoàn quân số 1 của Mỹ tại Torgau trên sông Elbe.
Berlin đã trong vòng vây dày đặc. Quân đội Xô Viết bắt đầu giai đoạn cuối cùng là đè bẹp các ổ kháng cự cuối cùng của Đức trong các trận đánh đường phố trong thủ đô Đức.

##### Berlin thất thủ

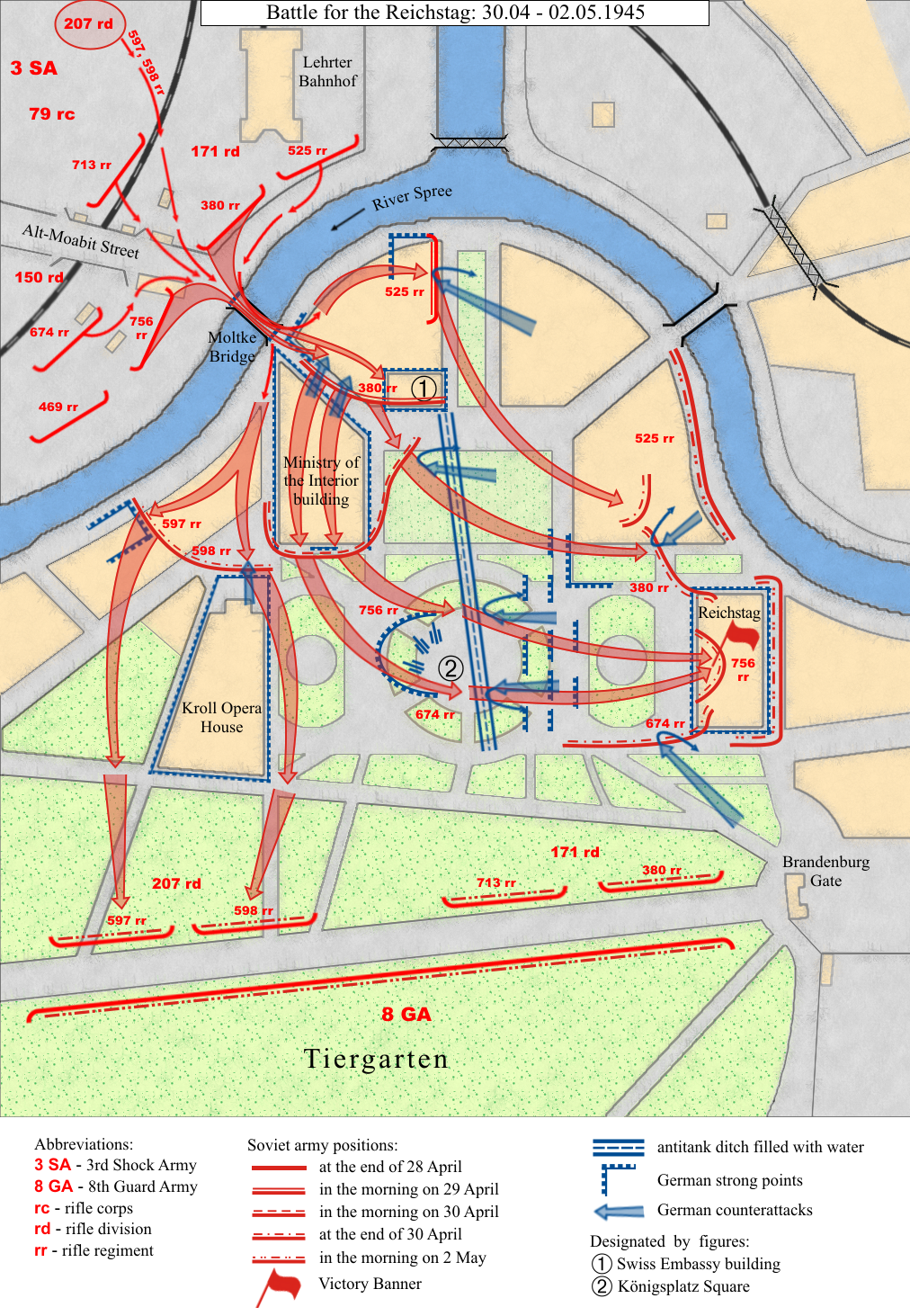
Trận đánh chiếm tòa nhà Quốc hội (Đức) từ 28 đến 30/4/1945

Hơn 10 ngày cuối cùng từ 26 tháng 4 đến 9 tháng 5, Hồng quân tấn công các ổ kháng cự tại nội đô Berlin. Với việc thành phố đã bị vây bọc hoàn toàn không nguồn tiếp tế thì Berlin không thể cầm cự được lâu dài. Việc đánh chiếm Berlin được phương diện quân Belorussia 1 tiến hành đồng thời với việc tiêu diệt khối quân Đức bị vây bên ngoài tại phía đông và đông nam thành phố, đến ngày 1 tháng 5 năm 1945 khối quân này gồm tập đoàn quân số 9, tập đoàn quân xe tăng số 4 về cơ bản đã bị tiêu diệt.
Việc đánh chiếm nội đô Berlin diễn ra phức tạp hơn nhiều, quân Đức chống cự một cách tuyệt vọng đến cùng. Hai bên đánh nhau giành giật từng khu phố từng ngôi nhà. Loại súng chống tăng không giật vác vai Panzerfaust của Đức được phát rộng rãi xuống cho dân quân và các lực lượng bán vũ trang đã phát huy tác dụng rất tốt: trong các trận đánh đường phố, hơn 2.000 xe tăng và cơ giới các loại của Liên Xô đã bị phá hủy chỉ tính riêng trong nội đô Berlin.
Để trục xuất các nhóm lính Đức cố thủ trong các ngôi nhà, Hồng quân tách nhỏ các đơn vị xe tăng và pháo binh, đưa xuống cho các đơn vị bộ binh xung kích để hỗ trợ hỏa lực đánh nhau trong phố: đại bác, xe tăng Xô Viết nã thẳng trái phá vào các tòa nhà, các căn phòng để trục quân Đức ra khỏi các chỗ ẩn náu. Quân đội Xô Viết đã có kinh nghiệm đánh nhau trong phố: Hồng quân trước tiên đánh tiêu diệt các kho tàng đạn dược của đối phương, sau đó đánh chia nhỏ các khu vực kháng cự, cô lập và tiêu diệt dứt điểm từng khu. Quân Đức dù chống cự rất quyết liệt đến cùng, nhưng khi hết đạn thì hoặc phải tự sát hoặc đầu hàng. Hơn nữa lính Đức cố thủ trong thành phố đã không còn vũ khí nặng, không thể đấu lại được với xe tăng, máy bay và đại bác bắn thẳng của Hồng quân. Lính Đức, SS và Volkssturm dần dần bị đẩy khỏi các khối nhà và đến ngày 29 tháng 4 toàn bộ lực lượng Đức còn lại chủ yếu là các đơn vị SS trung thành nhất tập trung dày đặc tại khu vực Nhà quốc hội Đức (Reichstag) và văn phòng đế chế (Reichschancellery).
Ngày 29 tháng 4 đã diễn ra trận đánh cuối cùng chiếm khu nhà quốc hội Đức: sau các đợt bắn phá dữ dội bằng pháo binh và không quân các đơn vị Xô Viết xung phong cận chiến đánh chiếm Reichstag, chiến sự cực kỳ ác liệt và không khoan nhượng, hai bên giành giật từng căn phòng, từng đoạn cầu thang, từng tầng lầu. Đến ngày 30 tháng 4, hầu hết lính Đức và SS tại đây đều đã chết. Hai người lính trinh sát Xô Viết của trung đoàn 756, sư đoàn bộ binh 150 thuộc tập đoàn quân xung kích số 3, phương diện quân Belorussia 1: trung sĩ Mikhail Alekseyvich Egorov người Nga và hạ sĩ Meliton Varlamovich Kantarya người Gruzia đại diện cho các dân tộc Xô Viết chiến thắng đã cắm quốc kỳ Liên Xô lên mái vòm Reichchtag.

Chiến sĩ Hồng quân Meliton Kantaria cắm lá cờ Xô Viết trên nóc tòa nhà Quốc hội Đức, ngày 30/4/1945

Cùng ngày để không rơi vào tay quân đội Liên Xô, Führer Adolf Hitler cưới Eva Braun và sau đó cả hai đã tự sát. Trong di chúc Hitler trao quyền tổng thống đế chế (Reichspräsident) cho đô đốc Karl Dönitz và thủ tướng đế chế (Reichskanzler) cho Bộ trưởng tuyên truyền tiến sĩ Joseph Goebbels. Reichskanzler mới Joseph Goebbels liền cử ngay đại tướng Hans Krebs Tổng tham mưu trưởng – có thời từng là tùy viên quân sự Đức tại Moskva đi gặp đối phương đề nghị đàm phán. Tư lệnh Xô Viết G.K. Zhukov cho phía Đức hơn 1 giờ để quyết định đầu hàng không điều kiện. Sau khi hết thời hạn, chiến sự lại tiếp tục bùng phát ác liệt như cũ. Ngày 1 tháng 5 năm 1945, ngay trước khi lính Hồng quân tràn vào văn phòng đế chế, vợ chồng tiến sĩ Goebbels tự tay tiêm thuốc độc cho 6 đứa con nhỏ của mình và tự sát.
Ngày 2 tháng 5 năm 1945 không còn gì để tiếp tục chiến đấu tư lệnh phòng thủ thành phố Berlin Thượng tướng pháo binh Đức Helmuth Weidling đã ra lệnh đầu hàng, tuy rằng trong thành phố vẫn còn nhiều trung tâm kháng cự của SS tiếp tục chiến đấu nhưng về cơ bản Berlin đã thất thủ. Hầu hết 800.000 quân Đức phòng thủ Berlin đã chết, bị thương hoặc bị bắt làm tù binh. Phía Liên Xô cũng có 81.000 người tử trận và trên 200.000 bị thương.
Ngày 7 tháng 5 năm 1945 tại Rheims (Pháp) đại tướng Alfred Jold tổng tham mưu trưởng bộ tư lệnh hành quân Đức thay mặt chính phủ Đế chế của đô đốc Karl Dönitz đã ký biên bản đầu hàng quân đội đồng minh cùng Hồng quân Xô Viết trước các đại diện quân đội Anh, Pháp, Mỹ. Tổng tư lệnh tối cao Xô Viết Stalin bất bình và phản đối thể thức đầu hàng như vậy và yêu cầu nghi thức đầu hàng chính thức phải được diễn ra tại Berlin với đại diện cao nhất của lực lượng vũ trang Đức và dưới sự chủ tọa của đại diện của quân đội Xô Viết. Lãnh đạo các nước đồng minh nhất trí coi việc ký đầu hàng ngày 7 tháng 5 là đầu hàng sơ bộ và sẽ tổ chức nghi thức ký chính thức đầu hàng của Đức tại Berlin. Hôm sau thống chế Tổng tư lệnh quân đội Đức Wilhelm Keitel cùng các đại diện Hải, lục, không quân, các lực lượng vũ trang Đức đã đến Berlin. Trước các đại diện quân đội Đồng minh, Nguyên soái Liên Xô Georgy Zhukov thay mặt Tổng tư lệnh tối cao Xô Viết chủ trì và tiếp nhận sự đầu hàng của Đức Quốc xã. Chiến tranh Xô – Đức đã chấm dứt.

## Mặt trận hậu phương - Sản xuất quân sự của Đức và Liên Xô

### Chiến lược sản xuất

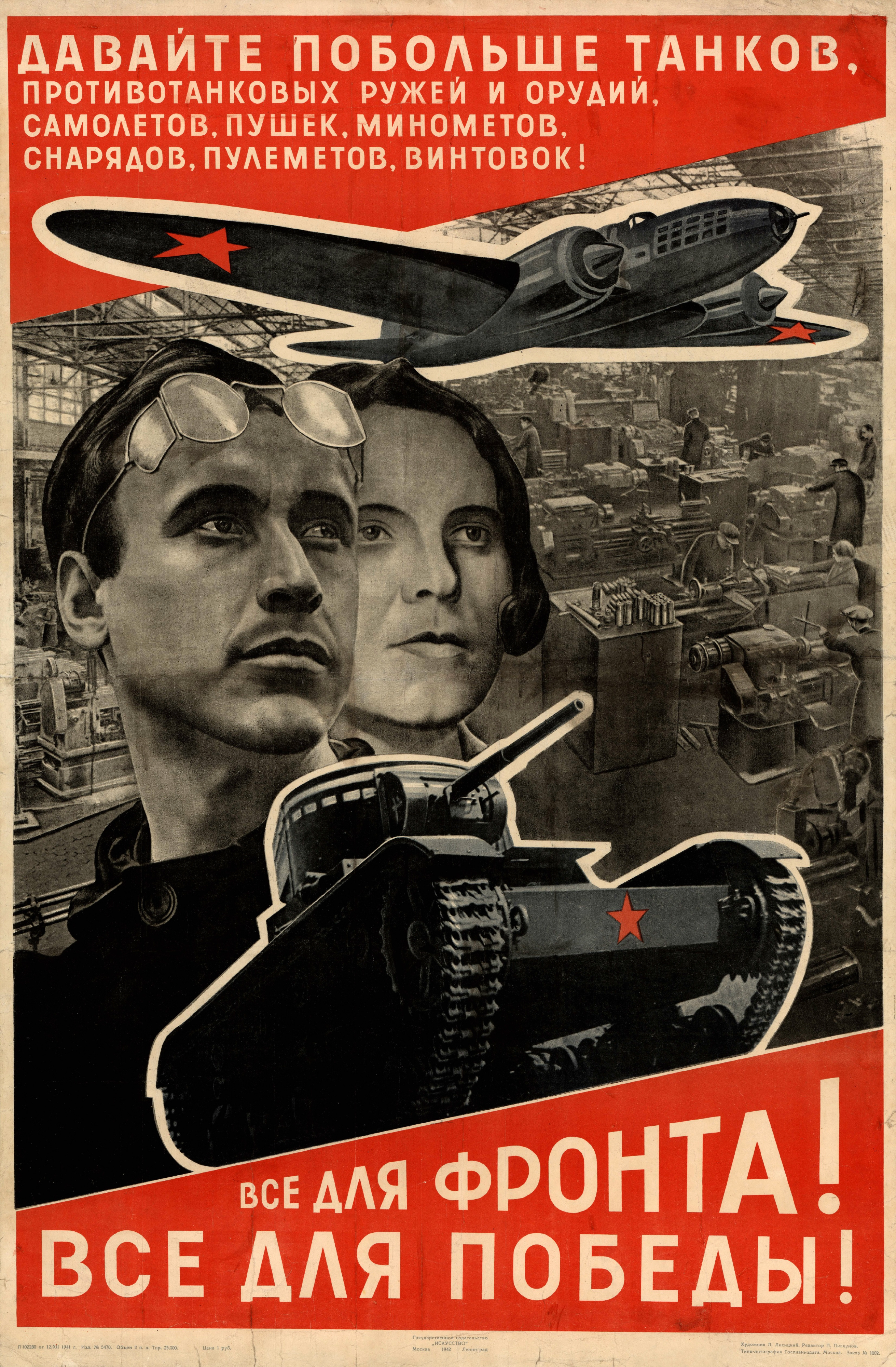
Bích cương cổ vũ lao động của Liên Xô năm 1941: "Tất cả cho tiền tuyến, tất cả cho chiến thắng".

Xét về nguồn lao động, có vẻ Liên Xô chiếm ưu thế hơn so với Đức (năm 1940, dân số Liên Xô là khoảng 170 triệu, còn Đức là gần 80 triệu). Nhưng vào năm 1941 và đầu 1942, Đức đã đánh chiếm được một vùng lãnh thổ rộng lớn của Liên Xô, hàng chục triệu người Liên Xô đã chết hoặc chịu sự chiếm đóng của Đức. Đức cũng huy động rất nhiều lao động cưỡng bức từ các nước bị chiếm đóng (Pháp, Ba Lan, Tiệp Khắc...). Sau khi tính toán các yếu tố này, Đức mới là bên chiếm ưu thế về lực lượng lao động (năm 1942, Liên Xô có 7,2 triệu công nhân, trong khi Đức có 16,2 triệu công nhân), và ưu thế này duy trì cho tới cuối năm 1944. Đức cũng không bị thiếu tài nguyên như hồi thế chiến 1, vì họ có thể lấy từ các nước bị chiếm đóng. Tuy nhiên, cuối cùng Liên Xô lại sản xuất được nhiều vũ khí hơn so với Đức, sự khác biệt đó là do chiến lược sản xuất của mỗi bên quyết định.
Chiến thắng của Liên Xô dựa rất nhiều vào khả năng của ngành công nghiệp chiến tranh hoạt động hiệu quả hơn nền công nghiệp Đức, mặc dù Liên Xô phải chịu sự mất mát to lớn về dân số và đất đai trong năm 1941. Các Kế hoạch 5 năm của lãnh tụ Iosif Stalin trong những năm 1930 đã dẫn đến nền đại công nghiệp to lớn ở Urals và Trung Á, và đưa Liên Xô trở thành cường quốc công nghiệp thứ 2 thế giới. Năm 1941, các chuyến tàu vận chuyển quân sự đã được sử dụng để sơ tán hàng nghìn nhà máy từ Belarus và Ukraine cùng 8 triệu dân đến nơi an toàn cách xa quân Đức. Một khi các cơ sở này đã được tập hợp lại ở phía đông của dãy Urals, các công nhân Liên Xô bắt tay ngay vào sản xuất với cường độ 24/24 giờ.
Bởi quy mô cực kỳ lớn của chiến tranh tổng lực, cả Liên Xô và Đức đều phải huy động hàng chục triệu nam giới nhập ngũ, do vậy lực lượng lao động của mỗi quốc gia đều sụt giảm, trong khi việc cung cấp vũ khí cho mặt trận cần phải tiến hành liên tục. Để giải quyết tình trạng thiếu lao động, cả hai bên đi theo 2 hướng khác nhau:
- Sự gia tăng sản xuất các trang thiết bị của Liên Xô nhờ vào việc áp dụng triệt để nhất các nguyên tắc của chiến tranh toàn diện: Phụ nữ, người già được huy động để thay thế vị trí của các nam công nhân đã lên đường nhập ngũ. Chính phủ Liên Xô sử dụng các biện pháp động viên lòng ái quốc để mỗi người dân Xô Viết, từ thanh niên, phụ nữ cho tới người già đều sắn sàng lao động với nỗ lực cao nhất mà họ có thể đạt được theo phương châm "Tất cả cho tiền tuyến, Tất cả cho chiến thắng".
- Người Đức đi theo một hướng khác, họ dựa vào một lực lượng lao động nô lệ rất lớn bị cưỡng bức từ các nước bị chinh phục (công nhân từ Pháp, Ba Lan, Tiệp Khắc...) và cả tù binh Liên Xô. Khoảng 50% số lao động công nghiệp của Đức trong chiến tranh là từ lao động cưỡng bức, nhờ số lao động cưỡng bức này mà Đức có thể tăng cường sản xuất vũ khí bất chấp việc thiếu hụt lao động trong nước. Đức cũng trưng dụng luôn cả những nhà máy ở những nước bị chiếm đóng như Pháp, Ba Lan, Tiệp Khắc... để sản xuất cho mình (ví dụ, rất nhiều xe cơ giới của Đức được sản xuất tại các nhà máy chiếm được của Pháp).

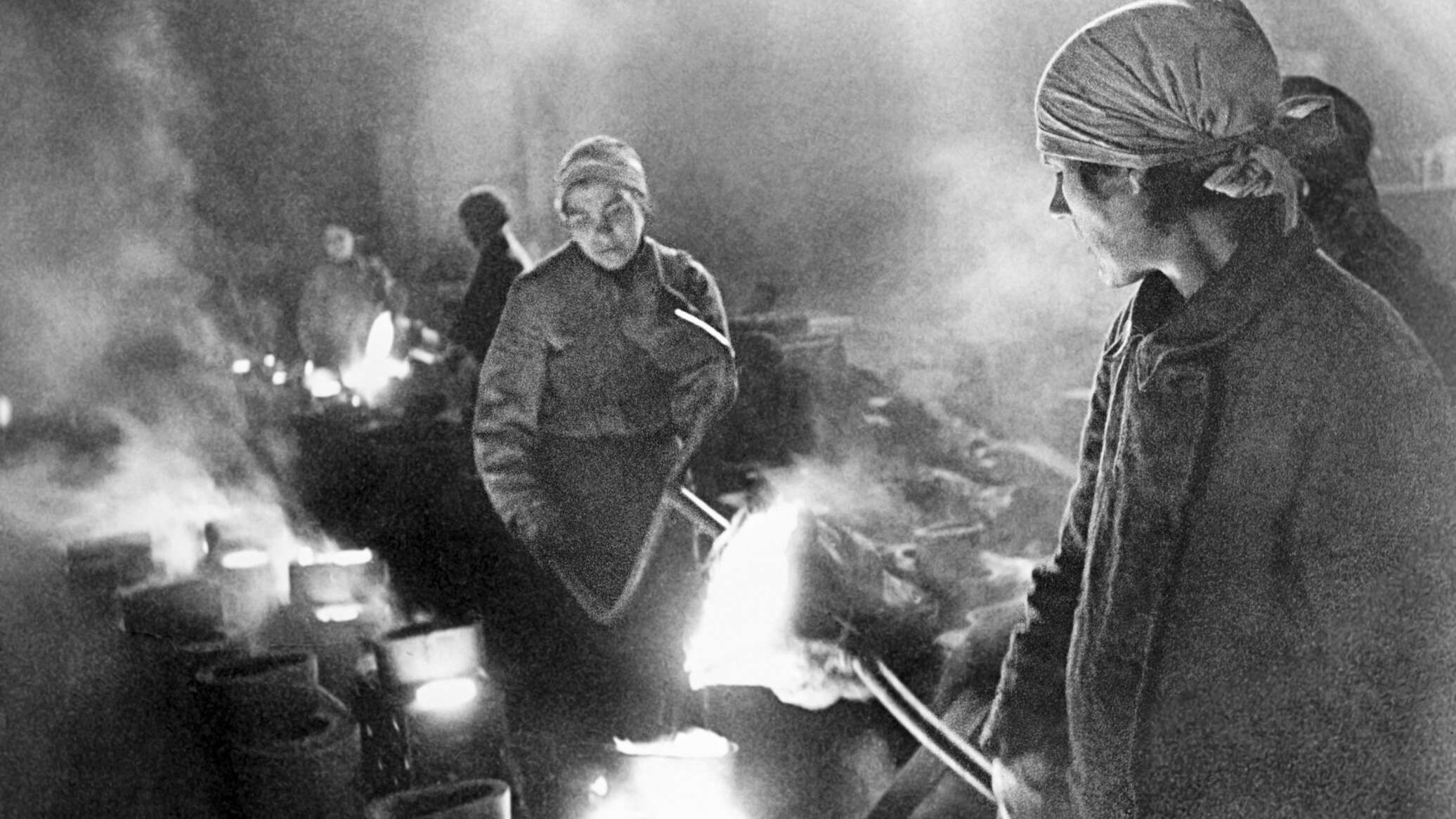
Phụ nữ Liên Xô lao động trong nhà máy ngay giữa vòng vây của quân Đức trong Trận Leningrad để thay thế cho các nam công nhân đã ra trận

Trong việc tổ chức sản xuất, người Đức đã mắc phải một số sai lầm lớn:
- Trong giai đoạn đầu chiến tranh, các chỉ huy Đức không xem trọng việc tổ chức sản xuất quốc phòng do các chiến thắng quá nhanh chóng. Nền kinh tế Đức trong năm 1940 vẫn tiếp tục phục vụ cả dân sự và quân sự, Đức không đặt ra các hạn chế về tiêu thụ sản phẩm tiêu dùng của người dân để tiết kiệm tài nguyên dành cho quân sự. Năm 1940, khoảng 41% lượng thép của Đức vẫn được dành cho các ngành dân sự. Phải tới đầu năm 1942, khi chiến lược "đánh nhanh thắng nhanh" bị Liên Xô bẻ gãy, Đức mới thực sự chuyển nền kinh tế sang thời chiến.
- Vào nửa cuối năm 1941, chủ quan với những thắng lợi lớn ở mặt trận Liên Xô, ngày 16 tháng 8 năm 1941, chỉ huy quân đội Đức đề nghị cắt giảm nỗ lực sản xuất quân sự vào mùa thu năm 1941 vì họ chắc chắn rằng Đức sẽ đánh bại Liên Xô, và Hitler đồng tình. Tóm lại, Đức đã không chuẩn bị đầy đủ cho một chiến dịch trong mùa đông, hậu quả là đến tháng 12 năm 1941, quân Đức lâm vào tình trạng thiếu đồ dùng, trang bị cho mùa đông, làm sụt giảm khả năng chiến đấu.
- Đức không động viên phụ nữ cho sản xuất công nghiệp (năm 1939, công nghiệp Đức sử dụng 2,62 triệu phụ nữ, vào tháng 7 năm 1944, công nghiệp Đức vẫn chỉ sử dụng 2,67 triệu phụ nữ) do học thuyết Quốc xã không chấp nhận cho phụ nữ làm việc nặng. Việc này làm lãng phí một nguồn lao động khá lớn.
- Trong các thiết kế vũ khí, người Đức đã vướng phải một số tính toán sai lầm. Khi Đức sản xuất một loại vũ khí, họ liên tục sửa đổi các mô hình sản xuất cơ bản trong một thời gian rất ngắn (ví dụ như xe tăng Panzer IV có tới gần 10 biến thể trong 4 năm sản xuất). Các "nâng cấp" này đem lại chút ít hiệu quả tác chiến, nhưng sẽ làm gián đoạn dây chuyền sản xuất và kéo tụt rất nhiều số lượng vũ khí được chế tạo (ngược lại, Liên Xô hạn chế sửa đổi thiết kế vũ khí nếu không thực sự cần thiết, ví dụ như xe tăng T-34 chỉ có 2 biến thể chính trong 5 năm sản xuất). Xe tăng Đức sử dụng động cơ phức tạp chạy xăng (bảo dưỡng phức tạp hơn và chi phí đắt hơn); trong khi xe tăng Liên Xô chạy động cơ diesel rất cơ bản (và cũng ít bị bốc cháy hơn). Người Đức đã nhận ra sai lầm trong năm 1941, nhưng đã quá muộn để chuyển đổi nền kinh tế Đức sang sản xuất động cơ diesel.
- Đức liên tục đưa ra các thiết kế vũ khí mới, ngày càng mạnh mẽ nhưng cũng ngày càng đắt tiền như xe tăng Panther, Tiger I hay Elefant. Chi phí sản xuất mỗi đơn vị ngày càng cao, trong khi hiệu quả chiến đấu tăng lên không tương xứng (ví dụ như xe tăng Tiger I đắt gấp 3 lần so với Panzer IV, nhưng 1 chiếc Tiger sẽ không hữu dụng bằng 3 chiếc Panzer IV, lại dễ hỏng hóc hơn).

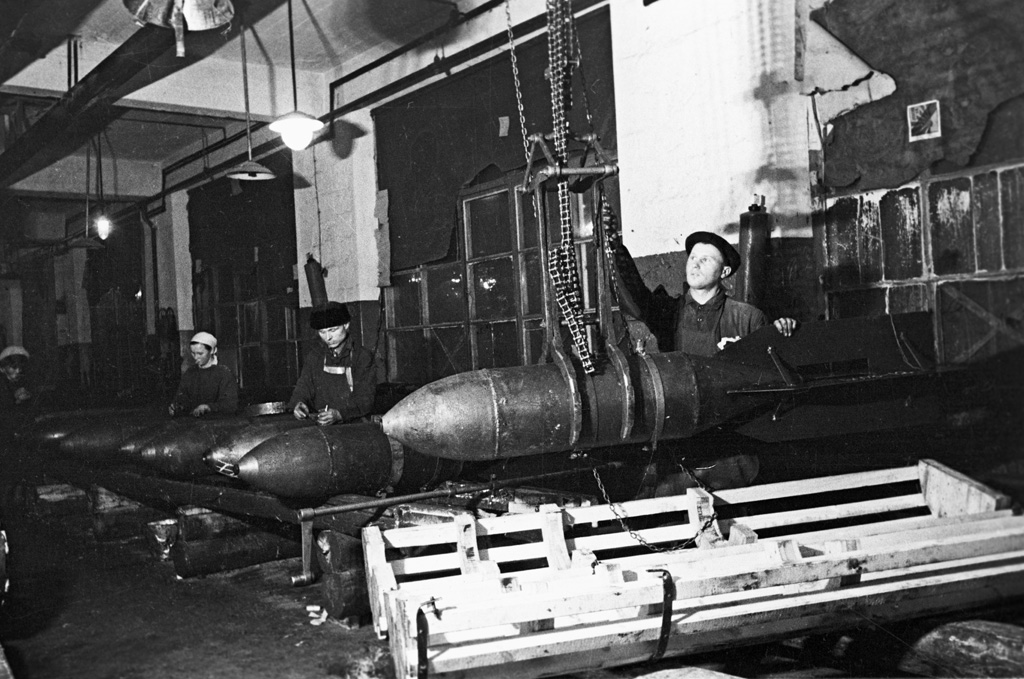
Nhà máy sản xuất bom cho máy bay tại Moskva, Liên Xô, 1941

Ngược lại với Đức, việc hoạch định sản xuất của Liên Xô đạt hiệu quả rất lớn:
- Với sự lãnh đạo tài ba của Iosif Stalin, Liên Xô đã hoàn thành công nghiệp hóa, đạt những bước tiến công nghệ tương đương 50 năm chỉ trong một khoảng thời gian là 10 năm. Các tổ hợp công nghiệp Liên Xô có thể sản xuất hàng loạt theo dây chuyền với một tiến độ rất nhanh, các nhà máy cũng bố trí liên kết với nhau chứ không phân tán như các nhà máy Đức, nên càng giúp tiết kiệm thời gian sản xuất.
- Các quân đội phương Tây trong Thế chiến thứ hai vẫn mô phỏng theo cách của thời Napoleon - cung cấp cho mỗi sư đoàn chiến đấu một đơn vị hậu cần và đơn vị này sẽ rút ra khu vực phía sau khi cần thiết. Liên Xô đảo ngược thứ tự - các đơn vị hậu cần được tổ chức chuyên biệt (hiệu quả hơn), cho phép có thêm quân chiến đấu ở tiền tuyến.
- Trái ngược với Đức, các nhà máy vũ khí Liên Xô tập trung vào việc cải tiến các thiết kế vũ khí sẵn có, hạn chế việc đưa ra các thiết kế mới hoàn toàn (để tránh việc làm sụt giảm sản lượng và tăng chi phí). Ví dụ điển hình nhất là xe tăng hạng nặng, suốt chiến tranh Liên Xô chỉ sản xuất một loại xe tăng mới (xe tăng Iosif Stalin) trong khi Đức sản xuất tới ba loại (Panther, Tiger I và Tiger II).
- Vũ khí Liên Xô thường có vẻ ngoài thô kệch, nhưng đơn giản trong thiết kế và sản xuất, và ít khi hỏng hóc. Hệ thống vũ khí của Đức thì ngày càng trở nên phức tạp hơn khi chiến tranh tiến triển và chúng thường xuyên bị hỏng hóc (chẳng hạn như xe tăng Panther và Tiger II). Các đơn vị kỹ thuật Đức không bao giờ có thể giữ cho tất cả các thiết bị quân sự Đức hoạt động ở cường độ cao, và các hỏng hóc là không thể tránh khỏi.

Vì những lý do trên, mặc dù Đức huy động lực lượng lao động lớn gấp đôi và sản xuất ra nhiều nguyên vật liệu hơn (than đá, quặng sắt...), song nhờ chiến lược tổ chức sản xuất hiệu quả hơn, kể từ năm 1943, Liên Xô đã vượt qua Đức trong số lượng sản xuất quân sự (năm 1943, Liên Xô sản xuất 24.089 xe tăng và pháo tự hành, trong khi Đức là 19.800). Để đảm bảo tốc độ sản xuất, Liên Xô từng bước nâng cấp các thiết kế hiện có, và áp dụng quy trình sản xuất đơn giản và tinh tế để gia tăng sản xuất (tiêu biểu như xe tăng T-34, 53.000 xe đã được sản xuất liên tục suốt chiến tranh, nhờ cải tiến liên tục mà xe ngày càng rẻ trong khi sức mạnh ngày càng tăng). Trong khi đó, ngành công nghiệp Đức đi theo hướng khác, họ liên tục tạo ra các thiết kế mới, ngày càng mạnh mẽ nhưng cũng ngày càng đắt tiền như xe tăng Panther, Tiger I hay Elefant. Người Đức có xu hướng "ưu tiên chất lượng hơn số lượng", kết quả của chiến lược này là Đức có những vũ khí mạnh mẽ, tính năng cao nhưng cũng rất tốn kém, khó có thể sản xuất nhiều để bù đắp cho tổn thất (ví dụ như xe tăng Tiger II có vỏ giáp và hỏa lực rất mạnh, nhưng xe rất đắt nên chỉ sản xuất được gần 500 chiếc).

### Số liệu sản xuất chi tiết
Về trợ giúp từ bên ngoài, phía Liên Xô nhận được viện trợ (khoảng 9,8 tỷ USD) từ Anh, Mỹ, lượng viện trợ này chiếm 4% tổng lượng sản xuất của Liên Xô. Trong khi đó, phía Đức cũng nhận được sự hỗ trợ rất lớn về nhân công và nguyên liệu từ các nước phe Trục (Hungary, Bulgari, Romania, Pháp Vichy...). Ví dụ, khoảng một nửa lượng dầu mỏ mà Đức sử dụng là do Romania cung cấp.
| Year | Than đá (triệu tấn) | Than đá (triệu tấn) | Thép (triệu tấn) | Thép (triệu tấn) | Aluminium (ngàn tấn) | Aluminium (ngàn tấn) | Dầu (triệu tấn) | Dầu (triệu tấn) | Dầu (triệu tấn) | Dầu (triệu tấn) | Dầu (triệu tấn) | Dầu (triệu tấn) |
| Year | Đức                 | Liên Xô             | Đức              | Liên Xô          | Đức                  | Liên Xô              | Đức             | Liên Xô         | Italia          | Hungary         | Romania         | Nhật Bản        |
| ---- | ------------------- | ------------------- | ---------------- | ---------------- | -------------------- | -------------------- | --------------- | --------------- | --------------- | --------------- | --------------- | --------------- |
| 1941 | 483.4               | 151.4               | 31.8             | 17.9             | 233.6                | –                    | 5.7             | 33.0            | 0.12            | 0.4             | 5.5             | –               |
| 1942 | 513.1               | 75.5                | 32.1             | 8.1              | 264.0                | 51.7                 | 6.6             | 22.0            | 0.01            | 0.7             | 5.7             | 1.8             |
| 1943 | 521.4               | 93.1                | 34.6             | 8.5              | 250.0                | 62.3                 | 7.6             | 18.0            | 0.01            | 0.8             | 5.3             | 2.3             |
| 1944 | 509.8               | 121.5               | 28.5             | 10.9             | 245.3                | 82.7                 | 5.5             | 18.2            | –               | 1               | 3.5             | 1               |
| 1945 | –                   | 149.3               | –                | 12.3             | –                    | 86.3                 | 1.3             | 19.4            | –               | –               | –               | 0.1             |

| Năm  | Số xe tăng và pháo tự hành sản xuất được | Số xe tăng và pháo tự hành sản xuất được | Số xe tăng và pháo tự hành sản xuất được | Số xe tăng và pháo tự hành sản xuất được | Số xe tăng và pháo tự hành sản xuất được |          |
| Năm  | Liên Xô                                  | Đức                                      | Italian                                  | Hungary                                  | Romania                                  | Nhật Bản |
| ---- | ---------------------------------------- | ---------------------------------------- | ---------------------------------------- | ---------------------------------------- | ---------------------------------------- | -------- |
| 1941 | 6.590                                    | 5.200 (chưa kể pháo tự hành)             | 595                                      | –                                        | –                                        | 595      |
| 1942 | 24.446                                   | 9.300 (chưa kể pháo tự hành)             | 1,252                                    | 500                                      | –                                        | 557      |
| 1943 | 24.089                                   | 19.800                                   | 336                                      | 500                                      | 105                                      | 558      |
| 1944 | 28.963                                   | 27.300                                   | –                                        | 500                                      | 105                                      | 353      |
| 1945 | 15.400                                   | Không rõ                                 | –                                        | –                                        | –                                        | 137      |

| Năm  | Số lượng máy bay sản xuất được | Số lượng máy bay sản xuất được | Số lượng máy bay sản xuất được | Số lượng máy bay sản xuất được | Số lượng máy bay sản xuất được | Số lượng máy bay sản xuất được |
| Năm  | Liên Xô                        | Đức                            | Italia                         | Hungary                        | Romania                        | Nhật Bản                       |
| ---- | ------------------------------ | ------------------------------ | ------------------------------ | ------------------------------ | ------------------------------ | ------------------------------ |
| 1941 | 15.735                         | 11.776                         | 3.503                          | –                              | 1.000                          | 5.088                          |
| 1942 | 25.436                         | 15.556                         | 2.818                          | 6                              | 1.000                          | 8.861                          |
| 1943 | 34.845                         | 25.527                         | 967                            | 267                            | 1.000                          | 16.693                         |
| 1944 | 40.246                         | 39.807                         | –                              | 773                            | 1.000                          | 28.180                         |
| 1945 | 20.052                         | 7.544                          | –                              | –                              | 1.000                          | 8.263                          |

| Năm  | Lao động trong nước | Lao động trong nước | Lao động từ nước ngoài | Lao động từ nước ngoài | Lao động công nghiệp         | Lao động công nghiệp     |
| Năm  | Liên Xô             | Đức                 | Liên Xô                | Đức                    | Tổng số lao động của Liên Xô | Tổng số lao động của Đức |
| ---- | ------------------- | ------------------- | ---------------------- | ---------------------- | ---------------------------- | ------------------------ |
| 1941 | 11.000.000          | 12.900.000          | Không                  | 3.500.000              | 11.000.000                   | 16.400.000               |
| 1942 | 7.200.000           | 11.600.000          | 50.000                 | 4.600.000              | 7.250.000                    | 16.200.000               |
| 1943 | 7.500.000           | 11.100.000          | 200.000                | 5.700.000              | 7.700.000                    | 16.800.000               |
| 1944 | 8.200.000           | 10.400.000          | 800.000                | 7.600.000              | 9.000.000                    | 18.000.000               |
| 1945 | 9.500.000           | –                   | 2.900.000              | –                      | 12.400.000                   | –                        |

Lãnh tụ Liên Xô là Iosif Stalin đã tổng kết rằng thắng lợi của Liên Xô có nguyên nhân rất quan trọng là nhờ sự thắng lợi trong việc tổ chức sản xuất. "Mặt trận hậu phương" được ông đánh giá có vai trò quan trọng ngang với những chiến dịch lớn nhất trong chiến tranh:
Kinh nghiệm lịch sử, các quy luật chung tiến hành chiến tranh dạy rằng không một quốc gia nào có thể chịu đựng nổi sự căng thẳng to lớn ấy, vì sẽ không còn người để làm việc trong các xí nghiệp, nhà máy, không còn người trồng trọt lúa mì để bảo đảm cho nhân dân và cung cấp cho quân đội mọi thứ cần thiết. Các tướng lĩnh của Hít-le được nuôi dưỡng bởi các giáo điều của Clausewitz và Moltke nên không thể hoặc không muốn hiểu đến tình hình đó. Kết quả là bọn Hít-le đã tự phá hoại đất nước của chúng, mặc dù bọn chúng đã bóc lột tới hàng trăm nghìn người lấy ở các nước bị chiếm đóng...
Thế còn ở hậu phương? Lẽ nào lãnh đạo những nước khác có thể làm trọn những điều mà những người Bôn-se-vích đã làm? Họ đã chuyển nguyên cả xí nghiệp, nhà máy ngay trước mũi súng quân thù tới các vùng hoang vu ở Pô-vôn-giê, ở ngoại Uran, ở Siberia. Trong những điều kiện hết sức khó khăn như thế mà chỉ trong vòng một thời gian ngắn, họ đã ổn định được sản xuất và cung cấp mọi thứ cần thiết cho tiền tuyến! Đất nước chúng ta lại đào tạo nên các tướng lĩnh và nguyên soái về dầu hỏa, luyện kim và vận tải, chế tạo máy móc và về nông nghiệp. Cuối cùng, chúng ta còn có cả những thống soái về khoa học... Hàng trăm ngàn người đã bị chở sang nước Đức, thực ra đã biến thành nô lệ làm việc cho Hít-le. Song, Hít-le vẫn không thể bảo đảm cung cấp đủ cho quân đội của chúng. Còn nhân dân của chúng ta thì đã làm nên những công việc tưởng chừng như không thể làm nổi, đã lập nên chiến công vĩ đại. Đó là kết quả hoạt động của những người cộng sản trong công cuộc xây dựng Nhà nước Xô-viết và giáo dục con người mới... Đấy, lại thêm một nguyên nhân thắng lợi nữa của chúng ta, các đồng chí thấy không!

## Sự hỗ trợ của các nước khác

### Hỗ trợ cho Đức
Phía Đức Quốc xã nhận được sự hỗ trợ từ 9 nước đồng minh (phát xít Ý, Romania, Bulgaria, Hungary, Phần Lan, Slovakia, Croatia, Vichy Pháp và Tây Ban Nha), 9 nước này đã cung cấp cho Đức khoảng 20% quân số, 1/3 số lao động và hơn một nửa lượng nguyên vật liệu để sản xuất vũ khí. Đức Quốc xã đã huy động nguồn nhân lực, toàn bộ các kho vũ khí, dự trữ kim loại, các nguyên liệu chiến lược, huy động gần như toàn bộ nền công nghiệp quân sự của toàn Tây Âu và Trung Âu vào cuộc chiến chống Liên Xô, ngoài ra Đức còn tuyển mộ hàng trăm ngàn lính đánh thuê từ các nước vùng Baltic, Nam Tư, Đan Mạch, người Cozak. Về số lượng nhân công lao động, khoảng 40% nhân công của Đức là người nước ngoài, từ những nước chư hầu hoặc vùng bị chiếm đóng Trên thực tế, quân đội Liên Xô phải cùng lúc đương đầu với tiềm lực và quân đội của 9 nước châu Âu chứ không chỉ riêng Đức Quốc xã. Nếu không có sự trợ giúp của 9 nước này, Đức Quốc xã sẽ không thể có đủ nhân lực và tài nguyên để tiến hành chiến tranh tổng lực lâu dài với Liên Xô (ví dụ, sau khi Romania bị Liên Xô đánh bại vào tháng 8/1944 thì Đức cũng bị mất một nửa nguồn cung dầu mỏ, điều này khiến sản lượng vũ khí của Đức sụt giảm nhanh chóng kể từ cuối năm 1944 và quân đội Đức cũng thua chung cuộc chỉ nửa năm sau đó).

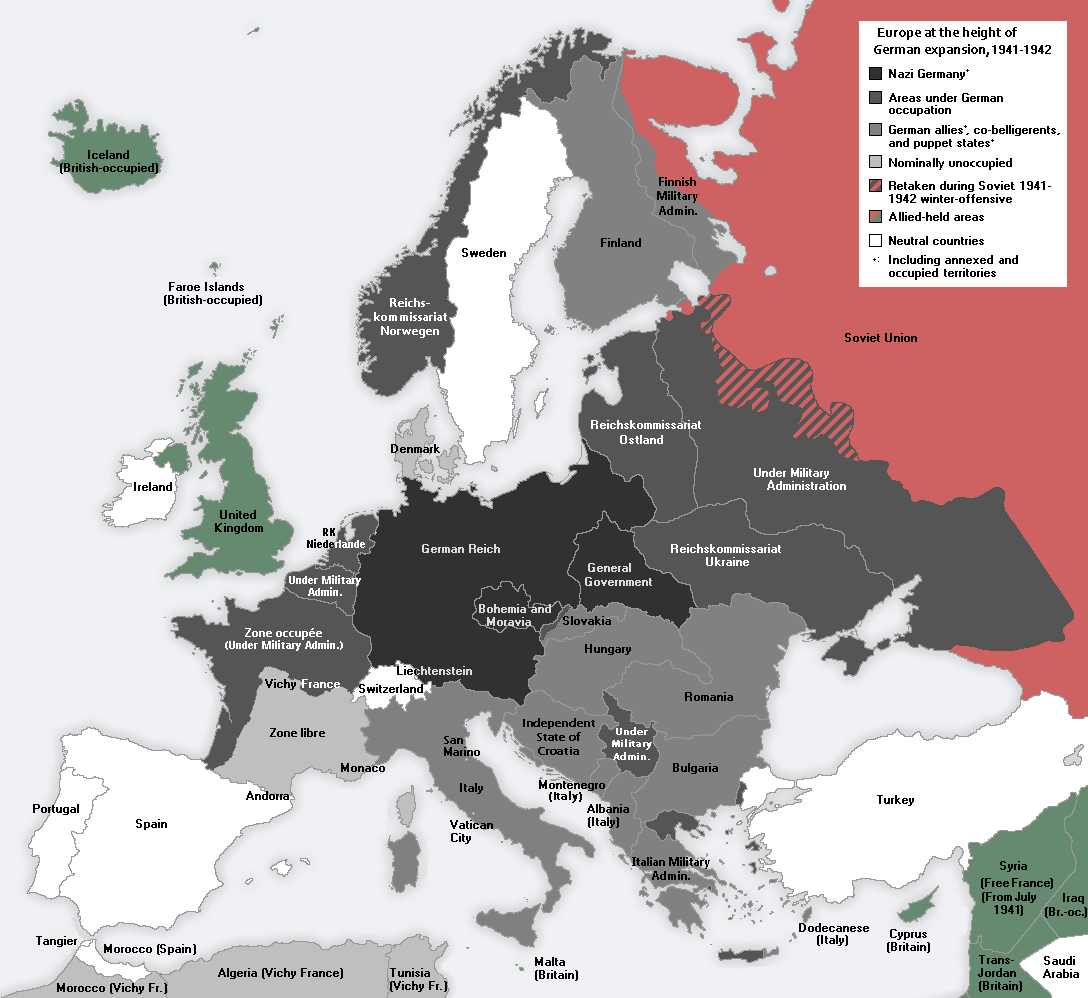
Vùng chiếm đóng của Đức (màu xám đậm) hoặc các nước đồng minh của Đức (màu xám nhạt) năm 1942. Đức đã huy động rất nhiều nhân lực, tài nguyên từ các nước này chứ không chỉ sử dụng nguồn lực trong nước

Không chỉ huy động trong nước, Đức còn huy động nhân lực, tài nguyên của các vùng đã bị chiếm đóng để có thêm nguồn lực cho chiến tranh. Khi Đức chiếm được lãnh thổ mới (bằng cách đánh chiếm trực tiếp hoặc bằng cách thiết lập chính phủ bù nhìn ở các nước bị đánh bại), những lãnh thổ mới này buộc phải bán tài nguyên và nông sản cho Đức với giá cực thấp. Một lượng lớn hàng hóa chảy vào Đức từ những vùng bị chinh phục ở phía Tây. Ví dụ, 2/3 trong tất cả các chuyến tàu hỏa ở Pháp vào năm 1941 đã được sử dụng để vận chuyển hàng hóa sang Đức. Na Uy mất 20% thu nhập quốc dân vào năm 1940 và 40% vào năm 1943 để cung cấp cho Đức Vào các năm 1943–44, 55% GDP của nước Pháp được dùng để chuyển cho Đức.
Ngay từ khi bắt đầu Thế chiến (năm 1939), 20% nguồn cung lương thực và 33% nguồn cung tài nguyên khoáng sản của Đức là được lấy từ các nước bị chiếm đóng hoặc các nước đồng minh của Đức (Romania, Thụy Điển, Vichy Pháp, Hungary, Tiệp Khắc, Nam Tư...) Tỷ lệ này còn tăng cao hơn trong những năm sau đó, khi quy mô chiến tranh ngày càng lớn khiến tốc độ hao tổn tài nguyên của Đức ngày càng tăng.
Do bị thiếu lương thực bởi nhiều nông dân nam đã nhập ngũ, Đức bù đắp sự thiếu hụt đó bằng cách lấy hàng triệu tấn ngũ cốc từ Nam Tư, Hungary và Romania. Nguồn cung cấp dầu của Đức, vốn rất quan trọng cho nỗ lực chiến tranh, phụ thuộc phần lớn vào việc nhập khẩu 1,5 triệu tấn dầu hàng năm, chủ yếu từ Romania. Đức cũng chiếm giữ luôn nguồn cung cấp dầu của các nước bị chinh phục - ví dụ như Pháp Ngày 27/5/1940, Đức đã ký thỏa thuận với Romania, theo đó Romania đã cung cấp cho Đức 6.000.000 tấn dầu mỗi năm, chiếm 35% nguồn cung xăng dầu tinh chế và 70% dầu thô cho Đức
Về quặng sắt, 41,7% nguồn cung của Đức trong giai đoạn 1938-1941 là do Thụy Điển cung cấp. Cứ 4 trong số 10 vũ khí của Đức (súng ống, xe tăng, pháo...) là được chế tạo bằng quặng kim loại do Thụy Điển cung cấp
Về mặt sản xuất, Đức trưng dụng mọi nhà máy tại các lãnh thổ chiếm đóng, các nhà máy này đã cung cấp rất nhiều vũ khí cho Đức. Ví dụ như loại xe tăng Panzer 38(t) và các biến thể của nó đã được sản xuất tại các nhà máy ở Tiệp Khắc với số lượng lên tới trên 6.600 chiếc
Do phần lớn nam giới Đức đã nhập ngũ nên Đức bị thiếu lao động sản xuất, nhất là sản xuất vũ khí. Để bù đắp thiếu hụt, trong tháng 1 năm 1944, gần 6,5 triệu lao động của Đức là người nước ngoài (chiếm 40% tổng số lao động), tuyển dụng từ các vùng mà Đức chiếm đóng, bao gồm: 2,165 triệu người Liên Xô, 1,4 triệu người Ba Lan, 1,1 triệu người Pháp, 180.000 người Italy, 350.000 người Hà Lan, 348.000 người Tiệp Khắc, 500.000 người Bỉ và khoảng 300.000 người nước khác

### Hỗ trợ cho Liên Xô
Trong quá trình chiến tranh, Liên Xô đã nhận được 17.499.861 tấn hàng hóa viện trợ của Mỹ-Anh theo chương trình Lend-Lease (cho vay - cho thuê), tương đương 9,8 tỷ USD (thời giá 1945). Riêng khoản viện trợ của Hoa Kỳ dành cho Liên Xô từ ngày 1 tháng 10 năm 1941 đến 31 tháng 5 năm 1945 bao gồm: 427.284 xe vận tải, 13.303 phương tiện chiến đấu, 35.170 xe mô tô, 2.328 xe tiếp tế quân nhu, 2.670.371 tấn các loại sản phẩm từ dầu mỏ (gồm xăng và dầu) , 4.478.116 tấn thực phẩm (thịt hộp, đường, bột, muối, vv), 1.911 đầu máy hơi nước, 66 đầu máy xe lửa Diesel, 1.000 xe ô tô, 120 xe thùng và 35 xe máy hạng nặng, 12.000 xe tăng - thiết giáp (bao gồm 7.000 xe tăng, khoảng 1.386 trong số đó là M3 Lee và 4.102 là M4 Sherman) ; 11.400 máy bay (4.719 trong số đó là Bell P-39 Airacobras) .
Động lực chính của Mỹ-Anh khi viện trợ cho Liên Xô là vì lợi ích của chính họ, chứ không phải là sự hào phóng. Tổng thống Mỹ là Roosevelt tin rằng Hoa Kỳ sẽ thua cuộc nếu Đức chiến thắng ở Mặt trận phía Đông. Khi đó Đức sẽ kiểm soát toàn bộ lục địa châu Âu, từ eo biển Anh đến miền trung nước Nga, quy mô nhân lực và tài nguyên của Đức khi đó sẽ tăng thêm rất nhiều. Giúp Hồng quân chống lại Đức cũng chính là để bảo vệ lợi thế của các nước Đồng minh phương Tây. Phía Liên Xô cũng không xem Lend-Lease là hàng từ thiện. Họ là nước mang gánh nặng chiến tranh lớn nhất trong giai đoạn quan trọng nhất. Cuối năm 1942, Hồng quân phải đối mặt với 193 sư đoàn Đức, trong khi các lực lượng Anh-Mỹ ở Châu Phi chỉ phải đối mặt với 4 sư đoàn Đức. Đối với Liên Xô, việc các đồng minh phương Tây không mở được mặt trận thứ hai ở châu Âu cho đến giữa năm 1944 đã khiến Liên Xô phải gánh chịu thêm gánh nặng và thương vong của cuộc chiến.
Bản thân Lend-Lease cũng được thực hiện chậm. Chỉ sau Trận Stalingrad (19/8/1942 đến 2/2/1943), viện trợ của Mỹ-Anh mới bắt đầu được chuyển đến với quy mô đáng kể - 85% lượng hàng Lend-Lease được chuyển đến sau tháng 1 năm 1943, khi đó chiến thắng chung cuộc của Liên Xô đã gần như chắc chắn. Rõ ràng là chương trình Lend-Lease đã đến quá muộn để trở thành nhân tố quyết định trong chiến thắng của Liên Xô, nhưng dù sao nó cũng tăng tốc quá trình đánh bại Đức, giúp Liên Xô giảm bớt thiệt hại trong chiến tranh.
Một số quan điểm cho rằng Phương Tây đã thổi phồng quá mức vai trò của khoản viện trợ cho Liên Xô. Tổng giá trị viện trợ chỉ bằng 4% tổng lượng sản xuất của Liên Xô trong những năm chiến tranh (trong khi Liên Xô phải chống đỡ 70% binh lực của Đức và chư hầu). Do vậy, những quan điểm này đã cho rằng viện trợ lend-lease đóng góp không đáng kể vào chiến thắng của các lực lượng vũ trang Xô viết. Ngoài ra, viện trợ trong năm 1941 (khi Liên Xô đang cần nhất) lại khá nhỏ giọt, trong khi tới 56,5% giá trị viện trợ lend-lease chỉ đến Liên Xô vào năm cuối cùng của cuộc chiến tranh (từ tháng 1/1944 tới tháng 5/1945), khi đó mức sản xuất của Liên Xô đã vượt xa Đức nhiều lần. Chưa kể nhiều học giả Xô viết cho biết rằng những loại vũ khí mà Mỹ viện trợ cho Liên Xô trong giai đoạn này bị binh sĩ Hồng quân chê bai khá nhiều và ít khi sử dụng (ví dụ như xe tăng M3 Stuart hay tiểu liên Thompson bị đánh giá là thiếu sức mạnh và dễ hỏng hóc so với vũ khí tương ứng do Liên Xô chế tạo như T-34 và PPSh-41). Nhiều loại xe tăng của Mỹ và Anh viện trợ cho Liên Xô không hoàn chỉnh và bị thiếu kính ngắm, phụ tùng, bộ dụng cụ bảo trì và sửa chữa... Những quả đạn nổ cho pháo 75mm trên xe tăng Mỹ có xu hướng phát nổ bất ngờ. Stalin đã phàn nàn với Roosevelt trong một lá thư vào năm 1942: "Theo các chuyên gia của chúng tôi ở mặt trận, xe tăng Mỹ dễ dàng bị đốt cháy bởi những khẩu pháo chống tăng bắn vào phía sau hoặc hai bên. Đó là do nhiên liệu xăng của các xe tăng Mỹ khi bị đốt nóng đã tạo ra một lớp khói xăng dày bên trong các xe tăng, tạo điều kiện cho quá trình bốc cháy" Xe tăng M3 Lee của Mỹ bị lính Liên Xô gán cho biệt danh là "БМ-6 - братская могила vào шестерых", nghĩa là "ngôi mộ tập thể cho sáu người", như một cách để mỉa mai hỏa lực và vỏ giáp yếu của loại xe này.
Nhà ngoại giao Vyacheslav Molotov tuyên bố năm 1945 rằng "đất nước ta đã cung cấp tất cả các yếu tố cần thiết cho quân đội anh hùng của chúng ta". Các nhà sử học khác như Roger Munting đã lập luận rằng sự viện trợ của Đồng minh (Lend-Lease) không bao giờ chiếm hơn 4% sản lượng công nghiệp thời chiến của Liên Xô Các số liệu cho thấy vũ khí Lend-Lease chỉ cung cấp một đóng góp nhỏ cho nỗ lực chiến tranh của Liên Xô (chiếm chưa đầy 2% pháo binh, 12% số máy bay, 10% số xe tăng mà Liên Xô sử dụng)
Harry Lloyd Hopkins, cố vấn của Tổng thống Roosevelt, nhận định: "Chúng tôi chưa bao giờ cho rằng sự giúp đỡ của chúng ta dưới hình thức Lend-lease là yếu tố chính trong thắng lợi của Liên Xô trước Hitler ở mặt trận phía đông. Chiến thắng đó đạt được bằng sự dũng cảm và máu của quân đội Nga". Nhà sử học Mỹ George C. Herring thẳng thắn hơn: "Lend-lease không phải là hành động vô tư. Đây là một hành động có tính toán, vị kỷ và người Mỹ luôn hình dung rõ ràng những món lợi mà họ có thể thu được từ hành động đó". Tổng thống Mỹ Franklin D. Roosevelt đã khẳng định rằng việc giúp đỡ Liên Xô cũng chính là vì lợi ích của Mỹ, bởi nếu Liên Xô thất bại thì chính Mỹ sẽ là mục tiêu kế tiếp, Roosevelt so sánh rằng "một vòi cứu hỏa nên được trao cho một người hàng xóm để ngăn chặn lửa cháy lan đến nhà riêng của chính mình". Thực tế viện trợ của Mỹ không phải là sự ban tặng, bản thân tên gọi của nó ("Lend-lease", nghĩa là "cho vay - cho thuê") đã cho thấy nó vẫn là một dạng hợp đồng "bán vũ khí - trả tiền sau" chứ không phải là cho không. Trong và sau chiến tranh, Liên Xô đã phải trả nợ (tính kèm lãi suất) cho những hàng hóa, vũ khí mà Mỹ đã viện trợ cho họ, hình thức trả nợ gồm nhiều tàu chở kim loại quý như bạch kim trị giá hàng tỷ USD Mỹ là nước duy nhất trong khối Đồng minh hầu như không bị tàn phá mà còn thu được những nguồn lợi kinh tế khổng lồ từ cuộc chiến tranh.
Một số ý kiến khác lại khẳng định rằng Lend-Lease thực sự có ý nghĩa lớn trong chiến thắng của Liên Xô trước Đức Quốc xã. Vào thời đó việc vận chuyển vũ khí và nhu yếu phẩm của Liên Xô phụ thuộc rất nhiều vào hoạt động vận tải đường sắt, nhưng Liên Xô đã chấm dứt sản xuất các thiết bị đường sắt kể từ năm 1941 để chuyển sang sản xuất xe tăng. Lend-Lease đã cung cấp 92% tổng số các thiết bị đường sắt cho Liên Xô bao gồm 1,911 đầu máy xe lửa và 11,225 toa tàu lửa. Khoảng 400.000 xe vận tải do Mỹ sản xuất và cung cấp cho Liên Xô giai đoạn này, bao gồm cả những dòng xe như Dodge hay Studebaker, đã hỗ trợ lớn về hậu cần cho binh lính Hồng quân. Vào năm 1945, gần 1/3 số xe tải vận tải của quân Liên Xô trên chiến trường được sản xuất ở Mỹ. Trong cuộc chiến tranh, chính phủ Liên Xô đã cố gắng giảm bớt vai trò của các khoản viện trợ nước ngoài, điều này khiến Đại sứ Mỹ tại Liên Xô lúc đó là William Standley tức giận: "Có vẻ như chính phủ Nga muốn che giấu đi sự thật rằng họ đang nhận được sự giúp đỡ từ bên ngoài. Rõ ràng là họ muốn người dân tin rằng Hồng quân đang chiến đấu một mình trong cuộc chiến này". Cơ quan kiểm duyệt của Nga sau đó đã cho phép phát biểu này của Standley được đăng lên các tờ báo trong cả nước.
Một số quan điểm khác thì lại cho rằng "Lend - lease" không phải là quan trọng sống còn với Liên Xô, nhưng cũng không phải là vô ích. Một số sử gia như M. Harison tin rằng nếu không có "lend - lease", Liên Xô vẫn sẽ chiến thắng, nhưng chiến thắng đó sẽ đến chậm hơn vài tháng. Ngược lại, nếu không có sự tham gia của Liên Xô (chống đỡ 70% lực lượng Đức và chư hầu) thì các nước Đồng Minh còn lại cũng sẽ khó có thể đánh bại được khối Phát xít ở châu Âu. Chuyên gia quân sự Nga Andrey Chaplygin tin rằng Liên Xô vẫn sẽ chiến thắng trong cuộc thế chiến dù không có lend - lease, nhưng chương trình này cũng giúp Liên Xô giảm thiểu tổn thất trên con đường đi đến Chiến thắng. Còn đối với Mỹ thì lend - lease trước hết, như chính Tổng thống Mỹ Franklin D. Roosevelt đã từng nói: "Đó là một khoản đầu tư sinh lời".
Một người Nga đã nói: "Chúng ta đã hy sinh hàng triệu người (để góp phần cho chiến thắng của Đồng Minh), và họ (Mỹ) muốn chúng ta phải cúi rạp trước mặt họ chỉ vì họ gửi thịt đóng hộp cho chúng ta sao. Một kẻ thực dụng có bao giờ làm bất cứ điều gì mà không đem lại lợi ích cho ông ta? Đừng nói với tôi rằng Lend - lease là một khoản tiền từ thiện".
Sau chiến tranh, Mỹ đã yêu cầu Liên Xô trả 1,3 tỷ USD cho khoản nợ còn lại từ chương trình Lend-Lease, nhưng chính phủ Liên Xô cho biết họ chỉ có thể trả 170 triệu USD. Chính phủ Hoa Kỳ không chấp nhận điều kiện này, dẫn đến các cuộc đàm phán vào năm 1972 và kết quả đã đi tới một thỏa thuận giữa 2 nước, theo đó Liên Xô có nghĩa vụ phải trả đủ 722 triệu USD cho Mỹ cho đến năm 2001. Năm 1990, Mỹ và Liên Xô trở lại đàm phán. Hai bên đã đi đến quyết định rằng đến năm 2030, Liên Xô sẽ trả đủ cho Mỹ khoản tiền còn lại là 674 triệu USD. Tuy vậy chỉ 1 năm sau, Liên Xô sụp đổ. Vào năm 1993, chính phủ Nga đã tuyên bố họ sẽ kế thừa các khoản nợ của Liên Xô và sẽ sớm thanh toán cho tất cả số hàng hóa mà Liên Xô đã nhận được theo dự luật Lend-Lease.
Cùng với việc nhận hàng lend-lease từ các nước đồng minh, Liên Xô cũng viện trợ ngược cho các nước này. Trong các năm chiến tranh, các nước đồng minh cũng đã nhận từ Liên Xô 300.000 tấn quặng crom và mangan, gỗ, vàng và bạch kim. Liên Xô đã cung cấp một số lượng không rõ các lô hàng khoáng sản quý hiếm cho Hoa Kỳ như một hình thức chi trả cho hàng lend-lease do Mỹ cung cấp, điều này đã được thỏa thuận trước khi ký kết nghị định thư đầu tiên vào ngày 1 tháng 10 năm 1941. Một số trong những lô hàng này đã bị phát hiện bởi người Đức. Vào tháng 5 năm 1942, HMS Edinburgh bị chìm trong khi mang theo 4,5 tấn vàng của Liên Xô chở đến cho Hoa Kỳ. Vào tháng 6 năm 1942, SS Port Nicholson bị chìm trên đường từ Halifax, Nova Scotia đến New York, trên tàu chở rất nhiều bạch kim, vàng và kim cương công nghiệp của Liên Xô, xác tàu được phát hiện năm 2008.

## Tổn thất của dân thường và tù binh

### Đức

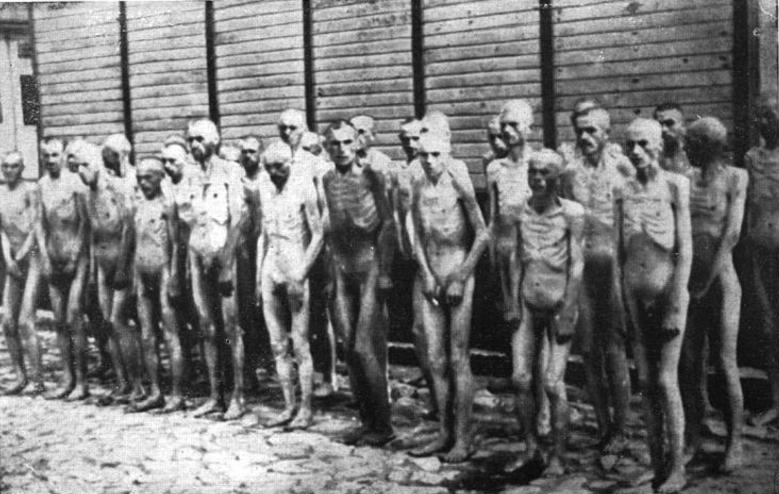
Tù binh Liên Xô kiệt quệ trong trại tập trung Mauthausen.

Trong quá trình chiến tranh, Đức quốc xã thi hành chính sách diệt chủng người Do Thái và người Slav tại những vùng chiếm đóng. Mặt khác, tù binh Liên Xô bị cưỡng bức lao động với cường độ cao trong khi chế độ ăn uống tồi tệ, khiến nhiều người đã chết vì kiệt sức và đói khát. Những tù binh là Đảng viên hoặc chính trị viên có thể bị xử bắn ngay khi bị bắt bởi một mệnh lệnh được ban hành trước đó bởi Hitler nhằm tiêu diệt các đầu não chỉ huy và nguồn khích lệ chính trị của Hồng quân.
Hàng chục triệu Người Nga và các người Slav cũng bị giam cầm tại hơn 100 trại tập trung của Đức trên khắp các vùnh lãnh thổ châu Âu bị nước Đức Quốc xã chiếm đóng. Các trại lớn nhất là Dachau, Buchenwald, Ravensbrück, Auschwitz, Majdanek, Bergen Belsen, Gusen... Số người được giải phóng khỏi các trại này sau chiến tranh chỉ còn vài trăm nghìn. Ước tính khoảng 13,6 triệu thường dân Liên Xô đã chết trong cuộc chiến, cùng với đó là khoảng 3,3 triệu tù binh Liên Xô đã chết trong các trại tù binh của Đức).
Không phải tất cả những người chết trong thời kỳ chiến tranh của Liên Xô đều bị Đức quốc xã giết chết; có những người Liên Xô đã chết khi tham chiến cho phía Đức, hoặc chịu sự trừng phạt của Liên Xô với những người đã cộng tác với quân Đức. Tới năm 1987, các hồ sơ của Liên Xô vẫn chưa được công khai trước công chúng. Ít nhất 1 triệu người đã thiệt mạng trong các trại giam của Liên Xô trong thời chiến hoặc bị chính quyền Liên Xô trục xuất. Những cái chết khác xảy ra trong các cuộc di tản thời chiến và do suy dinh dưỡng liên quan đến chiến tranh và bệnh tật trong nội địa. Vài trăm nghìn người Liên Xô đã cộng tác với Đức Quốc xã, và khoảng 215.000 người trong số đó đã tử trận khi tham chiến trong hàng ngũ quân đội Đức Quốc xã

### Liên Xô

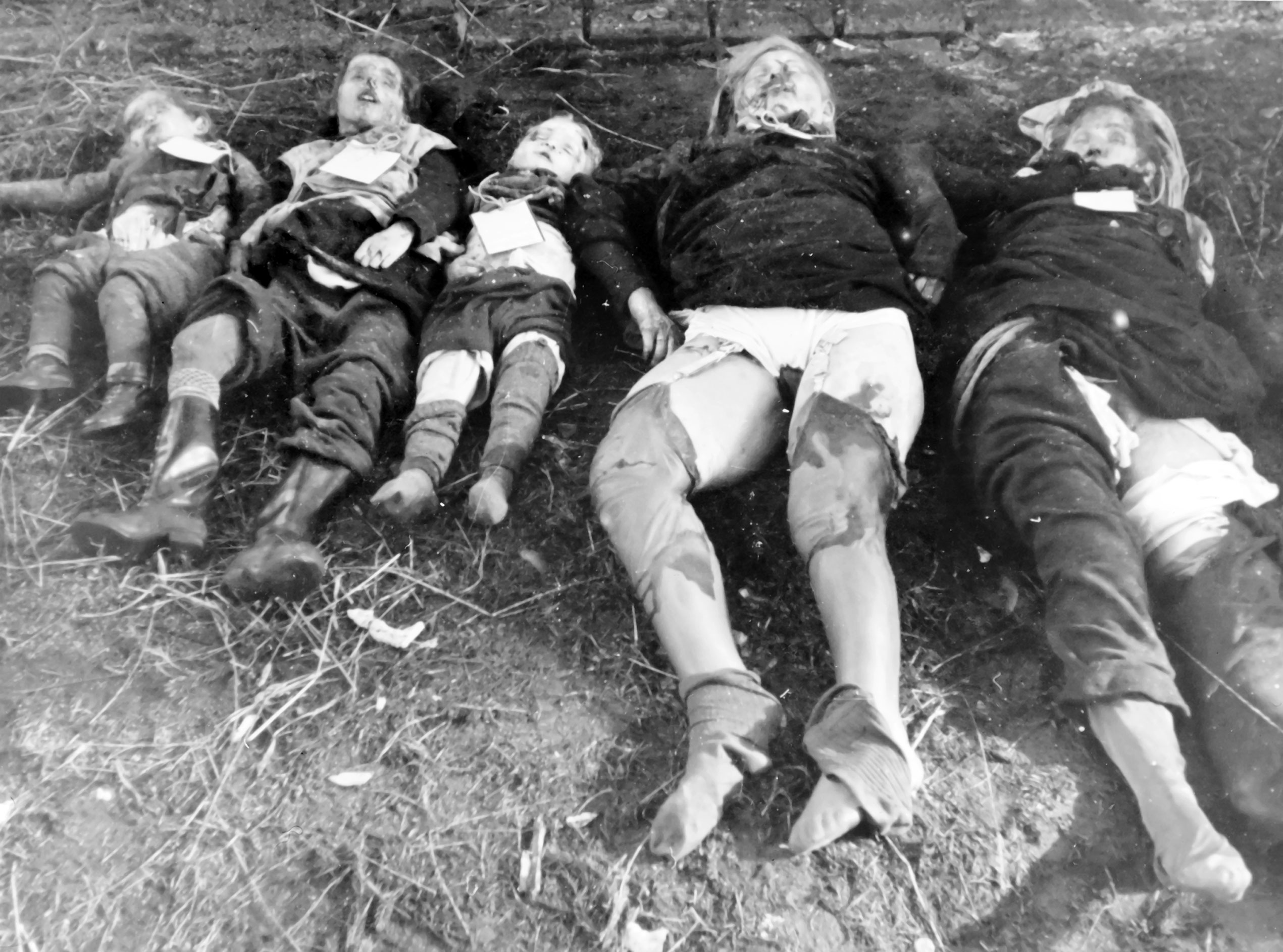
Thi thể của những phụ nữ và trẻ em Đức tại Metgethen năm 1945, Đức Quốc xã tuyên bố họ bị binh sĩ Liên Xô sát hại

Theo một số tài liệu phương Tây, kể từ khi tiến vào nước Đức (1944-1945), ngoài việc cướp nhà dân và cửa hiệu Hồng quân Liên Xô đã cưỡng hiếp hàng chục ngàn phụ nữ và trẻ em người Đức, từ 8 đến 80 tuổi. Theo Franz Wilhelm Seidler, riêng ở Berlin là 20 tới 100 ngàn, các tỉnh còn lại từ 100 ngàn tới nửa triệu. Rất nhiều nạn nhân trong số này bị từ 10 đến 12 lính hãm hiếp tập thể, và đa số bị hãm hiếp nhiều lần.
Một số nhà sử học vẫn tranh cãi về tính xác thực và quy mô của những vụ hiếp dâm. Các nhà sử học Nga phủ nhận những cáo buộc về hiếp dâm hàng loạt, họ đưa ra bằng chứng là một lệnh ban hành ngày 19 tháng 1 năm 1945, yêu cầu việc ngăn ngừa ngược đãi thường dân. Một lệnh của Hội đồng quân sự của Phương diện quân Byelorussia số một, có chữ ký của Nguyên soái Rokossovsky, đã ra lệnh xử bắn những binh lính phạm tội trộm cướp và hiếp dâm ngay tại hiện trường của vụ án. Ba binh sĩ đã bị treo cổ công khai trước người dân Đức vì tội hãm hiếp, và các vi phạm đã gần như chấm dứt. Một lệnh ban hành bởi Stavka (Bộ Tổng tư lệnh Tối cao Hồng quân) vào ngày 20 tháng 4 năm 1945 đã phổ biến tới binh sĩ rằng cần phải duy trì quan hệ tốt với người dân Đức để giảm kháng cự và để chiến sự kết thúc nhanh hơn. Thiếu tướng Vasily Satilov, Sư đoàn trưởng Sư đoàn bộ binh 150, thuộc Quân đoàn bộ binh 79, Tập đoàn quân xung kích 3, Phương diện quân Byelorussia 1, đơn vị đã cắm cờ chiến thắng lên nóc nhà Quốc hội Đức ở Berlin tuyên bố:
| “                 | Quân đội Liên Xô không có bất cứ một hành động thảm sát, cướp bóc nào, không có bất kỳ hành động trả thù nào đối với sự tàn bạo mà quân Đức đã gây ra trên đất nước chúng tôi. Mà trái lại, chúng tôi còn cung cấp lương thực cho người Đức, những người lẽ ra được coi là kẻ thù không đội trời chung của chúng tôi. | ” |
| — Vasili Satilov. | |   |

Trong khu vực chiếm đóng của Liên Xô, các thành viên của SED đã báo cáo cho Stalin cướp bóc và hãm hiếp bởi binh lính Liên Xô có thể dẫn đến một phản ứng tiêu cực của dân Đức đối với Liên Xô và hướng tới tương lai của chủ nghĩa xã hội ở Đông Đức. Stalin đã phản ứng một cách giận dữ: "Tôi sẽ không tha thứ bất cứ ai kéo danh dự của Hồng quân qua vũng bùn."
Các nhà lãnh đạo Liên Xô bất bình với các cơ quan truyền thông của các nước mà vừa mới đây còn là đồng minh của họ trên mặt trận chống phát xít đã làm rùm beng chuyện này. Bộ trưởng dân ủy ngoại giao Liên Xô V. M. Molotov chỉ ra rằng "chiến dịch hèn hạ" này nhằm phá hoại uy tín của Hồng quân và trút lên đầu những người lính Hồng quân tất cả những gì xảy ra do sự hỗn loạn trước đó tại những vùng do Liên Xô chiếm đóng. Ông nói: "Liên Xô và những bạn bè của chúng tôi trên thế giới đã có những thông tin cần thiết để chống lại chiến dịch tuyên truyền này".
Tướng Gareyev, chủ tịch của Học viện Khoa học Quân sự Nga, nhận xét: 
Tất nhiên, sự trả thù, bao gồm cả bạo lực tình dục, đã xảy ra. Một số binh sĩ chỉ đơn giản là không thể kiềm chế tức giận sau những gì Đức quốc xã đã làm trên đất nước chúng tôi. Nhưng các trường hợp này đã bị trừng phạt nghiêm khắc. Và việc trả thù đã không trở nên phổ biến. Bởi vì ngay khi chúng tôi chiếm đóng các thành phố, kỷ luật đã được thắt chặt. Chúng tôi cung cấp cho người dân Đức thực phẩm, chăm sóc y tế, tuần tra an ninh. Cá nhân tôi đã tham gia giải phóng Đông Đức. Tôi cam đoan, việc lạm dụng tình dục thậm chí không hề được nghe thấy.
Theo nguồn tin của Nga thì một phụ nữ Berlin, Elizabeth Shmeer, cho biết:
Đức quốc xã nói rằng nếu người Nga đến đây, họ sẽ tàn phá và hãm hiếp khủng khiếp. Nhưng thực tế sau đó rất khác: dù là những người bại trận, quân đội Đức đã gây ra rất nhiều đau khổ cho nước Nga, nhưng những người chiến thắng đã cho chúng tôi thực phẩm còn nhiều hơn những gì chính quyền cũ phân phát. Đối với chúng tôi điều đó là khó hiểu. Một cách cư xử nhân đạo như vậy dường như chỉ người Nga làm được.

## Lãnh tụ và sự lãnh đạo chiến tranh

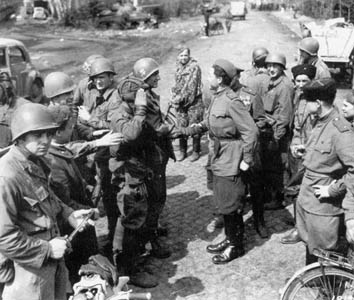
Những người lính Hoa Kỳ và Liên Xô gặp nhau trên bờ sông Elbe ngày 9 tháng 5 năm 1945

Tại Liên Xô và Đức Quốc xã ngay trong thời bình sự lãnh đạo của lãnh tụ là tập trung và cực quyền ở mức độ rất cao, trong chiến tranh mức độ cực quyền tập trung lại càng cao hơn nữa. Trong chiến tranh các tình cảm như yêu nước, lòng tự hào dân tộc, ý thức trách nhiệm, danh dự được gắn liền với sự trung thành vô điều kiện với mệnh lệnh của lãnh tụ.
Cả Iosif Stalin và Adolf Hitler trên cương vị là Tổng tư lệnh tối cao là những cá nhân có tài tổ chức phi thường, có sức lôi cuốn và gây ảnh hưởng to lớn đến quần chúng, có các tính cách và ý chí cực mạnh đã có ảnh hưởng rất to lớn đến sự điều hành chiến tranh.
Adolf Hitler là nhà tư tưởng quân sự và nhà tổ chức xây dựng quân đội lớn: trước đại chiến, tư duy của Führer (lãnh tụ - tức Hitler) về hình thức và bản chất chiến tranh trong tương lai đã trùng hợp với các trí tuệ quân sự Đức. Các quyết sách cương quyết của Führer về chính trị và xây dựng lực lượng vũ trang đã góp phần đưa quân đội Đức từ một quân đội thua trận, yếu đuối, chỉ trong 6 – 7 năm đã trở thành quân đội mạnh nhất thế giới với các thắng lợi vũ bão trong thời kỳ đầu chiến tranh tại châu Âu, đánh bại quân đội các cường quốc địch thủ với hiệu suất chiến đấu rất cao, đó thực sự là cuộc cách mạng trong quân sự. Và ngay trong việc chỉ đạo trực tiếp các chiến dịch trong thời kỳ đầu Thế chiến thứ hai cũng có dấu ấn rất tích cực của Hitler và uy tín của Führer đã được giới tướng lĩnh quân sự Đức công nhận như một thiên tài quân sự.
Tuy nhiên với cá tính bùng nổ, bản chất liều lĩnh, phiêu lưu có một không hai trong lịch sử, Hitler đã trở nên quá tự tin rằng với thiên tài của mình thì cái gì cũng có thể làm được. Sự liều lĩnh phiêu lưu có thể cho một kết quả tốt ở thời điểm nào đó, nhưng ở mức độ chính sách quốc gia và của người lãnh đạo Đế chế thì điều đó nhất định sẽ đem đến thảm hoạ. Führer coi thường cả những quy tắc lớn nhất trong chiến lược chính trị và quân sự dấn thân đồng thời chống lại tất cả các cường quốc mạnh nhất thế giới, chấp nhận chiến tranh trên nhiều mặt trận.

Hitler gắn huy chương anh dũng cho các thiếu niên Đức trong lực lượng Volkssturm (Dân binh tự vệ) ở Berlin tháng 4 năm 1945

Führer thực sự tin tưởng hoặc trở thành nạn nhân của sự tung hô sùng bái cá nhân mình và đã cho rằng mình là thiên tài quân sự số một của thế giới, các thắng lợi to lớn, dễ dàng ban đầu lại càng củng cố niềm tin của Hitler. Với bản chất độc đoán Hitler nắm lấy toàn bộ sự điều hành chiến tranh và càng ngày càng không muốn lắng nghe các ý kiến của các tướng lĩnh Đức và càng xa rời thực tế chiến trường, sa vào chủ quan duy ý chí cao độ đến mức bệnh hoạn. Kết quả là trong quá trình chiến tranh, các tướng lĩnh giỏi nhất của quân đội Đức nếu kiên quyết tỏ ý kiến đối lập với Führer thì sẽ bị sa thải hoặc không được trọng dụng. Đến giai đoạn cuối chiến tranh Hitler, đã tập hợp xung quanh mình chủ yếu là những tướng lĩnh có phẩm chất quan trọng nhất là trung thành vâng lời Führer không hạn chế.
Führer cho đến ngày cuối cùng của đế chế vì sự duy ý chí một cách bệnh hoạn nên vẫn không thể thích nghi được với thực tế là quân đội Đức đang phải chiến đấu trên thế thua, thế yếu và sắp thất bại. Bị ám ảnh bởi khả năng thay đổi thần kỳ bước ngoặt chiến tranh, Hitler ngoan cố trước sau như một chỉ có một mệnh lệnh "không lùi một bước", không muốn bỏ một tấc đất đã chiếm được, bất chấp các nguy cơ bị bao vây tiêu diệt lớn, vì vậy khi quân Đức buộc phải rút lui thì thường là quá muộn. Thậm chí gần đến ngày bại trận hoàn toàn mà Hitler vẫn trông mong vào các cuộc phản công không tưởng và không cho phép rút bỏ đất đai (một ví dụ rất điển hình là Cụm tập đoàn quân Courland với vài chục vạn quân đã hoàn toàn mất hết ý nghĩa chiến đấu, bị giam chân ở mẩu đất nhỏ bắc Latvia đến hết chiến tranh trong khi đó Đức đang rất cần binh lực để phòng thủ Đế chế nhưng Hitler cương quyết từ chối di tản, đây vẫn là một điều khó hiểu của chiến tranh). Càng ngày Führer càng mất đi sự lãnh đạo sáng suốt. Nói chung từ năm 1942, sự lãnh đạo quân sự của Hitler đã mang tính tiêu cực và càng ngày càng ảnh hưởng xấu đến kết quả chiến đấu trên chiến trường của quân đội Đức.

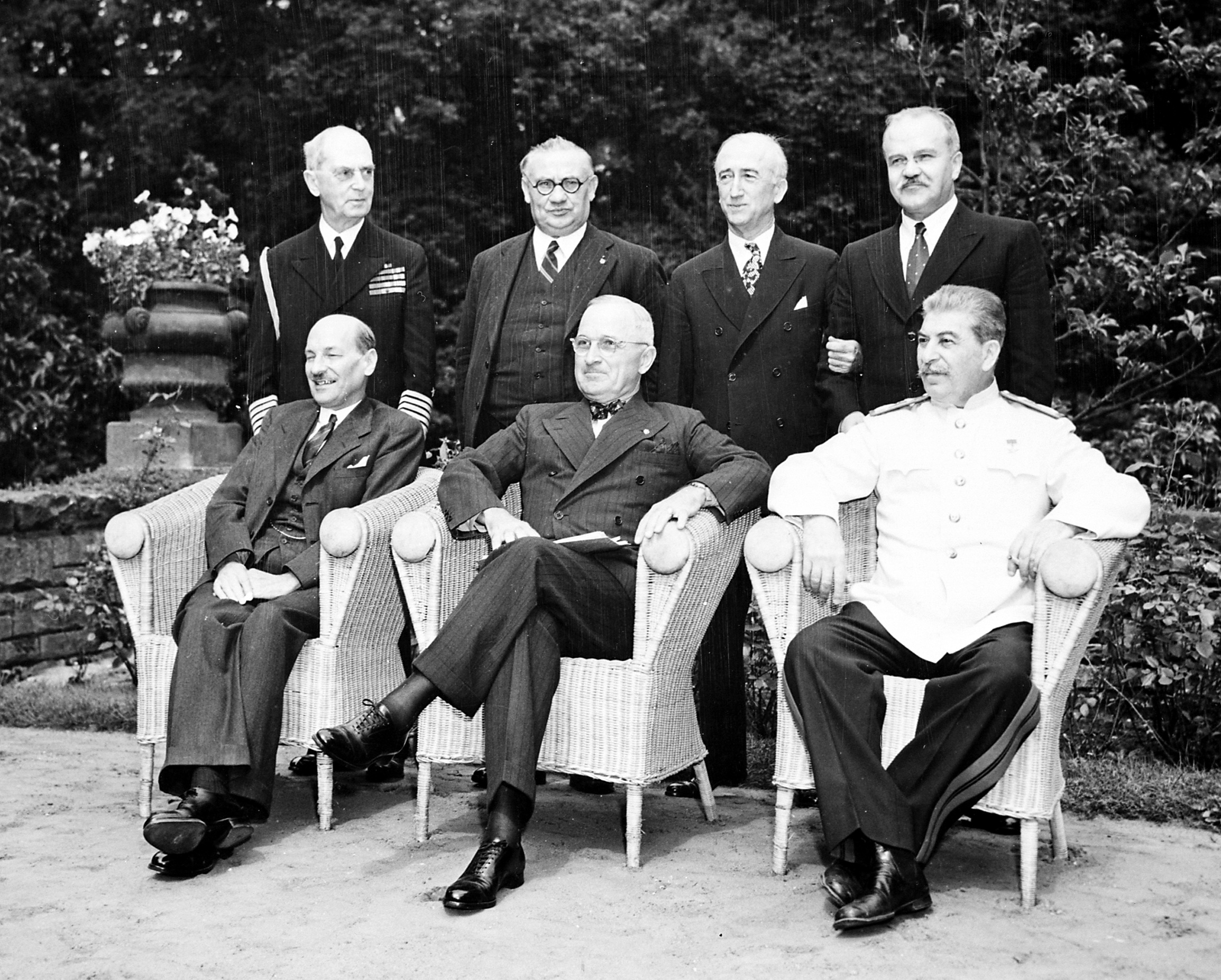
Nguyên soái Liên Xô Joseph Stalin, Tổng thống Hoa Kỳ Harry Truman và Thủ tướng Anh Clement Attlee tại Hội nghị Potsdam, tháng 7 năm 1945

Lãnh tụ Stalin của Liên Xô thì lại chủ quan duy ý chí ở một khía cạnh khác. Trước và trong chiến tranh, mặc dù các kiến thức về quân sự của ông đã lạc hậu so với sự phát triển của các học thuyết chiến tranh hiện đại cũng như sự phát triển của vũ khí nhưng bằng ý chí độc đoán cố hữu, việc chỉ đạo tác chiến của ông đối với lực lượng vũ trang Liên Xô trong hai năm đầu của cuộc chiến tranh Xô-Đức đã đem lại những kết quả tiêu cực.
Trong những tháng đầu của chiến tranh, để trừng trị trách nhiệm của cá nhân trong các thất bại, và cũng để trấn áp tư tưởng chủ bại trong quân đội, Stalin dùng tòa án quân sự để trừng phạt các tướng lĩnh dưới quyền: nhiều tướng lĩnh Xô Viết đã bị xử bắn vì trách nhiệm đã để thua trận, nhất là khi tòa án quân sự được trao cho các cá nhân là cán bộ chính trị có xu hướng coi trừng phạt là một biện pháp để ổn định tình hình như Vyacheslav Molotov, Lev Mekhlis, Georgy Malenkov, Nikolai Bulganin... Điều này đặc biệt gây hại vì nó làm mất máu đội ngũ sĩ quan hồng quân đang rất thiếu, không cho phép đội ngũ sĩ quan tích lũy kinh nghiệm qua thất bại, làm cho các cấp chỉ huy Hồng quân không dám chủ động sáng tạo, chỉ trông chờ mệnh lệnh từ trên và làm phát sinh tâm lý "nướng quân" hoàn thành nhiệm vụ bằng được với bất kỳ mức độ thương vong nào... Điển hình là Đại tướng Dmitry Pavlov, Tư lệnh Phương diện quân Tây đã bị xử bắn về tội để mất cả Quân khu Byelorussia chỉ trong một tuần... Bắt đầu từ tháng 10 năm 1941, Stalin đã nhận thức được sự nguy hại của chính sách này nên đã từ bỏ phương pháp lãnh đạo chiến tranh kiểu "xử tướng để răn đe".
Khác xa với Hitler, Stalin sau những thất bại to lớn đã nhận thức được hạn chế của mình và đã biết dựa vào Bộ tổng tham mưu và các tướng lĩnh để điều hành chiến tranh, càng về sau sự tranh luận và bàn bạc các kế hoạch chiến đấu trong Tổng hành dinh Xô Viết về cơ bản diễn ra lành mạnh. Và với sự sắc sảo của mình Stalin đã biết tìm ra những tài năng quân sự, tin tưởng đưa họ vào các vị trí lãnh đạo quân đội thay chỗ các tướng lĩnh quân hàm cao nhưng thiếu năng lực trong thực tế chiến đấu: rất nhiều sĩ quan trẻ tài năng đã được đề bạt rất nhanh, được giao chỉ huy tập đoàn quân, phương diện quân và đã hoàn thành xuất sắc nhiệm vụ như Hovhannes Bagramyan, Ivan Chernyakhovsky, Rodion Malinovsky, Fyodor Tolbukhin... Tuy nhiên, để tỏ rõ tiếng nói cuối cùng của Tổng Tư lệnh tối cao, Stalin thường hay can thiệp vào quá trình chỉ huy chiến đấu và nhất là hay cắt giảm thời hạn chuẩn bị chiến dịch và thời hạn hoàn thành nhiệm vụ của các phương diện quân, nhiều khi không vì các lý do quân sự mà chỉ để tạo sự kiện tuyên truyền tâm lý hứng khởi cho nhân dân (làm tròn ngày, đẹp số các chiến thắng vào dịp kỷ niệm cách mạng tháng 10, Ngày Quốc tế Lao động 1 tháng 5 hay ngày thành lập quân đội Xô Viết...) Những sự can thiệp đột xuất như vậy thường gây thêm sự mệt mỏi cho các đơn vị quân đội và tạo thêm căng thẳng không cần thiết cho các chiến trường.
Là một nhà chính trị giàu kinh nghiệm, Stalin đã có cách lãnh đạo đảng và lãnh đạo chính trị trong lực lượng vũ trang một cách hợp lý, bằng việc bỏ hệ thống hai chỉ huy của các chính uỷ và thay bằng cơ cấu các ủy viên hội đồng quân sự. Cách bố trí cán bộ chính trị như vậy đã thể hiện mặt rất tốt trong chiến tranh: cán bộ chính trị như một thành viên hội đồng quân sự cùng mang trách nhiệm và vinh quang như cán bộ chỉ huy, điều này đã gắn kết được cán bộ chính trị với tư lệnh Hồng quân trong việc nâng cao tinh thần chiến đấu và kỷ luật đảng, kỷ luật chính trị của quân đội mà không can thiệp một cách vô tổ chức vào việc chỉ huy quân đội.
Một vai trò tích cực rất to lớn của Stalin là, với kỷ luật sắt và tài tổ chức của mình, Stalin đã lãnh đạo thành công trong một thời gian rất ngắn việc di chuyển nền kinh tế từ phía tây đất nước sang vùng bên kia dãy núi Ural và nhanh chóng tổ chức lại nền công nghiệp quốc phòng. Ngay từ giữa năm 1942, nền công nghiệp này đã khôi phục và tiếp tục tăng sản lượng với tốc độ rất nhanh, cung cấp dồi dào vũ khí hiện đại cho quân đội.
Dù vào giai đoạn cuối và sau chiến tranh, bộ máy tuyên truyền Liên Xô đã phóng đại những phẩm chất quân sự của Stalin và gán cho lãnh tụ những danh hiệu lớn lao như thống soái vĩ đại nhất... Nhưng nói chung, việc tuyên truyền phẩm chất của lãnh đạo là yêu cầu bắt buộc trong chiến tranh, và càng ngày sự lãnh đạo chiến tranh của lãnh tụ Stalin càng hợp lý, đáp ứng được các đòi hỏi khắc nghiệt của chiến tranh; và sự lãnh đạo hiệu quả của Stalin cũng được xem như một trong những nhân tố góp phần vào thắng lợi của Liên Xô đối với Đức Quốc xã.